# 来生たかお関連作品

## シングル

### オリジナル・シングル
| リリース       | タイトル                     | 規格品番                                                | 発売元                 | 収録アルバム                           |
| -------------- | ---------------------------- | ------------------------------------------------------- | ---------------------- | -------------------------------------- |
| 1976年10月1日  | 浅い夢                       | DKQ-1007                                                | キティレコード         | 浅い夢                                 |
| 1995年7月21日  | 浅い夢                       | KTDR-2130                                               | キティエンタープライズ | 浅い夢                                 |
| 1977年7月1日   | 灼けた夏                     | DKQ-1015                                                | キティレコード         | ジグザグ                               |
| 1977年10月1日  | 長雨-ながあめ-               | DKQ-1019                                                | キティレコード         | ジグザグ                               |
| 1978年8月1日   | 赤毛の隣人                   | DKQ-1041                                                | キティレコード         | 浅い夢                                 |
| 1978年10月1日  | 片隅にひとり                 | DKQ-1043                                                | キティレコード         | By My Side                             |
| 1979年4月21日  | そして、昼下り               | DKQ-1055                                                | キティレコード         | BIOGRAPHY                              |
| 1979年10月21日 | あなただけGood Night         | DKQ-1068                                                | キティレコード         | Natural Menu                           |
| 1980年6月21日  | ほんのノスタルジー           | DKQ-1088                                                | キティレコード         | AT RANDOM                              |
| 1981年2月5日   | とにかく、あした             | 7DK-7006                                                | キティレコード         | 来生たかお                             |
| 1981年5月21日  | Goodbye Day                  | 7DK-7011                                                | キティレコード         | Sparkle                                |
| 1981年11月10日 | 夢の途中-セーラー服と機関銃- | 7DK-7019                                                | キティレコード         | 夢の途中                               |
| 1982年4月25日  | 気分は逆光線                 | 7DS-0004                                                | キティレコード         | BIOGRAPHY II                           |
| 1982年4月25日  | シルエット・ロマンス         | 7DS-0004                                                | キティレコード         | BIOGRAPHY II                           |
| 1982年12月1日  | 疑惑                         | 7DS-0026                                                | キティレコード         | 遊歩道                                 |
| 1983年3月1日   | 無口な夜                     | 7DS-0034                                                | キティレコード         | Ordinary                               |
| 1983年7月1日   | 吐息の日々                   | 7DS-0050                                                | キティレコード         | Ordinary                               |
| 1984年7月10日  | そっとMIDNIGHT               | 7DS-0075                                                | キティレコード         | ROMANTIC CINEMATIC                     |
| 1984年11月1日  | 白いラビリンス（迷い）       | 7DS-0085                                                | キティレコード         | LABYRINTH                              |
| 1985年9月10日  | はぐれそうな天使             | 7DS-0095                                                | キティレコード         | ONLY YESTERDAY                         |
| 1986年4月25日  | あした晴れるか               | 7DS-0109                                                | キティレコード         | めぞん一刻「MUSIC BLEND」              |
| 1986年9月25日  | フェアウェル                 | 7DS-0123                                                | キティレコード         | I Will...                              |
| 1987年10月25日 | 時を咲かせて                 | 7DS-0152（EP） 10CS-0145（CT）                          | キティレコード         | Étranger                               |
| 1988年7月25日  | ORACIÓN -祈り-               | 7DS-0162（EP） 10CS-0178（CT） H10K-30011（8cmCD）      | キティレコード         | Yuki's MUSEUM                          |
| 1989年4月12日  | 語りつぐ愛に                 | KP-0001（見本盤EP） 00CS-0201（CT） H00K-30019（8cmCD） | キティレコード         | With Time                              |
| 1989年6月26日  | Silent Memory                | KT-0003（見本盤EP） 00CS-5002（CT） H00K-30029（8cmCD） | キティレコード         | With Time                              |
| 1990年11月28日 | 夢より遠くへ                 | KTDR-2004                                               | キティレコード         | 永遠の瞬間                             |
| 1991年10月25日 | 出会えてよかった             | KTDR-2025                                               | キティレコード         | LABYRINTH II                           |
| 1992年5月27日  | ため息のあとで               | KTDR-2045                                               | キティレコード         | Passage                                |
| 1992年11月21日 | 愛する時間に                 | KTDR-2055                                               | キティレコード         | Passage                                |
| 1993年7月1日   | 二人の場所                   | KTDR-2059                                               | キティエンタープライズ | Passage                                |
| 1994年6月1日   | やわらかな刺激               | KTDR-2101                                               | キティエンタープライズ | N/A                                    |
| 1994年12月1日  | 永遠なる序章                 | KTDR-2119                                               | キティエンタープライズ | Another Story                          |
| 1997年1月21日  | 渇いた季節                   | CODA-1140                                               | 日本コロムビア         | Purity                                 |
| 1998年1月21日  | どこまでも恋心               | CODA-1419                                               | 日本コロムビア         | はるちゃん2 オリジナルサウンドトラック |
| 1998年4月1日   | 頬杖の幸福                   | CODA-1505                                               | 日本コロムビア         | 来生たかお作品集 Times Go By           |
| 2000年10月21日 | 地上のスピード               | UMCK-5003                                               | キティMME              | Dear my company                        |
| 2002年9月6日   | Day by day                   | WAD-7001                                                | スピニッチ             | N/A                                    |

### 企画シングル
リリース年月日・規格品番（収録メディア：発売元）は初出のもの
| リリース 年月日 | A面 （タイトル曲）   | B面 （カップリング曲）       | 作詞者 （A面〈タイトル曲〉／B面〈カップリング曲〉） | 編曲者 （A面〈タイトル曲〉／B面〈カップリング曲〉） | 備考／ 規格品番（収録メディア：発売元）                                                                                            |
| --------------- | -------------------- | ---------------------------- | --------------------------------------------------- | --------------------------------------------------- | --- |
| 1983.04.25      | 夢の途中             | セーラー服と機関銃           | 来生えつこ                                          | 星勝                                                | - SPECIAL COUPLING A&Aヒット・シリーズ - B面歌唱：薬師丸ひろ子 - 7DS-0041（EP：キティレコード）                                    |
| 1983.04.25      | シルエット・ロマンス | Goodbye Day                  | 来生えつこ                                          | 星勝／松任谷正隆                                    | - SPECIAL COUPLING A&Aヒット・シリーズ - 7DS-0043（EP：キティレコード）                                                            |
| 1983            | セカンド・ラブ       | 甘い言葉で…                  | 来生えつこ                                          | 星勝                                                | - 規格品番なし（見本盤EP：キティレコード）                                                                                         |
| 1991.10.25      | 夢の途中             | セカンド・ラブ               | 来生えつこ                                          | 星勝                                                | - ベストカップリングCDシングルシリーズ - タイトル曲・カップリング曲のオリジナルカラオケを収録 - KTDR-2026（8cmCD：キティレコード） |
| 1991.10.25      | Goodbye Day          | 浅い夢                       | 来生えつこ                                          | 松任谷正隆／福井峻                                  | - ベストカップリングCDシングルシリーズ - タイトル曲・カップリング曲のオリジナルカラオケを収録 - KTDR-2027（8cmCD：キティレコード） |
| 1991.10.25      | シルエット・ロマンス | マイ・ラグジュアリー・ナイト | 来生えつこ                                          | 星勝／福井峻                                        | - ベストカップリングCDシングルシリーズ - タイトル曲・カップリング曲のオリジナルカラオケを収録 - KTDR-2028（8cmCD：キティレコード） |
| 1991.10.25      | ORACIÓN -祈り-       | ねじれたハートで             | 来生えつこ                                          | 武部聡志／星勝、萩田光雄                            | - ベストカップリングCDシングルシリーズ - タイトル曲・カップリング曲のオリジナルカラオケを収録 - KTDR-2029（8cmCD：キティレコード） |
| 1991.10.25      | はぐれそうな天使     | 語りつぐ愛に                 | 来生えつこ                                          | 武部聡志／萩田光雄                                  | - ベストカップリングCDシングルシリーズ - タイトル曲・カップリング曲のオリジナルカラオケを収録 - KTDR-2030（8cmCD：キティレコード） |
| 1991.10.25      | 楽園のDoor           | スローモーション             | 小倉めぐみ／来生えつこ                              | 清水信之／星勝、萩田光雄                            | - ベストカップリングCDシングルシリーズ - タイトル曲・カップリング曲のオリジナルカラオケを収録 - KTDR-2031（8cmCD：キティレコード） |

## アルバム

### オリジナル・アルバム
| リリース       | タイトル           | 規格品番                                         | 発売元                                   |
| -------------- | ------------------ | ------------------------------------------------ | ---------------------------------------- |
| 1976年10月21日 | 浅い夢             | MKF-1006（LP） CKG-1005（CT）                    | キティレコード                           |
| 1977年10月21日 | ジグザグ           | MKF-1019（LP） CKG-1018（CT）                    | キティレコード                           |
| 1978年11月1日  | By My Side         | MKF-1035（LP） CKG-1038（CT）                    | キティレコード                           |
| 1979年12月10日 | Natural Menu       | MKF-1056（LP） CKG-1054（CT）                    | キティレコード                           |
| 1980年7月1日   | AT RANDOM          | 28MK-0002（LP） 28CK-0002（CT）                  | キティレコード                           |
| 1981年7月21日  | Sparkle            | 28MK-0017（LP） 28CK-0020（CT）                  | キティレコード                           |
| 1981年12月10日 | 夢の途中           | 28MK-0024（LP） 28CK-0029（CT）                  | キティレコード                           |
| 1982年11月1日  | 遊歩道             | 28MS-0020（LP） 28CS-0020（CT）                  | キティレコード                           |
| 1983年7月25日  | Ordinary           | 28MS-0038（LP） 28CS-0038（CT）                  | キティレコード                           |
| 1984年8月10日  | ROMANTIC CINEMATIC | 28MS-0065（LP） 28CS-0065（CT）                  | キティレコード                           |
| 1985年11月25日 | ONLY YESTERDAY     | 28MS-0087（LP） 28CS-0087（CT）                  | キティレコード                           |
| 1986年9月25日  | I Will...          | 28MS-0107（LP） 28CS-0107（CT） H33K-20054（CD） | キティレコード                           |
| 1987年11月25日 | Étranger           | 28MS-0149（LP） 28CS-0149（CT） H33K-20106（CD） | キティレコード                           |
| 1988年11月25日 | With Time          | 28MS-0189（LP） 28CS-0189（CT） H32K-20131（CD） | キティレコード                           |
| 1989年11月25日 | SOMETHING ELSE     | 00CS-0215（CT） H00K-20165（CD）                 | キティレコード                           |
| 1991年4月25日  | 永遠の瞬間         | KTTR-1082（CT） KTCR-1082（CD）                  | キティレコード                           |
| 1993年11月26日 | Passage            | KTTR-1247（CT） KTCR-1247（CD）                  | キティエンタープライズ（キティレコード） |
| 1994年11月2日  | Another Story      | KTCR-1295                                        | キティエンタープライズ（キティレコード） |
| 1997年2月21日  | Purity             | COCA-14021                                       | 日本コロムビア（ORIGENIUS）              |
| 2000年11月10日 | Dear my company    | UMCK-1004                                        | キティMME                                |
| 2004年11月17日 | égalité            | ANOC-6023                                        | ANY（日本音声保存）                      |
| 2005年10月19日 | avantage           | ANYC-12024/5                                     | ANY（日本音声保存）                      |
| 2008年12月10日 | 余韻               | ANOC-6151                                        | ANY（日本音声保存）                      |
| 2010年12月12日 | ひたすらに         | ANOC-6157                                        | ANY（日本音声保存）                      |
| 2021年11月10日 | 追憶               | TEND-1122                                        | ANY（日本音声保存）                      |

### 企画アルバム
| リリース       | タイトル                          | 規格品番                                      | 発売元                 |
| -------------- | --------------------------------- | --------------------------------------------- | ---------------------- |
| 1980年11月1日  | 来生たかお                        | 17GK-7907                                     | キティレコード         |
| 1983年12月1日  | Visitor                           | 28MS0048（LP） 33CS0048（CT）                 | キティレコード         |
| 1984年12月1日  | LABYRINTH                         | 28MS-0068（LP） 28CS-0058（CT） 3133-20（CD） | キティレコード         |
| 1991年10月25日 | LABYRINTH II                      | KTTR-1127（CT） KTCR-1127（CD）               | キティレコード         |
| 1995年7月21日  | 来生たかおSONGS                   | KTTR-1320（CT） KTCR-1320（CD）               | キティレコード         |
| 1995年11月1日  | 夢より遠くへ -melodies & stories- | KTCR-1342                                     | キティエンタープライズ |

### ライブ・アルバム
| リリース      | タイトル                                                      | 規格品番  | 発売元              |
| ------------- | ------------------------------------------------------------- | --------- | ------------------- |
| 2008年6月25日 | Try to remember                                               | ANOC-6116 | ANY（日本音声保存） |
| 2018年1月17日 | 40th Anniversary Symphonic Concert 2015-2016 ～夢のあとさき～ | TEND-1121 | Ten Years           |

### ベストアルバム
| リリース       | タイトル                                                | 規格品番                          | 発売元                         |
| -------------- | ------------------------------------------------------- | --------------------------------- | ------------------------------ |
| 1979年8月1日   | BIOGRAPHY                                               | MKF1-053（LP） CKG-1051（CT）     | キティレコード                 |
| 1980年3月      | 全曲集                                                  | CKT-3002                          | キティレコード                 |
| 1980年12月     | NEW BEST                                                | 28CK-0011                         | キティレコード                 |
| 1982年4月25日  | BIOGRAPHY II                                            | 25MS-0002（LP） 25CS-0002（CT）   | キティレコード                 |
| 1982年4月25日  | Songs                                                   | 38CS-0002                         | キティレコード                 |
| 1982年12月1日  | The Ballads                                             | 00CS-9007                         | キティレコード                 |
| 1983年3月1日   | Songs vol.2                                             | 38CS-0028                         | キティレコード                 |
| 1984年12月1日  | TAKAO GRAFFITI                                          | 3133-22                           | キティレコード                 |
| 1986年4月25日  | TAKAO GRAFFITI II                                       | H33K-20032                        | キティレコード                 |
| 1987年12月1日  | BEST SELECTIONS                                         | H50K-20103/4                      | キティレコード                 |
| 1989年7月1日   | GOODBYE DAY TAKAO KISUGI GREATEST HITS                  | 00CS-0206（CT） H00K20154（CD）   | キティレコード                 |
| 1991年         | 来生たかお I 浅い夢 はぐれそうな天使                    | KECD-18（非売品）                 | キティレコード                 |
| 1991年         | 来生たかお II 夢の途中 ORACIÓN-祈り-                    | KECD-19（非売品）                 | キティレコード                 |
| 1991年         | Love Song Avenue                                        | KC-0013（非売品）                 | キティレコード                 |
| 1992年         | 来生たかおの世界〜CM、ドラマ主題歌集〜                  | FICL-30132（The CD Club専売CD）   | キティレコード                 |
| 1992年9月13日  | THEME SONGS                                             | KTCR-1180/1                       | キティレコード                 |
| 1995年8月25日  | 来生たかお Vol.1 Best songs for you（original KARAOKE） | KTCR-1582                         | キティエンタープライズ         |
| 1995年8月25日  | 来生たかお Vol.2 Best songs for you（original KARAOKE） | KTCR-1583                         | キティエンタープライズ         |
| 1996年7月25日  | 二人の場所 Ballad Selection                             | KTCR-1382                         | キティエンタープライズ         |
| 1996年11月21日 | スペシャル1800                                          | KTCR-9035（限定盤）               | キティエンタープライズ         |
| 1997年5月25日  | The Best of TAKAO KISUGI 夢の途中に…                    | KTCR-1439                         | キティエンタープライズ         |
| 1998年6月10日  | SINGLE COLLECTION I 1976〜1984                          | KTCR-1481                         | キティエンタープライズ         |
| 1998年6月10日  | SINGLE COLLECTION II 1984〜1995                         | KTCR-1482                         | キティエンタープライズ         |
| 1999年6月30日  | TREASURE COLLECTION                                     | KTCR-9063                         | キティエンタープライズ         |
| 2001年12月19日 | SUPER VALUE                                             | UMCK-8004                         | キティMME                      |
| 2002年         | super best collection                                   | FPCL-41027/8（The CD Club専売CD） | キティエンタープライズ         |
| 2002年         | 浅い夢〜夢の途中                                        | DCU-879/880（非売品）             | ユニバーサルミュージック       |
| 2003年9月      | Best&Best                                               | DCT-1273                          | ユニバーサルミュージック       |
| 2003年11月26日 | GOLDEN☆BEST 来生たかお BIOGRAPHY                        | UICZ-6026                         | ユニバーサルインターナショナル |
| 2004年6月2日   | GOLDEN☆BEST 来生たかお VISITORS                         | UPCY-6006                         | ユニバーサルJ                  |
| 2005年6月29日  | CD&DVD THE BEST                                         | UPCY-6082                         | ユニバーサルJ                  |
| 2005年11月9日  | BEST 10                                                 | UPCY-9013（限定盤）               | ユニバーサルJ                  |
| 2006年12月9日  | Best&Best                                               | CDU-112                           | ユニバーサルミュージック       |
| 2006年12月15日 | 来生たかお 〜魅惑のヒット集〜                           | EJS-6                             | ユニバーサルミュージック       |
| 2007年6月19日  | BEST                                                    | EJS-6091                          | ユニバーサルミュージック       |
| 2007年6月19日  | BEST スローモーション                                   | EJS-6137                          | ユニバーサルミュージック       |
| 2007年8月      | Song Book                                               | （The CD Club専売CD）             | ユニバーサルミュージック       |
| 2007年8月22日  | Essential Best                                          | UPCY-9125（限定盤）               | ユニバーサルミュージック       |
| 2008年         | TAKAO KISUGI Best Selection                             | TRUE-1009                         | ユニバーサルミュージック       |
| 2009年3月18日  | ザ・プレミアム・ベスト 来生たかお                       | UPCY-6519                         | USMジャパン                    |
| 2016年1月27日  | 夢のあとさき                                            | ANOC-6173/4                       | ANY（日本音声保存）            |
| 2016年6月8日   | 来生たかお40周年記念作品集 "WORKS"                      | UPCY-7143                         | ユニバーサルミュージック       |

### ボックス・セット
| リリース      | タイトル                     | 規格品番     | 発売元                   |
| ------------- | ---------------------------- | ------------ | ------------------------ |
| 2001年5月     | 来生たかお作品集 Times Go By | ANYC-238/248 | ANY（日本音声保存）      |
| 2007年3月21日 | 来生たかお大全集             | UPCY-6355/75 | ユニバーサルミュージック |

### オムニバス・アルバム
来生たかおの名が冠されたもの／リリース年月日・規格品番（収録メディア：発売元）は初出のもの
| リリース 年月日 | タイトル                                                                         | 収録曲 | 備考／規格品番（収録メディア：発売元） |
| --------------- | -------------------------------------------------------------------------------- | --- | --- |
| 1985.04.01      | 安全地帯・井上陽水・小椋佳・来生たかお                                           | 10.シルエット・ロマンス／11.夢の途中／12.白いラビリンス（迷い）                                                           | - タイトル歌手の歌唱曲を3曲ずつ収録 - 10：オリジナルシングル「気分は逆光線」収録ヴァージョン - H33K-20004（CD：キティレコード） |
| 1985.10.25      | 堀内孝雄・来生たかお・小椋佳・谷村新司                                           | 4.セカンド・ラブ／5.デイ・ブレイク／6.マイ・ラグジュアリー・ナイト                                                        | - タイトル歌手の歌唱曲を3曲ずつ収録 - 4：企画アルバム『Visitor』収録ヴァージョン - 6：？ヴァージョン - H33K-20014（CD：キティレコード） |
| 1986.04.25      | 堀内孝雄・来生たかお・小椋佳・谷村新司 II                                        | 4.浅い夢／5.はぐれそうな天使／6.GoodbyeDay                                                                                | - タイトル歌手の歌唱曲を3曲ずつ収録 - 4：？ヴァージョン - 6：オリジナルシングルヴァージョン - H33K-20034（CD：キティレコード） |
| 1987.09.01      | 堀内孝雄・来生たかお・小椋佳・谷村新司                                           | 5.夢の途中／6.シルエット・ロマンス／7.Goodbye Day／8.マイ・ラグジュアリー・ナイト                                         | - タイトル歌手の歌唱曲を4曲ずつ収録 - 6：オリジナルシングル「気分は逆光線」収録ヴァージョン（？） - 7：？ヴァージョン（星勝・萩田光雄との記載） - 8：？ヴァージョン - H33K-20079（CD：キティレコード）                                                                                    |
| 1992.06.01      | 堀内孝雄・来生たかお・小椋佳・谷村新司 I                                         | 5.夢の途中／6.GoodbyeDay／7.夢より遠くへ／8.出会えてよかった                                                              | - タイトル歌手の歌唱曲を4曲ずつ収録 - 6：オリジナルシングルヴァージョン - KTCR-1155（CD：キティレコード） |
| 1992.06.01      | 堀内孝雄・来生たかお・小椋佳・谷村新司 II                                        | 5.セカンド・ラブ／6.シルエット・ロマンス／7.はぐれそうな天使／8.めざめ                                                    | - タイトル歌手の歌唱曲を4曲ずつ収録 - 5：？ヴァージョン - 6：企画アルバム『Visitor』収録ヴァージョン - PSTC-1059（CT：ポリスター）／PSCC-1059（PSCR-5133）（CD：ポリスター） |
| 1994.03.25      | 小椋佳・堀内孝雄・谷村新司・来生たかお I                                         | 5.夢の途中／6.セカンド・ラブ／7.語りつぐ愛に／8.はぐれそうな天使                                                          | - 6：？ヴァージョン - タイトル歌手の歌唱曲を4曲ずつ収録 - KTCR-1257（CD：キティレコード） |
| 1994.03.25      | 小椋佳・堀内孝雄・谷村新司・来生たかお II                                        | 13.夢より遠くへ／14.スローモーション／15.シルエットロマンス／16.Goodbye Day                                               | - タイトル歌手の歌唱曲を4曲ずつ収録 - 15：？ヴァージョン - 16：？ヴァージョン - PSCR-5098（CD：ポリスター） |
| 1994.11.26      | 小椋佳・堀内孝雄・谷村新司・来生たかお オリジナル・カラオケ・ベストヒット曲集 II | 13.夢の途中／14.セカンド・ラブ／15.シルエット・ロマンス／16.マイ・ラグジュアリーナイト                                    | - タイトル歌手の歌唱曲を4曲ずつ収録 - 14：？ヴァージョン - 15：？ヴァージョン - 16：？ヴァージョン - PSCR-5336（CD：ポリスター） |
| 1995.11.25      | 谷村新司・小椋佳・来生たかお・堀内孝雄 I                                         | 9.浅い夢／10.GoodbyeDay／11.永遠なる序章／12.セカンド・ラブ                                                               | - タイトル歌手の歌唱曲を4曲ずつ収録 - 9：？ヴァージョ - 10：？ヴァージョ - 12：？ヴァージョン - PSCR-5427（CD：ポリスター） |
| 1995.11.25      | 谷村新司・小椋佳・来生たかお・堀内孝雄 II                                        | 9.スローモーション／10.マイ・ラグジュアリー・ナイト／11.二人の場所／12.夢の途中                                           | - タイトル歌手の歌唱曲を4曲ずつ収録 - 10：？ヴァージョン - KTCR-1357（CD：キティレコード） |
| 1999.04.21      | 来生たかお VS やしきたかじん                                                     | 1.あした晴れるか／2.はぐれそうな天使／3.夢より遠くへ／4.めざめ／5.セカンド・ラブ／6.シルエット・ロマンス／7.Goodbye Day   | - やしきたかじんの歌唱曲7曲を同時収録 - 6：企画アルバム『Visitor』収録ヴァージョン - 7：企画アルバム『来生たかお』収録ヴァージョン - 14.「思い出よりこの瞬間」（歌唱：やしきたかじん）は提供曲 - KTCR-1639（CD：キティレコード）                                                          |
| 1999.04.21      | やしきたかじん VS 来生たかお                                                     | 8.夢の途中／9.気分は逆光線／10.愛する時間に／11.美しい人／12.スローモーション／13.マイ・ラグジュアリー・ナイト／14.浅い夢 | - やしきたかじんの歌唱曲7曲を同時収録 - 7.「想い出にて」（歌唱：やしきたかじん）は提供曲 - 11：オリジナルタイトル表記：美しい女／オリジナルアルバム『夢の途中』収録ヴァージョン - 13：？ヴァージョン - 14：オリジナルアルバム『浅い夢』収録ヴァージョン - PSCR-5752（CD：キティレコード） |

## その他のコンピレーション
リリース年月日・規格品番（収録メディア：発売元）は初出のもの
| リリース 年月日 | タイトル                                                                          | 収録曲 | 作詞者                                                                   | 編曲者 | 備考／規格品番（収録メディア：発売元） |
| --------------- | --------------------------------------------------------------------------------- | --- | ------------------------------------------------------------------------ | --- | --- |
| 1985            | オ・マ・ケ                                                                        | 1.Much More／2.恋人の領分 | 来生えつこ                                                               | 記載なし                                                                                                  | - ファンクラブ「TAKAO CLUB」のダイジェスト会報『DECADE』（1985）のおまけ - 弾き語り（エレキピアノ）／「TAKAO KISUGI メッセージ」（音声）を収録 - 1：オリジナルタイトル表記：Much more... - 規格品番なし（非売品CT：キティレコード） |
| 1991            | 来生たかお GILBERT O'SULLIVAN                                                     | 1.出会えてよかった／2.出会えてよかった WHAT A WAY（TO SHOW I LOVE YOU）／3.ひと月ののち／4.With／5.めざめ／6.すべて霧の中／7.アローン・アゲイン／8.クレア／9.ベスト・ラヴ BEST LOVE A NEVER HAD／10.アイリッシュ風にお別れしましょう DIVORCE IRISH STYLE／11.ぼくときみのラヴ・ソング CAN'T THINK STRAIGHT（duet with 来生たかお） | 1,3,4,6：来生えつこ／5：西田佐知子 （※GILBERT O'SULLIVANの歌唱曲は省略） | 1：Bernard ARCADIO & 星勝／3,6：Bernard ARCADIO／4,5：Gilles GAMBUS （※GILBERT O'SULLIVANの歌唱曲は省略） | - ？（非売品CD：キティレコード） |
| 1993            | 来生たかお                                                                        | 1.夢の途中／2.夢より遠くへ／3.そして、昼下り | 来生えつこ                                                               | 星勝／ 新川博／ 松任谷正隆                                                                                | - ZENTEI（全逓信労働組合／郵政省）Original CD - DSI-26318（組合員向け非売品8cmCD：キティレコード） |
| 2003.04.22      | 懐メロクッキー 夢の途中 来生たかお                                                | 夢の途中 | 来生えつこ                                                               | 星勝 | - 製菓会社ブルボン製クッキーのおまけ（全9種類） - 8cmCD |
| 2003.06.03      | タイムスリップグリコ 青春のメロディーチョコレート 第1弾 15 来生たかお Goodbye Day | Goodbye Day | 来生えつこ                                                               | 松任谷正隆                                                                                                | - 製菓会社グリコ製アーモンドチョコレートのおまけ（全22種類） - AR-G015（8cmCD） - 第2弾の8は「スローモーション」（歌唱：中森明菜）                                                                                                  |

## 映像作品
| リリース       | タイトル                                                                         | 規格品番                                           | 発売元             |
| -------------- | -------------------------------------------------------------------------------- | -------------------------------------------------- | ------------------ |
| 1983年4月21日  | 来生たかおライヴ Much more...                                                    | W00V-6019（VHS） LNK-303（LD）                     | キティレコード     |
| 1985年3月21日  | LABYRINTH TAKAO KISUGI with PAUL MAURIAT                                         | CSMV-0049（VHS） VHM-58075（VHD） SM058-0043（LD） | キティレコード     |
| 1989年12月3日  | TAKAO KISUGI THE VIDEO Something Else                                            | KFV-002（VHS）                                     | キティレコード     |
| 1991年5月23日  | 来生たかお CONCERT TOUR 〜永遠の瞬間〜                                           | KTVV-1002（VHS） KTLV-1002（LD）                   | キティレコード     |
| 1993年9月26日  | TAKAO KISUGI ACOUSTIC TRACKS                                                     | KTVV-1026（VHS） KTLV-1026（LD）                   | キティレコード     |
| 1995年10月25日 | TAKAO KISUGI LIVE 浅い夢から                                                     | KTVV-1044（VHS） KTLV-1044（LD）                   | キティレコード     |
| 2005年7月27日  | Best of Concert Films 1983〜1995                                                 | UMBK-9120/4                                        | ユニバーサルシグマ |
| 2006年11月16日 | TAKAO KISUGI 30th Anniversary X'mas Concert 2005 avantage                        | TEND-1116/8                                        | TEN YEARS          |
| 2011年12月24日 | Takao Kisugi 35th Anniversary Solo Live Premium Stand Alone 2011 at Suntory Hall | TEND-1119                                          | TEN YEARS          |

## 未収録曲
オリジナル・企画・ベストを問わずアルバム・シングルに収録されていないもの（別ヴァージョンも含む）／リリース年月日・規格品番（収録メディア：発売元）は初出のもの
| リリース 年月日    | タイトル                              | 収録盤                                 | 作詞者     | 編曲者   | 備考／規格品番（収録メディア：発売元） |
| ------------------ | ------------------------------------- | -------------------------------------- | ---------- | -------- | --- |
| 1977               | 星月夜                                | スター作詞作曲グランプリ 実況記念盤    | 范文雀     | ？       | - フジテレビ系『スター作詞作曲グランプリ』（出演・石坂浩二他／1977.10.01 - 1978.03.25）から『スター作詞作曲グランプリ大会』（1977.12）の模様を収録（「星月夜」の初出は放送第9回） - E2207（LP：フジテレビ） |
| 1983               | ？                                    | 該当なし                               | 来生えつこ | ？       | - 出光興産CM曲 - 未ソフト化 |
| 1983               | しあわせ絵柄                          | しあわせ絵柄                           | 来生えつこ | 松井忠重 | - 八芳園イメージソング - HP-8001（非売品EP：キティレコード〈HAPPO-EN CUSTOM RECORD〉） |
| 1986.03.26         | あした晴れるか                        | 該当なし                               | 来生えつこ | 星勝     | - フジテレビ系アニメ『めぞん一刻』エンディングテーマヴァージョン（オリジナルシングルと一部別詞） - 未ソフト化 |
| 1988               | Mail of love                          | 該当なし                               | 来生えつこ | ？       | - with 東京少年少女合唱隊 - 日本テレビ系『第11回24時間テレビ 愛は地球を救う』テーマ曲（1988.08.27 - 28／メインパーソナリティー：後藤久美子） - 未ソフト化 |
| 1988.10            | STÉLLA                                | 該当なし                               | 来生えつこ | ？       | - 『来生たかお with フルオーケストラコンサートツアー STÉLLA』（1988.09.12／東京都・昭和女子大学人見記念講堂 他）にて演奏された、「STELLA」（オリジナルアルバム『SOMETHING ELSE』収録）の長尺ヴァージョン - 未ソフト化 |
| 1989               | 挨拶ソング （あいさつソング）         | TAKAO KISUGI THE VIDEO Something Else  | 来生えつこ | ？       | - 『来生たかお with フルオーケストラコンサートツアー STÉLLA』（1988.09.12／東京都・昭和女子大学人見記念講堂 他）にて披露された楽曲を、本映像作品のために改めて収録（同種の楽曲がコンサートツアー〈『Concert Tour '89〜'90 Something Else』『Concert Tour '90〜'91 永遠の瞬間 THE MOMENT』等〉のオープニングでも披露されている） - KFV-002（VHS：キティレコード） |
| 1989               | ありがとうソング                      | 該当なし                               | 来生えつこ | ？       | - コンサートツアー（『Concert Tour '89〜'90 Something Else』『Concert Tour '90〜'91 永遠の瞬間 THE MOMENT』等）のエンディングで披露 - 未ソフト化 |
| 1990               | 心のオアシス                          | 心のオアシス                           | 来生えつこ | 川辺慎   | - 北海道砂川市開基100年記念曲 - ？（CT：？） |
| 1991               | ブライダル・ドリーム 歓びのふたり     | ブライダル・ドリーム 歓びのふたり      | 小椋佳     | 椎名和夫 | - 桂由美ブライダルハウスイメージソング - ？（8cmCD：ビクター音楽産業） - コンピレーションアルバム『WEDDING CANDLE』（1991.04.21／VICL-8009〈CD：ビクター音楽産業〉／オリジナルカラオケを収録）にもSpecial Bonus Tracksとして収録 |
| 1991               | フレンドリー                          | フレンドリー                           | 来生えつこ | 萩田光男 | - マツダ 労働組合結成45周年記念 Mazda Workers' Union song - ？（非売品8cmCD：？） |
| 1991               | Your Days                             | Your Days                              | 来生えつこ | 椎名和夫 | - オリジナルアルバム『永遠の瞬間』収録版と一部別詞・同曲 - 石川銀行CM曲 - ？（非売品8cmCD：キティレコード） |
| 1992.07.25         | あした晴れるか （Jet Jet Jet Mix）    | めぞん一刻 Forever Remix               | 来生えつこ | MARINE   | - オリジナルシングル「あした晴れるか」のリミックス（別アレンジ）ヴァージョン - KTCR-1166（CD：キティレコード） |
| 1993               | きらめく心模様                        | きらめく心模様                         | 来生えつこ |          | - 岐阜県各務原市市制30周年記念イメージソング - KECD-021（非売品8cmCD：キティレコード／オリジナルカラオケ／インストゥルメンタルヴァージョンを収録） |
| 1995               | 陽ざしの風景                          | 該当なし                               | 来生えつこ | ？       | - オリジナルアルバム『Dear my company』収録の「Green Door」と別詞・同曲 - SHARP液晶ビューカムCM曲 - 未ソフト化 |
| 1998.02.28         | どこまでも恋心 （テレビ・バージョン） | はるちゃん2 オリジナルサウンドトラック | 来生えつこ | 富田素弘 | - フジテレビ 東海テレビ系全国28局ネット『はるちゃん2』主題歌（1998.01.05 - 1998.04.03／主演：中原果南）のテレビサイズヴァージョン（1分38秒） - COCA-14707（CD：日本コロムビア／オリジナルシングルヴァージョンも収録） |
| 1990年代前半（？） | ほほえみの彩り                        | ほほえみの彩り                         | 来生えつこ | 上杉洋史 | - ユアサ商事コーポレート・ソング - ？（非売品8cmCD：？） |
| 2003               | 夢.清く                               | 該当なし                               | 来生えつこ | ？       | - 山形県立保健医療大学校歌 - 未ソフト化 |

## 非自作自演曲
他作曲者作品に何らかのかたちで参加したもの／来生たかお名義のLP・CT・CD・映像ソフトに収録されているものは省略（『余韻』『TAKAO KISUGI 30th Anniversary X'mas Concert 2005 avantage』参照）

### ソフト化曲
リリース年月日・規格品番（収録メディア：発売元）は初出のもの
| リリース 年月日 | タイトル                                      | 参加形態               | 収録盤                                                                              | 作詞者                     | 作曲者                     | 編曲者                                             | 備考／規格品番（収録メディア：発売元） |
| --------------- | --------------------------------------------- | ---------------------- | ----------------------------------------------------------------------------------- | -------------------------- | -------------------------- | -------------------------------------------------- | --- |
| 1972.05.01      | 全曲（？）                                    | アコースティックギター | 断絶 （井上陽水のアルバム）                                                         | 井上陽水                   | 井上陽水                   | 星勝                                               | - ミュージシャン名義：来生孝夫 - MR-5013（LP：ポリドール） |
| 1978.11.05      | Corvett1954                                   | ヴォーカル             | 流線形'80 （松任谷由実のアルバム）                                                  | 松任谷由実                 | 松任谷由実                 | 松任谷正隆                                         | - Duet with 松任谷由実 - ETP-80047（LP：東芝EMI）／ZT25-285（CT：東芝EMI） |
| 1981.05.21      | 語らい                                        | ヴォーカル             | JIGGLE （水越けいこのアルバム）                                                     | 水越けいこ                 | 水越けいこ                 | 大村雅朗                                           | - Duet with 水越けいこ - 28MX-2012（LP：ポリドール）／？（CT：ポリドール） |
| 1983.07.25      | NOON                                          | ヴォーカル             | CAN I SING? （高中正義のアルバム）                                                  | 来生えつこ                 | 高中正義                   | 高中正義                                           | - 28MS 0045（LP：キティレコード）／？（CT：キティレコード） |
| 1988            | EARY IN THE MORNING 〜幸せの朝〜              | ヴォーカル             | Presents For Lovers Vol.2 （ピカソのカヴァーアルバム）                              | Mike Leander、 Eddie Seago | Mike Leander、 Eddie Seago | ピカソ                                             | - Duet with 辻畑鉄也 - ？（非売品CT：？） |
| 1990.10.21      | 少年時代                                      | ピアノ                 | 少年時代 （井上陽水のシングル）                                                     | 井上陽水                   | 井上陽水・平井夏美         | 井上陽水・平井夏美、星勝（ストリングス・アレンジ） | - FLDF-09127（8cmCD：フォーライフ・レコード） |
| 1991.11.06      | Can't Think Straight ぼくときみのラヴ・ソング | ヴォーカル             | あの日の僕をさがして Sound Of The Loop （ギルバート・オサリヴァンの日本盤アルバム） | ギルバート・オサリヴァン   | ギルバート・オサリヴァン   | ？                                                 | - Duet with ギルバート・オサリヴァン - ギルバート・オサリヴァンは英語、来生たかおは日本語で歌唱 - TOCP-6897（CD：東芝EMI）                                                         |
| 2009.07.22      | 少しは私に愛を下さい                          | ヴォーカル、ピアノ     | アーカイブ LIVE HISTORY （小椋佳の映像作品）                                        | 小椋佳                     | 小椋佳                     | ？                                                 | - Duet with 小椋佳、井上陽水 - 『小椋佳コンサート 君を歌おうとして』（1987.07.22／東京都・NKHホール）のゲスト出演（共演：井上陽水）の模様を収録 - POBD-25002/6（DVD：USMジャパン） |

### 未ソフト化曲
テレビ・ラジオの年月日は放送日／＊は複数のステージで披露しているもの
| タイトル                                           | 参加形態                           | オリジナルアーティスト | 作詞者                             | 作曲者                             | 披露したステージ（年月日／備考） |
| -------------------------------------------------- | ---------------------------------- | --- | ---------------------------------- | ---------------------------------- | --- |
| 蒼い星屑                                           | ヴォーカル、エレキギター           | 加山雄三 | 岩谷時子                           | 弾厚作                             | - NHK総合の音楽番組『加山雄三ショー 競演!来生たかお・岩崎宏美・島田歌穂』（1988.02.13／Duet with 加山雄三〈エレキギター〉） |
| Alone Again（Naturally）＊                         | ヴォーカル、ピアノ                 | ギルバート・オサリヴァン | ギルバート・オサリヴァン           | ギルバート・オサリヴァン           | - 『マンスリーソロライブ Stand Alone Another Side』（2006.11.24／東京都・TOKYO FMホール／with 打ち込み） |
| Yesterday                                          | ヴォーカル                         | ザ・ビートルズ | レノン＝マッカートニー             | レノン＝マッカートニー             | - TOKYO-FM『ライブコンサート』（1989.01.21／with ハレーストリングカルテット） |
| If I fell                                          | ヴォーカル、ピアノ                 | ザ・ビートルズ | レノン＝マッカートニー             | レノン＝マッカートニー             | - 『マンスリーソロライブ Stand Alone Another Side』（2006.10.20／東京都・TOKYO FMホール／with 松田真人〈キーボード〉、佐藤武美〈ドラム〉、小田木隆明〈アコースティックギター〉） |
| いつも心に                                         | ヴォーカル                         | 該当なし | 村田さち子                         | 白石哲也                           | - 『いいでめざみの里まつり'99前夜祭 来生たかおコンサート』（1999.09.04／山形県・飯豊町町民総合センター（あ〜す）多目的ホール - 「ラブリー・ホームタウン ふるさとに捧げる6つの讃歌」の第6楽章 |
| Walk Don't Run                                     | エレキギター                       | ザ・ベンチャーズ | ジョン・スミス                     | ジョン・スミス                     | - NHK総合の音楽番組『加山雄三ショー 競演!来生たかお・岩崎宏美・島田歌穂』（1988.02.13／with 加山雄三〈エレキギター〉） |
| 学生時代                                           | ヴォーカル                         | ペギー葉山 | 平岡精二                           | 平岡精二                           | - 『マンスリーソロライブ Stand Alone Another Side』（2006.09.22／東京都・TOKYO FMホール／with 松田真人〈ピアノ〉） |
| 君のスープを                                       | ヴォーカル、アコースティックギター | 加山雄三 | 岩谷時子                           | 弾厚作                             | - 『マンスリーソロライブ Stand Alone Another Side』（2006.09.22／東京都・TOKYO FMホール／with 松田真人〈ピアノ〉） |
| Clair＊                                            | ヴォーカル、ピアノ                 | ギルバート・オサリヴァン | ギルバート・オサリヴァン           | ギルバート・オサリヴァン           | - 『マンスリーソロライブ Stand Alone Another Side』（2006.11.24／東京都・TOKYO FMホール／with 打ち込み） |
| 恋は紅いバラ                                       | ヴォーカル、アコースティックギター | 加山雄三 | 岩谷時子                           | 弾厚作                             | - 『マンスリーソロライブ Stand Alone Another Side』（2006.09.22／東京都・TOKYO FMホール／with 松田真人〈ピアノ〉） |
| さらば青春                                         | ヴォーカル                         | 小椋佳 | 小椋佳                             | 小椋佳                             | - 『小椋佳トリビュートコンサート 夢歌詩、あるところに』（2008.05.31・06.01／東京都・東京国際フォーラム／Duet with 小椋佳、中村雅俊、堀内孝雄、中西保志、高橋孝、えり、September、ESCOLTA、梅沢富美男〈31日〉、さだまさし〈1日〉） |
| The Long And Winding Road＊                        | ヴォーカル、ピアノ                 | ザ・ビートルズ | レノン＝マッカートニー             | レノン＝マッカートニー             | - RKB毎日放送『ライブやろうぜ!』第32回（2002.07.16with 根本要〈アコースティックギター〉） |
| シクラメンのかほり                                 | ヴォーカル、ピアノ                 | 布施明 | 小椋佳                             | 小椋佳                             | - フジテレビ系音楽番組『ミュージックフェア』（？／Duet with 斉藤由貴、布施明〈アコースティックギター〉） |
| 少しは私に愛を下さい＊                             | ヴォーカル、ピアノ                 | 小椋佳 | 小椋佳                             | 小椋佳                             | - 『小椋佳トリビュートコンサート 夢歌詩、あるところに』（2008.05.31・06.01／東京都・東京国際フォーラム／Duet with 小椋佳） |
| 空に星があるように＊                               | ヴォーカル                         | 荒木一郎 | 荒木一郎                           | 荒木一郎                           | - NHK総合の音楽番組『ふたりのビッグショー 来生たかお & 渡辺真知子』（1996.04.22／東京都・NHKホール／Duet with 渡辺真知子） |
| 特別な気持ちで （I Just Called to Say I Love You） | ピアノ                             | ブレッド&バター | 呉田軽穂                           | スティービー・ワンダー             | - NHK-BS2『BS日本のうた フォーク大集合'99』（1999.01.31／宮城県・イズミシティ21大ホール／with 因幡晃、辛島美登里、ブレッド&バター、長谷川きよし、南こうせつ） |
| 虹と雪のバラード                                   | ヴォーカル                         | トワ・エ・モワ | 河邨文一郎                         | 村井邦彦                           | - NHKの音楽番組『音楽・夢くらぶ 白鳥英美子 & 来生たかお』（2006.02.09日／with トワ・エ・モワ） |
| 残された憧憬                                       | ヴォーカル                         | 小椋佳 | 小椋佳                             | 小椋佳                             | - 『小椋佳トリビュートコンサート 夢歌詩、あるところに』（2008.05.31・06.01／東京都・東京国際フォーラム／メドレー内の1曲） |
| Pipeline                                           | エレキギター                       | ザ・ベンチャーズ | Bob Spickard、Brian Carman         | Bob Spickard、Brian Carman         | - NHK総合の音楽番組『加山雄三ショー 競演!来生たかお・岩崎宏美・島田歌穂』（1988.02.13／with 加山雄三〈エレキギター〉） |
| Here, There and Everywhere                         | ヴォーカル                         | ザ・ビートルズ | レノン＝マッカートニー             | レノン＝マッカートニー             | - ラジオ（1989年1月21日／TOKYO-FM『ライブコンサート』／with ハレーストリングカルテット） |
| Beacause＊                                         | ヴォーカル、ピアノ                 | デイヴ・クラーク・ファイヴ | デイヴ・クラーク                   | デイヴ・クラーク                   | - プロデビュー前のライヴ - TOKYO-FM『Live Depot vol.185』（2004.12.09／Duet with 大江千里〈エレキピアノ〉） |
| Friends Love Believing 〜ぬくもりをありがとう〜    | ヴォーカル                         | EPO、大友康平、大橋純子、サーカス、財津和夫、さだまさし、佐藤竹善、THE ALFEE、竹内まりや、谷村新司、中村耕一、松崎しげる、マリーン、南こうせつ、森山良子、山下達郎、Le Couple、渡辺真知子 | 湯川れい子                         | 服部克久                           | - 『日本海夕日コンサート』（2000.08.10／新潟県・新潟市青山海岸特設ステージ／Duet with：岩崎宏美、南こうせつ、サーカス、新潟市ジュニア合唱団／演奏：服部克久と音楽畑オーケストラ）＊ |
| 俺らはハイ・ハイ・ハイ                             | ヴォーカル                         | 南こうせつ | 南こうせつ                         | 南こうせつ                         | - NHK-BS2『BS日本のうた フォーク大集合'99』（1999.01.31／宮城県・イズミシティ21大ホール／Duet with 因幡晃、辛島美登里、ブレッド&バター、長谷川きよし、南こうせつ／NHK-BS2『BS日本のうた フォーク大集合 南こうせつとアコースティック・フレンズ』テーマ・ソング |
| White Christmas                                    | ヴォーカル                         | ビング・クロスビー | アーヴィング・バーリン             | アーヴィング・バーリン             | - 『Concert Tour '90〜'91 永遠の瞬間 THE MOMENT』（1990.12.24、25／東京都・中野サンプラザ） |
| My Love                                            | ヴォーカル                         | ポール・マッカートニー&ウイングス | ポール・マッカートニー             | ポール・マッカートニー             | - 『Concert Tour '88〜'89 With Time』（1988.12.24・25／東京都・中野サンプラザ） |
| 聖母たちのララバイ                                 | ヴォーカル、ピアノ                 | 岩崎宏美 | 山川啓介                           | 木森敏之、ジョン・スコット         | - フジテレビ系音楽番組『ミュージックフェア』（？） |
| Moon River                                         | ヴォーカル、ピアノ                 | オードリー・ヘプバーン | ジョニー・マーサー                 | ヘンリー・マンシーニ               | - 『マンスリーソロライブ Stand Alone Another Side』（2006.10.20／東京都・TOKYO FMホール／with 松田真人〈キーボード〉、佐藤武美〈ドラム〉、小田木隆明〈アコースティックギター〉） |
| May Each Day＊                                     | ヴォーカル、ピアノ                 | アンディ・ウィリアムス | モート・グリーン、ジョージ・ワイル | モート・グリーン、ジョージ・ワイル | - 『マンスリーソロライブ Stand Alone Another Side』（2006.10.20／東京都・TOKYO FMホール／with 松田真人〈キーボード〉、佐藤武美〈ドラム〉、小田木隆明〈アコースティックギター〉） - 『第17回千葉いのちの電話2008コンサート 来生たかおアコースティックコンサート 浅い夢』（2008.11.24／千葉県・習志野文化ホール／with 山崎教昌〈キーボード〉、小田木隆明〈アコースティックギター〉） |
| You've Got A Friend                                | ヴォーカル                         | キャロル・キング | キャロル・キング                   | キャロル・キング                   | - 『一里野音楽祭』（2000.08.20／石川県・一里野温泉スキー場 野外ステージ／Duet with 南佳孝、石川セリ、尾崎亜美、山梨鐐平） |
| Love                                               | ヴォーカル                         | ジョン・レノン | ジョン・レノン                     | ジョン・レノン                     | - 『Concert Tour '88〜'89 With Time』（1989.01.28／神奈川県・クラブチッタ川崎） |
| Let It Be＊                                        | ヴォーカル、ピアノ                 | ザ・ビートルズ | レノン＝マッカートニー             | レノン＝マッカートニー             | - NHK総合の音楽番組『ふたりのビッグショー 来生たかお & 渡辺真知子』（1996.04.22／東京都・NHKホール／Aメロのみ） - 『マンスリーソロライブ Stand Alone Another Side』（2006.10.20／東京都・TOKYO FMホール／with 松田真人〈キーボード〉、佐藤武美〈ドラム〉、小田木隆明〈アコースティックギター〉）                                                                                   |
| Let It Be                                          | ヴォーカル、ピアノ                 | SMAP | 相田毅                             | Face 2 fAKE                        | - フジテレビ系『SMAP×SMAP』（2000.05.15／Duet with SMAP） |

## 提供曲
スタジオ及びライヴ録音されたもの（映像作品は除く）／リリース年月日・規格品番（収録メディア：発売元）は初出のもの／【S】はシングル／発売元の後ろの括弧書きはレコードレーベル
| アーチスト                  | タイトル                         | リリース 年月日 | 収録盤 | 作詞者                        | 編曲者                                          | 備考／規格品番（収録メディア：発売元） |
| --------------------------- | -------------------------------- | --------------- | --- | ----------------------------- | ----------------------------------------------- | --- |
| あおい輝彦                  | 終章（エピローグ）               | 1977.10.25      | <ベストヒットシリーズ>あおい輝彦                                                                              | 来生えつこ                    | 馬飼野俊一                                      | - PP-1055（LP：テイチク〈ユニオンレコード〉） |
| AGAPE HOUSE                 | Windy Night                      | 1982.06.01      | AGAPE HOUSE                                                                                                   | 来生えつこ                    | AGAPE HOUSE                                     | - AGAPE HOUSE：Vocal, Guitar：三浦友和／Keyboard, Chorus：金森隆／Drum：寺沢勝／Guitar, Chorus：加藤博之／Bass, Chorus：大原理 - シングルカット（1982／XASH-93026（見本盤EP：CBSソニー）／07SH-1181（EP：CBSソニー）／編曲：AGAPE HOUSE） - 28AH1429（LP：CBSソニー）／？（CT：CBSソニー） |
| AGAPE HOUSE                 | Love me please                   | 1982.06.01      | AGAPE HOUSE                                                                                                   | 来生えつこ                    | AGAPE HOUSE                                     | - 28AH-1429（LP：CBSソニー）／？（CT：CBSソニー） |
| 秋元薫                      | Two Call                         | 1986.03.21      | Cologne | 秋元薫                        | 武部聡志                                        | - VIH-28248（LP：ビクター音楽産業）／？（CT：ビクター音楽産業）／VDR-1172（CD：ビクター音楽産業） |
| 秋元薫                      | 嘆きのPuzzle                     | 1986.03.21      | Cologne | 秋元薫                        | 武部聡志                                        | - VIH-28248（LP：ビクター音楽産業）／？（CT：ビクター音楽産業）／VDR-1172（CD：ビクター音楽産業） |
| 浅香唯                      | 19時のLunar                      | 1988.01.27      | Believe Again【S】                                                                                            | 石川あゆ子                    | 萩田光雄                                        | - オリコン：最高2位 - 7HB-37（EP：ハミングバード）／10H-11（CT：ハミングバード／オリジナルカラオケを収録） |
| 芦部真梨子                  | 舗道のバレリーナ                 | 1984.09.01      | ストリートスキャンダル                                                                                        | 来生えつこ                    | 志熊研三、 矢野立美（ストリングスアレンジ）     | - WTP-90298（LP：東芝EMI〈イーストワールド〉）／？（CT：東芝EMI〈イーストワールド〉） |
| 彩裕季                      | Sky〜いとしさにとけて〜          | 1993.10.25      | Sky〜いとしさにとけて〜【S】                                                                                  | 来生えつこ                    | 萩田光雄                                        | - PODH-1168（8cmCD：ポリドール／オリジナルカラオケ「Sky〜いとしさにとけて〜（オリジナル・カラオケ）」を収録） |
| 彩裕季                      | さよならを巻き戻して             | 1993.11.01      | ハートストリングス                                                                                            | 渡辺智加                      | 萩田光雄                                        | - POCH-1274（CD：ポリドール） |
| アルゴ合唱団                | 愛のテーマ                       | 1989            | 該当なし | 小椋佳                        | 川辺真                                          | - 未ソフト化 - アルゴミュージカル『アルゴアドベンチャー 黄金の島』劇中歌（6曲目、14曲目〈リプライズ〉）\| |
| アルゴ合唱団                | 恋の予感                         | 1994            | 該当なし | 小椋佳                        | ？                                              | - 未ソフト化 - アルゴミュージカル『子猿物語』劇中歌 |
| 安西マリア                  | 恋のスイング                     | 1978.01.25      | 恋のスイング【S】                                                                                             | 来生えつこ                    | 水谷公生                                        | - SV−6360（EP：ビクター音楽産業） |
| 五十嵐いづみ                | あなたを見ていたい               | 1988.02.17      | 素直になれなくて【S】                                                                                         | 森浩美                        | 芳野藤丸                                        | - RE-805（EP：テイチク〈ユニオンレコード〉）／？（CT：テイチク〈ユニオンレコード〉）／10CH3（CD：テイチク〈ユニオンレコード〉） |
| 池田聡                      | Long Distance Love               | 1991.09.21      | WISH | 池田聡                        | 有賀啓雄                                        | - TETN-28102（CT：テイチク〈ユニオンレコード〉）／TECN-30102（CD：テイチク〈ユニオンレコード〉） |
| 石川セリ                    | すれ違いHighway                  | 1977.06.05      | 気まぐれ | 石川セリ                      | 矢野誠                                          | - S-7015（LP：日本フォノグラム〈フィリップスレコード〉） |
| 石川セリ                    | あしたの風                       | 1977.11.05      | SERI FIRST LIVE                                                                                               | 来生えつこ                    | ？                                              | - ライヴ版（ライブ歌唱のみの提供） - 来生たかおが企画アルバム『Visitor』でカヴァー - S-7029（LP：日本フォノグラム〈フィリップスレコード〉） |
| 石川セリ                    | とめどなく                       | 1982.10.05      | MÖBIUS | 来生えつこ                    | 矢野誠                                          | - 28PL-37（LP：日本フォノグラム〈フィリップスレコード〉）／？（CT：日本フォノグラム〈フィリップスレコード〉） |
| 市川染五郎                  | ひと月ののち                     | 1978.12.20      | FEELING IN | 来生えつこ                    | 福井峻                                          | - 来生たかおが企画アルバム『LABYRINTH II』でカヴァー - 現・松本幸四郎 - BMC-4005（LP：徳間音楽工業〈バーボン・レコード〉） |
| 市川染五郎                  | マイ・リトルバード               | 1978.12.20      | FEELING IN | 来生えつこ                    | 吉野金次                                        | - BMC-4005（LP：徳間音楽工業〈バーボン・レコード〉） |
| 五木ひろし                  | 二人の明日                       | 1991.01.12      | 未ソフト化 | 仲畑貴志                      | 斎藤毅                                          | - サントリー・モルツ「小料理屋の人々篇」CM曲 |
| 五木ひろし                  | おじいちゃんの古上着             | 1994.10.05      | 平成のDO-YO                                                                                                   | 高田ひろお                    | 小野寺忠和                                      | - TKTI-20377（CT：徳間ジャパンコミュニケーションズ）／TKCI-70379（CD：徳間ジャパンコミュニケーションズ） |
| 五木ひろし                  | 桜は春の手紙                     | 1994.10.05      | 平成のDO-YO                                                                                                   | 高田ひろお                    | ボブ佐久間                                      | - TKTI-20377（CT：徳間ジャパンコミュニケーションズ）／TKCI-70379（CD：徳間ジャパンコミュニケーションズ） |
| 伊藤麻衣子                  | 微熱かナ                         | 1983.02.25      | 微熱かナ【S】                                                                                                 | 売野雅勇                      | 川村栄二                                        | - デビュー曲 - XDSH-93044（見本盤EP：CBSソニー）／07SH-1261（EP：CBSソニー） |
| 伊藤麻衣子                  | 急がないで                       | 1985.02.25      | ちいさなドラマ                                                                                                | 来生えつこ                    | 入江純                                          | - 28AH-1822（LP：CBSソニー）／28KH-1632（CT：CBSソニー） |
| 伊藤麻衣子                  | 真珠貝の涙                       | 1985.08.25      | もっと真実【S】                                                                                               | 売野雅勇                      | 梅垣達志                                        | - ？（見本盤EP：CBSソニー）／07SH-1672（EP：CBSソニー） |
| 伊藤麻衣子                  | もっと真実                       | 1985.08.25      | もっと真実【S】                                                                                               | 来生えつこ                    | 梅垣達志                                        | - 『アイドル・ミラクルバイブルシリーズ 伊藤麻衣子 All Songs Collection』（2004.12.01／MHCL-457/460〈3枚組CD：ソニー・ミュージックダイレクト〉）に「もっと真実（Original Version）」（編曲：梅垣達志）を収録 - ？（見本盤EP：CBSソニー）／07SH-1672（EP：CBSソニー） |
| 伊東ゆかり                  | シルエット                       | 1978.10.25      | Yukari あなたの隣りに                                                                                         | 来生えつこ                    | 井上鑑                                          | - 来生たかおが企画アルバム『LABYRINTH II』でカヴァー - VIH-6030（LP：ビクター音楽産業〈インヴィテイション〉） |
| 伊東ゆかり                  | ほんのり愛して                   | 1978.10.25      | Yukari あなたの隣りに                                                                                         | 来生えつこ                    | 井上鑑                                          | - VIH-6030（LP：ビクター音楽産業〈インヴィテイション〉） |
| 伊東ゆかり                  | イン・ザ・ムード                 | 1979.07.25      | あなたしか見えない                                                                                            | 来生えつこ                    | 福井峻、吉村晴哉                                | - VIH-6046（LP：ビクター音楽産業〈インヴィテイション〉） |
| 伊東ゆかり                  | 遠慮しないで                     | 1979.07.25      | あなたしか見えない                                                                                            | 来生えつこ                    | 新川博                                          | - VIH-6046（LP：ビクター音楽産業〈インヴィテイション〉） |
| 伊東ゆかり                  | 名残りのスキャット               | 1979.07.25      | あなたしか見えない                                                                                            | 来生えつこ                    | 福井峻                                          | - VIH-6046（LP：ビクター音楽産業〈インヴィテイション〉） |
| 伊東ゆかり                  | 心の砂丘                         | 1980            | 素描（sketch）                                                                                                | 来生えつこ                    | 新川博、三井誠                                  | - VIH-28004（LP：ビクター音楽産業〈インヴィテイション〉） |
| 伊東ゆかり                  | 今夜はここまで                   | 1980            | 素描（sketch）                                                                                                | 来生えつこ                    | 新川博                                          | - VIH-28004（LP：ビクター音楽産業〈インヴィテイション〉） |
| 伊東ゆかり                  | さよならのニュアンス             | 1980            | 素描（sketch）                                                                                                | 来生えつこ                    | 新川博                                          | - VIH-28004（LP：ビクター音楽産業〈インヴィテイション〉） |
| 伊東ゆかり                  | そこからとこれからの季節         | 1995.10.18      | Beautiful Days                                                                                                | 来生えつこ                    | デレク中本                                      | - ALCA-5039（CD：アルファレコード） |
| 井上昌己                    | 今のままがいい                   | 1989.05.24      | 彼女の島 | 来生えつこ                    | 信田かずお                                      | - 28TT-2211（CT：トーラスレコード）／32TX-2211（CD：トーラスレコード） |
| 井上昌己                    | ジョンとメリーのために           | 1989.05.24      | メリー・ローランの島【S】 彼女の島                                                                            | 石川あゆ子                    | 信田かずお                                      | - TBR-0014（見本品EP：トーラスレコード）／10TT-7214（EP：トーラスレコード）／10TX-7214（8cmCD：トーラスレコード） - 28TT-2211（CT：トーラスレコード）／32TX-2211（CD：トーラスレコード） |
| 井上昌己                    | それぞれの微笑み                 | 1989.05.24      | 彼女の島 | 石川あゆ子                    | 信田かずお                                      | - 28TT-2211（CT：トーラスレコード）／32TX-2211（CD：トーラスレコード） |
| Wink                        | 一年前の恋人                     | 1991.07.10      | Queen Of Love                                                                                                 | 竜真知子                      | 門倉聡                                          | - Wink：相田翔子、鈴木早智子 - PSTR-1025（CD：ポリスター）／PSCR-1025（CD：ポリスター） |
| Wink                        | あなたへの想い                   | 1993.11.26      | BRUNCH 咲き誇れ愛しさよ                                                                                       | 鈴木早智子                    | 小林信吾                                        | - PSCR-5062（CD：ポリスター） |
| 岩男潤子                    | 2年あとのプロポーズ              | 1995.04.05      | はじめまして                                                                                                  | Sora                          | 船山基紀                                        | - PCCG-00335（CD：ポニーキャニオン） |
| 岩崎宏美                    | さよならの声                     | 1983.07.29?     | 未ソフト化 | 来生えつこ                    | ？                                              | - フジテレビ系『ミュージックフェア』用の書き下ろし |
| 岩崎良美                    | CITY ポルカ                      | 1981.07.21      | Weather Report                                                                                                | 来生えつこ                    | 大村雅朗                                        | - C28A-0168（LP：キャニオンレコード）／28P-6082（CT：キャニオンレコード） |
| 宇沙美ゆかり                | プロローグ・アゲイン             | 1985.11.01      | 空気になりたい                                                                                                | 来生えつこ                    | 椎名和夫                                        | - D32A-0126（LP：キャニオンレコード）／？（CT：キャニオンレコード） |
| 宇沙美ゆかり                | もう森へは帰らない               | 1985.11.01      | 空気になりたい                                                                                                | 吉元由美                      | 萩田光雄、山川恵津子                            | - D32A-0126（LP：キャニオンレコード）／？（CT：キャニオンレコード） |
| A.S.A.P.                    | Seventeen                        | 1992.11.01      | Vacation Hot Lovin'                                                                                           | Jeff Pfeifer、 Robert Pfeifer | Jeff Pfeifer、Robert Pfeifer                    | - 英語詞 - A.S.A.P.：Diane Gordon、Denisa Willte、Catherine Bingue - COCA-10372（CD：日本コロムビア） |
| A.S.A.P.                    | Merry Christmas Wish             | 1993.11.01      | Merry Christmas Wish                                                                                          | Jeff Pfeifer、 Robert Pfeifer | Jeff Pfeifer、Robert Pfeifer                    | - 英語詞 - COCA-11239（CD：日本コロムビア） |
| H2O                         | 僕等のダイアリー                 | 1980.11.05      | 僕等のダイアリー【S】                                                                                         | 来生えつこ                    | 星勝                                            | - フジテレビ系ドラマ『翔んだカップル』主題歌（1980.10.03 - 1981.04.10） - 来生たかおがライヴでカヴァー（企画アルバム『Try to Remember』収録） - H2O：中沢堅司、赤塩正樹 - 7DK-7003（EP：キティレコード） |
| EPO                         | 響き合う心                       | 2002            | 響き合う心【S】                                                                                               | 来生えつこ                    | 安部潤                                          | - 大日本印刷（DNP）イメージソング - DNPGSONG-0202（非売品CD：？／「響き合う心（インストルメンタル）」「響き合う心（カラオケバージョン））を収録」 |
| 江本孟紀                    | 降りつむ夜                       | 1987.07.25      | 素敵なジェラシー                                                                                              | 来生えつこ                    | J. Latonio                                      | - ？（LP：ポリドール）／？（CT：ポリドール）／H33P-20166（CD：ポリドール） |
| 欧陽菲菲                    | あなたの瞳                       | 1981.06         | STILL STAY IN LOVE                                                                                            | 来生えつこ                    | 松井忠重                                        | - 28MX-1039（LP：ポリドール）／？（CT：ポリドール） |
| 大浦みずき                  | さざなみの季節                   | 1994.08.21      | … and one | 来生えつこ                    | SYS Musicians（嶋田陽一、山下恭文、嶋田英二郎） | - アルバム『MIZUKI OURA WIND FISH tour'94 LIVE』（1995.03.21／NACL-1176/7〈2枚組CD：NECアベニュー〉）にライヴヴァージョン（編曲：？）を収録（『宝塚退団3周年記念コンサート』1994.08.22／東京都・芝メルパルクホールより） - NACL-1162（CD：NECアベニュー） |
| 太田裕美                    | A DISTANCE                       | 1979.06.01      | Feelin' Summer                                                                                                | 来生えつこ                    | 戸塚修                                          | - 25AH-729（LP：CBSソニー） |
| 太田裕美                    | 星がたり                         | 1979.06.01      | Feelin' Summer                                                                                                | 来生えつこ                    | 戸塚修                                          | - 25AH-729（LP：CBSソニー） |
| 大橋純子                    | シルエット・ロマンス             | 1981.11.25      | シルエット・ロマンス【S】                                                                                     | 来生えつこ                    | 鈴木宏昌                                        | - サンリオ出版「シルエット・ロマンス」CFイメージソング - オリコン：最高7位 - 第24回日本レコード大賞 最優秀歌唱賞受賞曲 - アルバム『ネオ・ヒストリー』（1993.09.21／VPCC-81016（CD：バップ）（編曲：井上鑑）、来生たかおのオリジナルアルバム『Dear my company』（2000.11.10／編曲：松田真人／Duet with 来生たかお）、アルバム『Terra』（2007.07.19／VPCC-81568〈CD：バップ〉）（編曲：大山泰輝）でカヴァー - 来生たかおがオリジナルシングル「気分は逆光線」でカヴァー - 7PL-59（EP：日本フォノグラム〈フィリップスレコード〉） |
| 大橋純子                    | 二人のアフタヌーン               | 2003.06.04      | June | 来生えつこ                    | 和田春比古                                      | - TBS系『噂の!東京マガジン』22代目エンディングテーマ - 「シルエット・ロマンス」のアンサー・ソング - VPCC-81460（CD：バップ） |
| 小川知子                    | 恋の模様替え                     | 1978.07.25      | それが素敵【S】                                                                                               | 来生えつこ                    | 松井忠重                                        | - FS-2106（EP：日本フォノグラム〈フィリップスレコード〉） |
| 小川知子                    | それが素敵                       | 1978.07.25      | それが素敵【S】                                                                                               | 来生えつこ                    | 松井忠重                                        | - FS-2106（EP：日本フォノグラム〈フィリップスレコード〉） |
| 奥村チヨ                    | 影                               | 1988.02.21      | 影【S】 | 来生えつこ                    | 若草恵                                          | - AH-909（EP：日本コロムビア） |
| 奥村チヨ                    | 夢よりすばやく                   | 1988.02.21      | 影【S】 | 来生えつこ                    | 若草恵                                          | - AH-909（EP：日本コロムビア） |
| 小椋佳                      | オーロラのアダージョ             | 1997.04.19      | オーロラのアダージョ【S】                                                                                     | 小椋佳                        | 小野崎孝輔                                      | - OVA『銀河英雄伝説外伝 第4期 千億の星、千億の光』エンディングテーマ（1996 - 1997）／アイエヌジー生命イメージソング - ラヴ・アンド・ドリームスの同名シングル曲のカップリング - CODC-1210（CD:日本コロムビア） |
| 小椋佳                      | 夢の蘖                           | 1997            | 小椋佳CD全集 折節の想い Vol.7 うばたまの                                                                      | 小椋佳                        | 武沢豊                                          | - OCD-41007（CD:キティレコード） |
| 小田茜                      | 若葉のささやき                   | 1992.05.01      | 茜白書 | 雄鹿美子                      | 信田かずお                                      | - COTA-1931（CT:日本コロムビア）／COCA-9790（CD:日本コロムビア） |
| 鹿賀丈史                    | 哀しく紅く                       | 1994.02.02      | 男と女でいたい夜【S】                                                                                         | 三浦徳子                      | 新川博                                          | - TODT-3186（8cmCD:東芝EMI） |
| 風間三姉妹                  | Remember                         | 1987.10.14      | Remember【S】                                                                                                 | 湯川れい子                    | 中村哲                                          | - デビュー曲／オリコン・初登場1位 - フジテレビ系ドラマ『スケバン刑事III 少女忍法帖伝奇』5代目エンディングテーマ（1987.09.24 - 10.29（第38話 - 第42話）／主演：浅香唯 他） - 『スケバン刑事 風間三姉妹の逆襲 オリジナルサウンドトラック』（1988.02.21／28HT-22〈CT：ハミングバード〉・28HB-22〈LP：ハミングバード〉・32HD-22〈CD：ハミングバード〉）に「Remember（Power Up Mix）」（編曲：中村哲）を収録 - 風間三姉妹：浅香唯、大西結花、中村由真 - 7HB-35（EP：ハミングバード）／10H-9（CT：ハミングバード／オリジナルカラオケ「Remember（フジテレビ系ドラマ「スケバン刑事III」主題歌）」を収録） |
| 風間杜夫                    | 雨のヒマワリ                     | 1985.09.21      | 東京さみしがり屋【S】                                                                                         | 来生えつこ                    | 久石譲                                          | - AH-648（EP：日本コロムビア） |
| 柏原芳恵                    | さよならの刺激                   | 1987.12.05      | 愛愁 | 来生えつこ                    | 清水信之                                        | - RT28-5064（LP：東芝EMI〈イーストワールド〉）／ZT28-5064（CT：東芝EMI〈イーストワールド〉）／CT28-5064（CD：東芝EMI〈イーストワールド〉） |
| 柏原芳恵                    | 花咲けども                       | 1987.12.05      | 愛愁 | 来生えつこ                    | 清水信之                                        | - 来生たかおがオリジナルアルバム『永遠の瞬間』で別詞でカヴァー（タイトル表記：鏡の風） - RT28-5064（LP：東芝EMI〈イーストワールド〉）／ZT28-5064（CT：東芝EMI〈イーストワールド〉）／CT28-5064（CD：東芝EMI〈イーストワールド〉） |
| 片平なぎさ                  | 風の呼吸                         | 1982            | 二人のシンフォニー【S】                                                                                       | 来生えつこ                    | 矢島賢                                          | - K07S-345（EP：キングレコード） |
| 片平なぎさ                  | 二人のシンフォニー               | 1982            | 二人のシンフォニー【S】                                                                                       | 来生えつこ                    | 矢島賢                                          | - テレビ朝日系『新婚さんいらっしゃい!』テーマソング（- 1984.09.30） - K07S-345（EP：キングレコード） |
| かとうはつえ                | 暗闇にさよなら                   | 1979.02.05      | 陽気な訪問者【S】 カスケード                                                                                  | 来生えつこ                    | 淡海悟郎、井上鑑                                | - 来生たかおがオリジナルアルバム『Natural Menu』でカヴァー - EP-1173（EP：日本フォノグラム〈フィリップスレコード〉） - S-7072（LP：日本フォノグラム〈フィリップスレコード〉） |
| かとうはつえ                | 本気じゃないなら                 | 1979.02.05      | カスケード | 来生えつこ                    | 井上鑑                                          | - S-7072（LP：日本フォノグラム〈フィリップスレコード〉） |
| 亀渕友香                    | 酔いどれ天使のポルカ             | 1974.03.21      | Touch Me, Yuka                                                                                                | 来生えつこ                    | 星勝                                            | - 作詞者名義：来生悦子 - 作曲者名義：来生孝夫 - 「ジグザグ（酔いどれ天使のポルカ）」というタイトルでシングルカット（1977.12／DKQ-1023（EP：キティレコード）／編曲：星勝） - 来生たかおがオリジナルアルバム『ジグザグ』でカヴァー（タイトル表記：ジグザグ-酔いどれ天使-） - MR-5040（LP：ポリドール） |
| 河合奈保子                  | 恋ならば少し…                    | 1983.01.21      | あるばむ | 来生えつこ                    | 大村雅朗                                        | - AF-7172（LP：日本コロムビア）／CAR-1172（CT：日本コロムビア） |
| 河合奈保子                  | ささやかなイマジネーション       | 1983.01.21      | あるばむ | 来生えつこ                    | 大村雅朗                                        | - AF-7172（LP：日本コロムビア）／CAR-1172（CT：日本コロムビア） |
| 河合奈保子                  | 惑いの風景                       | 1983.01.21      | あるばむ | 来生えつこ                    | 大村雅朗                                        | - AF-7172（LP：日本コロムビア）／CAR-1172（CT：日本コロムビア） |
| 河合奈保子                  | ストロー・タッチの恋             | 1983.03.01      | ストロータッチの恋【S】                                                                                       | 来生えつこ                    | 若草恵                                          | - オリコン：最高9位 - AH-320（EP：日本コロムビア） |
| 河合奈保子                  | 若草色のこころで                 | 1983.03.01      | ストロータッチの恋【S】                                                                                       | 来生えつこ                    | 若草恵                                          | - AH-320（EP：日本コロムビア） |
| 河合奈保子                  | 薔薇窓                           | 1983.07.24      | It's a Beautiful Day                                                                                          | 来生えつこ                    | 鷺巣詩郎                                        | - AB-7123（LP：日本コロムビア）／CBY-1067（CT：日本コロムビア） |
| 河合奈保子                  | 疑問符                           | 1983.12.01      | 疑問符【S】                                                                                                   | 来生えつこ                    | 大村雅朗                                        | - オリコン：最高4位 - 来生たかおが企画アルバム『Visitor』でカヴァー - 来生えつこ著『エピソード』（角川書店／1988）に同名小説を収録 - AH-394（EP：日本コロムビア） |
| 河合奈保子                  | 冷たいからヒーロー               | 1983.12.01      | 疑問符【S】                                                                                                   | 来生えつこ                    | 大村雅朗                                        | - 早川英梨「酔わせて！ダンディ」と別詞・同曲 - AH-394（EP：日本コロムビア） |
| 河合奈保子                  | 春雷の彼方から                   | 1984.03.21      | 愛・奈保子の若草色の旅 Dream of Journey                                                                       | 来生えつこ                    | 若草恵                                          | - 企画・構成：来生えつこ - CAR-1275（CT：日本コロムビア） |
| 河合奈保子                  | 気をつけて夏                     | 1984.06.01      | Summer Delicacy                                                                                               | 来生えつこ                    | 大村雅朗                                        | - AF-7285（LP：日本コロムビア）／CAR-1289（CT：日本コロムビア） |
| 河合奈保子                  | 潮風の約束                       | 1984.06.01      | Summer Delicacy                                                                                               | 来生えつこ                    | 大村雅朗                                        | - AF-7285（LP：日本コロムビア）／CAR-1289（CT：日本コロムビア） |
| 河合奈保子                  | メビウスのためいき               | 1984.06.01      | Summer Delicacy                                                                                               | 来生えつこ                    | 大村雅朗                                        | - AF-7285（LP：日本コロムビア）／CAR-1289（CT：日本コロムビア） |
| 河合美智子                  | わたし・多感な頃                 | 1983.01.10      | わたし・多感な頃【S】                                                                                         | 来生えつこ                    | 星勝                                            | - デビュー曲 - 東宝映画『ションベン・ライダー』テーマソング（1983／主演：河合美智子 他） - 7DS-0029（EP：キティレコード） |
| 河本直樹                    | 美しい誤解                       | 2009.03.25      | 恋せども 愛せども【S】                                                                                        | 来生えつこ                    | 土井淳                                          | - PKCP-2045（12cmCD：ライスミュージック／オリジナルカラオケ「恋せども 愛せども（オリジナル・カラオケ）」「美しい誤解（オリジナル・カラオケ）」を収録） |
| 河本直樹                    | 恋せども 愛せども                | 2009.03.25      | 恋せども 愛せども【S】                                                                                        | 来生えつこ                    | 土井淳                                          | - PKCP-2045（12cmCD：ライスミュージック／オリジナルカラオケ「恋せども 愛せども（オリジナル・カラオケ）」「美しい誤解（オリジナル・カラオケ）」を収録） |
| 清原正姫                    | 愛をあずけて                     | 1984.03.21      | 愛をあずけて【S】                                                                                             | 来生えつこ                    | 戸塚修                                          | - TBS系アニメ『小さな恋のものがたり チッチとサリー初恋の四季』オープニング・エンディングテーマ（1984.03.20） - AH-429（EP：日本コロムビア） |
| ギルバート・オサリバン      | What A Way（To Show I Love You） | 1991.10.25      | What A Way（To Show I Love You）【S】                                                                         | ギルバート・オサリバン        | ？                                              | - ジャケット表記:出会えてよかった What A Way（To Show I Love You） - 来生たかおのオリジナルシングル「出会えてよかった」との競作曲 - TODP-2318（8cmCD：東芝EMI） |
| KinKi Kids                  | 明日のピース                     | 2023.12.13      | P album | 前田たかひろ                  | 船山基紀                                        | - JECN-0800（CD：ジャニーズ・エンタテイメント）／JECN-0802（CD：ジャニーズ・エンタテイメント）／JECN-0804（CD：ジャニーズ・エンタテイメント）／JECN-0806（CD：ジャニーズ・エンタテイメント）／JECN-0808（CD：ジャニーズ・エンタテイメント） |
| 工藤夕貴                    | もうそこまでの季節               | 1985.09.21      | Only You | 来生えつこ                    | 若草恵                                          | - 28HB-9（LP：ハミングバード）／？（CT：ハミングバード）／32HD-9（CD：ハミングバード） |
| 国実百合                    | どこまでもやさしく               | 1991.03.21      | ニュー・フェイセス                                                                                            | 三浦徳子                      | 川口真                                          | - COCA-7363（CD：日本コロムビア） |
| クミコ                      | 口づけ                           | 2004.11.03      | わたしは青空【S】                                                                                             | 来生えつこ                    | 井上鑑                                          | - オリコン：最高196位 - IOCD-20101（8cmCD：Avex io） |
| 倉田まり子                  | NOW！ホワッツ・ハプン？          | 1980.12.05      | ダイアリー 倉田まり子 III                                                                                     | 来生えつこ                    | 大谷和夫                                        | - K28A-116（LP：キングレコード）／？（CT：キングレコード） |
| 倉田まり子                  | サラダ日和                       | 1980.12.05      | ダイアリー 倉田まり子 III                                                                                     | 来生えつこ                    | 大谷和夫                                        | - K28A-116（LP：キングレコード）／？（CT：キングレコード） |
| 倉橋ルイ子                  | まぼろしほどに                   | 1983.12.01      | THANKS | 来生えつこ                    | 若草恵                                          | - 28MX-1155（LP：ポリドール）／28CX-1232（CT：ポリドール） |
| 倉橋ルイ子                  | メランコリー・ハーバー           | 1983.12.01      | THANKS | 来生えつこ                    | 若草恵                                          | - 28MX-1155（LP：ポリドール）／28CX-1232（CT：ポリドール） |
| 倉橋ルイ子                  | My Birthday wish come true       | 1991.11.21      | for your ANNIVERSARY                                                                                          | 島エリナ                      | 岩崎文紀                                        | - VPCB-80450（CD：バップ） |
| 桑江知子                    | 鏡の向こう側                     | 1979.06.01      | Born Free 野性に生まれて                                                                                      | 来生えつこ                    | 松任谷正隆                                      | - 来生たかおが企画アルバム『LABYRINTH II』でカヴァー - SM25-5007（LP：SMS）／CM-5007（CT：SMS） |
| 桑江知子                    | はっきりしてよ                   | 1979.06.01      | Born Free 野性に生まれて                                                                                      | 来生えつこ                    | 松任谷正隆                                      | - SM25-5007（LP：SMS）／CM-5007（CT：SMS） |
| 桑江知子                    | 恋人の領分                       | 1979.12.05      | 熱風 | 来生えつこ                    | 鈴木茂                                          | - 来生たかおが非売品CT『オ・マ・ケ』でカヴァー（弾き語り） - SM25-5041（LP：SMS）／？（CT：SMS） |
| 桑田靖子                    | そばにいてほしいだけ             | 1983.12.05      | ときめき | 来生えつこ                    | 馬飼野康二                                      | - TP-90262（LP：東芝EMI）／ZH28-1382（CT：東芝EMI） |
| 桑田靖子                    | マイ・ジョイフル・ハート         | 1984.01.21      | マイ・ジョイフル・ハート【S】                                                                                 | 来生えつこ                    | 馬飼野康二                                      | - オリコン：最高81位 - TP-17580（EP：東芝EMI） |
| 桑田靖子                    | あいにく片想い                   | 1984.04.28      | あいにく片想い【S】                                                                                           | 来生えつこ                    | 萩田光雄                                        | - オリコン：最高63位 - TP-17604（EP：東芝EMI） |
| 桑田靖子                    | そんな二人で                     | 1984.06.30      | バケーション                                                                                                  | 来生えつこ                    | 馬飼野康二                                      | - TP-90291（LP：東芝EMI）／ZH28-1439（CT：東芝EMI） |
| 桑田靖子                    | ガラスのラブレター               | 1984.08.18      | ガラスのラブレター【S】                                                                                       | 来生えつこ                    | 新川博                                          | - オリコン：最高87位 - TP-17645（EP：東芝EMI） |
| 桑名正博                    | 回転木馬                         | 1992.06.25      | 回転木馬【S】 百万人に一人の女                                                                                | 阿久悠                        | 芳野藤丸、 小島良喜、 鈴木茂                    | - AMDM-6059（8cmCD：アルファ・レコード／オリジナルカラオケ「回転木馬（オリジナル・カラオケ）」を収録） - AMCM-4136（CD：アルファ・レコード） |
| 桑名正博                    | 浪漫写真館                       | 1992.06.25      | 百万人に一人の女                                                                                              | 阿久悠                        | 芳野藤丸、 小島良喜、 鈴木茂                    | - AMCM-4136（CD：アルファ・レコード） |
| 桂銀淑                      | フライト・スケジュール           | 1996.10.25      | 愛ひとつ夢ひとつ                                                                                              | 小椋佳                        | 国吉良一                                        | - TATL-2425（CT：ニュートーラス）／TADL-7437（CD：トーラスレコード） |
| 研ナオコ                    | 夜に蒼ざめて                     | 1983.09.21      | スタンダードに悲しくて                                                                                        | 来生えつこ                    | 甲斐正人                                        | - リミックスされてシングルカット（1984.06.05／7A-0384〈EP：キャニオンレコード〉／編曲：甲斐正人） - C28A-0291（LP：キャニオンレコード）／28P6-258（CT：キャニオンレコード） |
| 郷ひろみ                    | 女であれ、男であれ               | 1982.05.02      | 女であれ、男であれ【S】                                                                                       | 来生えつこ                    | 後藤次利                                        | - オリコン：最高19位 - 07SH-1152（EP：CBSソニー） |
| 小堺一機                    | with                             | 1986.08.21      | with【S】 | 来生えつこ                    | 瀬尾一三                                        | - デビュー曲／オリコン：最高94位 - TBSラジオ『コサキンDEワァオ!』（他、同局のコサキンの番組）エンディングテーマ（ - 2009.03.28） - アルバム『The Nextdoor Boy』（1986.08.21／28K-114〈LP：フォーライフ・レコード〈フォーライフ・ウィング〉〉）にアルバムヴァージョンを収録 - アルバム『with』（1990.05.21／FLCW-31072〈CD：フォーライフ・レコード〈フォーライフ・ウィング〉〉）でセルフカヴァー（TBSラジオ『小堺一機のサタデーウィズ』エンディングテーマ／2000.04.08 - 2006.09.30） - アルバム『20 FAVORITE SONGS』（2005.08.19／KK-0001/2〈2枚組CD：ASKM〉）でセルフカヴァー（編曲：おすましバンド〈Saxphone：園山光博／Drums：木村万作／Guitar：末原康志／Bass：渡辺茂／Pf, Keyboad：小川文明／Percussion：栗山豊二〉／タイトル表記：With［Live arrange version］／DISC1にシングルヴァージョンを収録） - 来生たかおが企画アルバム『LABYRINTH II』でカヴァー - 7K-237（EP：フォーライフ・レコード〈フォーライフ・ウィング〉） |
| 小堺一機                    | 追憶の恋人                       | 1986.08.21      | The Nextdoor Boy                                                                                              | 来生えつこ                    | 小林信吾                                        | - アルバム『with』（1990.05.21／FLCW-31072〈CD：フォーライフ・レコード〈フォーライフ・ウィング〉〉）でセルフカヴァー（編曲：国吉良一） - 28K-114（LP：フォーライフ・レコード） |
| 小堺一機                    | 日曜はダメ                       | 1986.08.21      | The Nextdoor Boy                                                                                              | 来生えつこ                    | 小林信吾                                        | - 来生たかおがオリジナルアルバム『ROMANTIC CINEMATIC』で別詞でカヴァー（タイトル表記：裸足で散歩） - 28K-114（LP：フォーライフ・レコード〈フォーライフ・ウィング〉） |
| 小堺一機                    | 夢ではナイト                     | 1986.08.21      | The Nextdoor Boy                                                                                              | 来生えつこ                    | 瀬尾一三                                        | - アルバム『with』（1990.05.21／FLCW-31072〈CD：フォーライフ・レコード〈フォーライフ・ウィング〉〉）でセルフカヴァー（編曲：矢賀部竜成） - 28K-114（LP：フォーライフ・レコード〈フォーライフ・ウィング〉） |
| 小堺一機                    | アナザーデイ                     | 1987.08.21      | Someone Like You-あなたに似た人-                                                                              | 来生えつこ                    | 松井忠重                                        | - アルバム『with』（1990.05.21／FLCW-31072〈CD：フォーライフ・レコード〈フォーライフ・ウィング〉〉）でセルフカヴァー（編曲：村上啓介） - 来生たかおがオリジナルアルバム『Étranger』で別詞でカヴァー（タイトル表記：グリサンド） - 28K-135（LP：フォーライフ・レコード〈フォーライフ・ウィング〉）／？（CT：フォーライフ・レコード〈フォーライフ・ウィング〉）／33KD-108（CD：フォーライフ・レコード〈フォーライフ・ウィング〉） |
| 小堺一機                    | ミュージカル・ナイト             | 1987.08.21      | Someone Like You-あなたに似た人-                                                                              | 来生えつこ                    | 松井忠重                                        | - 28K-135（LP：フォーライフ・レコード〈フォーライフ・ウィング〉）／？（CT：フォーライフ・レコード〈フォーライフ・ウィング〉）／33KD-108（CD：フォーライフ・レコード〈フォーライフ・ウィング〉） |
| 小堺一機                    | ストレンジャー志願               | 1988.07.06      | ポケットの砂                                                                                                  | 来生えつこ                    | 瀬尾一三                                        | - アルバム『with』（1990.05.21／FLCW-31072〈CD：フォーライフ・レコード〈フォーライフ・ウィング〉〉）でセルフカヴァー（編曲：矢賀部竜成） - 28K-156（LP：フォーライフ・レコード〈フォーライフ・ウィング〉）／？（CT：フォーライフ・レコード〈フォーライフ・ウィング〉）／33KD-134（CD：フォーライフ・レコード〈フォーライフ・ウィング〉） |
| 小堺一機                    | 雨の言葉                         | 1989.02.21      | Marginal | 来生えつこ                    | 瀬尾一三                                        | - ？（LP：フォーライフ・レコード〈フォーライフ・ウィング〉）／？（CT：フォーライフ・レコード〈フォーライフ・ウィング〉）33KD-171（CD：フォーライフ・レコード〈フォーライフ・ウィング〉） |
| 小堺一機                    | SETOGIWA                         | 1989.02.21      | Marginal | 来生えつこ                    | 瀬尾一三                                        | - ？（LP：フォーライフ・レコード〈フォーライフ・ウィング〉）／？（CT：フォーライフ・レコード〈フォーライフ・ウィング〉）33KD-171（CD：フォーライフ・レコード〈フォーライフ・ウィング〉） |
| 小堺一機                    | 君の景色                         | 1989.10.21      | 雑踏 | 来生えつこ                    | 瀬尾一三                                        | - ？（LP：フォーライフ・レコード〈フォーライフ・ウィング〉）／？（CT：フォーライフ・レコード〈フォーライフ・ウィング〉）FLCW-31005（CD：フォーライフ・レコード〈フォーライフ・ウィング〉） |
| 小堺一機                    | 真昼の永遠                       | 1989.10.21      | 雑踏 | 来生えつこ                    | 瀬尾一三                                        | - ？（LP：フォーライフ・レコード〈フォーライフ・ウィング〉）／？（CT：フォーライフ・レコード〈フォーライフ・ウィング〉）FLCW-31005（CD：フォーライフ・レコード〈フォーライフ・ウィング〉） |
| 小堺一機                    | USUALLY                          | 1989.10.21      | 雑踏 | 来生えつこ                    | 瀬尾一三                                        | - ？（LP：フォーライフ・レコード〈フォーライフ・ウィング〉）／？（CT：フォーライフ・レコード〈フォーライフ・ウィング〉）FLCW-31005（CD：フォーライフ・レコード〈フォーライフ・ウィング〉） |
| 小堺一機                    | そっとクールダウン               | 1991.05.21      | 大のオトナが…                                                                                                 | 来生えつこ                    | 瀬尾一三、 中西俊博（ストリング編曲）           | - FLCW-30100（CD：フォーライフ・レコード〈フォーライフ・ウィング〉） |
| 小堺一機                    | 陽ざしの記憶                     | 1995.08.19      | with K | 来生えつこ                    | 新川博                                          | - Duet with 来生たかお - FLCF-3590（CD：フォーライフ・レコード〈フォーライフ・ウィング〉） |
| 古手川祐子                  | うつろい                         | 1991.06.05      | Bonté | 来生えつこ                    | 渡辺格                                          | - PCTA-00092（CT：ポニーキャニオン）／PCCA-00275（CD：ポニーキャニオン） |
| 小林旭                      | 海を抱き                         | 1995.11.22      | ベストヒット全曲集2                                                                                           | 大津あきら                    | 新川博                                          | * SRTL-1980（CT：ソニーレコード〈Sony Records〉）／SRCL-3440（CD：ソニーレコード〈Sony Records〉） |
| 小柳ルミ子                  | うすくらがり （In The Dark）     | 1979.05.25      | スペインの雨                                                                                                  | 来生えつこ                    | 萩田光雄                                        | - タイトル表記（裏ジャケット）：うすくらがり（IN THE DARK） - SM25-5011（LP：SMS） |
| 西郷輝彦                    | 試練                             | 1978.06.25      | 試練【S】 | 来生えつこ                    | 鈴木茂                                          | - 来生たかおがベストアルバム『BIOGRAPHY』でカヴァー - CW-1735（EP：クラウンレコード） |
| 西郷輝彦                    | しなやかな愛                     | 1979.04.25      | しなやかな愛【S】                                                                                             | 来生えつこ                    | あかのたちお                                    | - CW-1829（EP：クラウンレコード） |
| 斉藤慶子                    | もの想いシーズン                 | 1982.09.21      | もの想いシーズン【S】                                                                                         | 来生えつこ                    | 福井利雄                                        | - デビュー曲 - UE-527（EP：テイチク〈ユニオンレコード〉） |
| 斉藤慶子                    | 夕闇のふたり                     | 1982.09.21      | もの想いシーズン【S】                                                                                         | 来生えつこ                    | 福井利雄                                        | - 斉藤とも子「挽歌」と別詞・同曲 - UE-527（EP：テイチク〈ユニオンレコード〉） |
| 斉藤慶子                    | 愛されたがっているくせに         | 1983.03.05      | 愛されたがっているくせに【S】                                                                                 | 来生えつこ                    | 青木望                                          | - UE-535（EP：テイチク〈ユニオンレコード〉） |
| 斉藤とも子                  | 恋にCHEERIO！                    | 1981.11.25      | 20Ans ヴァンタン                                                                                              | 麻木かおる                    | 瀬尾一三                                        | - CI-501（LP：テイチク〈コンチネンタル〉）／？（CT：テイチク〈コンチネンタル〉） |
| 斉藤とも子                  | 挽歌                             | 1981.11.25      | 20Ans ヴァンタン                                                                                              | 麻木かおる                    | 瀬尾一三                                        | - CI-501（LP：テイチク〈コンチネンタル〉）／？（CT：テイチク〈コンチネンタル〉） |
| 斉藤由貴                    | 雨のロードショー                 | 1985.06.21      | AXIA | 来生えつこ                    | 武部聡志                                        | - C28A-0416（LP：キャニオンレコード）／28P-6438（CT：ポニー） |
| 斉藤由貴                    | 雪灯りの町                       | 1985.12.21      | 雪の断章 サウンドスケッチ                                                                                     | 松本隆                        | 武部聡志                                        | - C28A-0461（LP：キャニオンレコード／カラーディスク）／28P-6505（CT：ポニー） |
| 斉藤由貴                    | コスモス通信                     | 1986.03.21      | ガラスの鼓動                                                                                                  | 松本隆                        | 武部聡志                                        | - アルバム『POETIC Live 1986』（2009.08.05／PCCA-50145〈2枚組CD：ポニーキャニオン〉）にライヴヴァージョン〈編曲：？〉を収録）（1986.09.10／東京都・NHKホールより） - C28A-0479（LP：キャニオンレコード）／28P-6515（CT：ポニー）／D32A-0158（CD：キャニオンレコード） |
| 斉藤由貴                    | あなたの声を聞いた夜             | 1986.10.21      | チャイム | 斉藤由貴                      | 武部聡志                                        | - 来生たかおがオリジナルアルバム『I Will...』で別詞でカヴァー（タイトル表記：夢のスケッチ） - C28A-0520（LP：キャニオンレコード）／28P-6592（CT：ポニー）／D32A-0234（CD：キャニオンレコード） |
| 斉藤由貴                    | 追い風のポニー・テール           | 1986.11.19      | MAY【S】 | 佐藤純子                      | 武部聡志                                        | - 東宝映画『恋する女たち』挿入歌 - 7A-0660（EP：キャニオンレコード） |
| 斉藤由貴                    | ORACIÓN -祈り-                   | 1988.06.21      | ORACIÓN-祈り-【S】                                                                                            | 来生えつこ                    | 武部聡志                                        | - オリコン：最高4位 - Duet with 来生たかお - フジテレビ開局30周年記念映画（東宝）『優駿』イメージソング（1988／主演：斉藤由貴） - NECサマーキャンペーンCM曲（1988.6.18 -） - 来生たかおがオリジナルシングルとしてカヴァー - 7A-0867（EP：ポニーキャニオン）／S10A-0107（8cmCD：ポニーキャニオン） |
| 斉藤由貴                    | 花嵐                             | 1988.06.21      | ORACIÓN-祈り-【S】                                                                                            | 来生えつこ                    | 武部聡志                                        | - 来生えつこ著『エピソード』（角川書店／1988）に同名小説を収録 - 7A-0867（EP：ポニーキャニオン）／10P-13246（CT:ポニー）／S10A-0107（8cmCD：ポニーキャニオン） |
| 酒井法子                    | 恋の場面                         | 1989.11.21      | All Right【S】                                                                                                | 来生えつこ                    | 船山基紀                                        | - オリコン：最高10位 - SV-9448（EP：ビクター音楽産業）／VST-10572（CT：ビクター音楽産業／オリジナルカラオケ「オリジナルカラオケ：ファンタスティック・オーケストラ」を収録）／VDRS-1185（8cmCD：ビクター音楽産業） |
| 坂上香織                    | レースのカーディガン             | 1988.08.24      | レースのカーディガン【S】                                                                                     | 松本隆                        | 萩田光雄                                        | - デビュー曲／オリコン：最高7位 - プロモーションビデオ撮影：大林宣彦 - フジテレビ系アニメ『キテレツ大百科』2代目エンディングテーマ（1988.08.14 - 10.23〈第17話 - 第24話〉） - RT07−2140（EP：東芝EMI〈イーストワールド〉）／ZX10−6150（CT：東芝EMI〈イーストワールド〉／オリジナルカラオケを収録）／XT10-2040（8cmCD：東芝EMI〈イーストワールド〉） |
| 坂上香織                    | 蜜の月                           | 1988.12.28      | 季節のプロローグ                                                                                              | 松本隆                        | 萩田光雄                                        | - RT28-5375（LP：東芝EMI〈イーストワールド〉）／ZT28-5375（CT：東芝EMI〈イーストワールド〉）／CT32-5375（CD：東芝EMI〈イーストワールド〉） |
| 坂上香織                    | レモンを齧りながら               | 1988.12.28      | 季節のプロローグ                                                                                              | 松本隆                        | 船山基紀                                        | - RT28-5375（LP：東芝EMI〈イーストワールド〉）／ZT28-5375（CT：東芝EMI〈イーストワールド〉）／CT32-5375（CD：東芝EMI〈イーストワールド〉） |
| 坂上香織                    | 10月のソーダ水                   | 1989.08.09      | 夏休み | 原真弓                        | 武部聡志                                        | - ZT28−5470（CT：東芝EMI〈イーストワールド〉）／CT32-5470（初回盤CD：東芝EMI〈イーストワールド〉／紙ケース付き） |
| 榊原郁恵                    | アローン                         | 1981.04.25      | Ready Lady 郁恵自身II                                                                                         | 来生えつこ                    | 船山基紀                                        | - * 東映映画『セーラー服と機関銃』主題歌候補3曲の1曲 - AF-7042（LP：日本コロムビア／カラーディスク）／CAR-1040（CT：日本コロムビア） |
| 榊原郁恵                    | キス・ミー・モア                 | 1981.04.25      | Ready Lady 郁恵自身II                                                                                         | 来生えつこ                    | 船山基紀                                        | - AF-7042（LP：日本コロムビア／カラーディスク）／CAR-1040（CT：日本コロムビア） |
| 榊原郁恵                    | か・り・そ・め                   | 1982.04.21      | スロー・メモリー 郁恵自身III                                                                                  | 来生えつこ                    | 矢島賢                                          | - AF-7116（LP：日本コロムビア／カラーディスク）／？（CT：日本コロムビア） |
| 榊原郁恵                    | スロー・メモリー                 | 1982.04.21      | スロー・メモリー 郁恵自身III                                                                                  | 来生えつこ                    | 矢島賢                                          | - AF-7116（LP：日本コロムビア／カラーディスク）／？（CT：日本コロムビア） |
| 坂本冬美                    | 青い星                           | 1993            | 青い星【S】                                                                                                   | 尾上文                        | 森英治                                          | - 『世界リゾート博』テーマソング（1994） - ？（非売品CD：？） |
| さだまさし                  | 遠い海                           | 1999.06.23      | 季節の栖 Twenty Five Reasons                                                                                  | さだまさし                    | 服部克久                                        | - アルバムタイトル発音：季節＝とき - TECN-33553（CD：テイチクエンタテインメント〈フリーフライトレコード〉） |
| 佐田玲子                    | 間奏曲のあとで                   | 1989.12.01      | ひとり歩き | 来生えつこ                    | 安田裕美                                        | - CSTL-1053（CT：CBSソニー）／CSCL-1053（CD：CBSソニー） |
| 佐田玲子                    | Please Stop Rainny Day           | 1989.12.01      | ひとり歩き | 来生えつこ                    | 渡辺俊幸                                        | - CSTL-1053（CT：CBSソニー）／CSCL-1053（CD：CBSソニー） |
| 佐田玲子                    | あなた自身                       | 1990.10.21      | 君を信じて | 来生えつこ                    | 安田裕美                                        | - CSCL-1540（CD：CBSソニー） |
| 真田広之                    | さりげない夜に                   | 1992.11.21      | さりげない夜に【S】                                                                                           | 来生えつこ                    | 大谷羅漢                                        | - 月桂冠「融米造り」イメージソング - VIDL-10296（8cmCD：ビクター音楽産業／オリジナルカラオケ「さりげない夜に（オリジナル・カラオケ）」を収録） |
| 佐野量子                    | 星空回線                         | 1988.03.09      | 星空回線【S】                                                                                                 | 来生えつこ                    | 瀬尾一三                                        | - アルバム『エスプレッシヴォ〜大切なともだちへ〜』（1988.03.21／〈LP：BMG ビクター〉・R32H-1066〈CD：BMG ビクター音楽産業〉）に「星空回線 ★Stardust Version★」（編曲：瀬尾一三）を収録 - B07S-12（EP：BMGビクター）／B10T-12（CT：BMGビクター／オリジナルカラオケを収録）／B10D-2（8cmCD：BMGビクター） |
| 佐野量子                    | 日ざしのイントロダクション       | 1988.03.21      | エスプレッシヴォ〜大切なともだちへ〜                                                                          | 来生えつこ                    | 瀬尾一三                                        | - （LP：BMGビクター）／R32H-1066（CD：BMGビクター） |
| 沢田聖子                    | モニュメント                     | 1983.03.20      | 流れる季節の中で                                                                                              | 来生えつこ                    | 渡辺博也                                        | - GWP-1023（LP：クラウンレコード）／CNT-2031（CT：クラウンレコード） |
| 椎名へきる                  | 夜の中                           | 1994.08.21      | Shiena | 岡部真理子                    | 柿崎洋一郎                                      | - SRCL-2939（CD：ソニー） |
| 設楽りさ子                  | 素敵なニュース                   | 1990            | 素敵なニュース                                                                                                | 来生えつこ                    | 井上鑑                                          | - 三和銀行夏のイメージソング - 8016-P（非売品12cmCD：バップ／「インストゥルメンタル」「カラオケ」を収録） |
| しばたはつみ                | マイ・ラグジュアリー・ナイト     | 1977.07.10      | マイ・ラグジュアリー・ナイト【S】                                                                             | 来生えつこ                    | 林哲司                                          | - オリコン：最高17位 - マツダ「コスモ」CM曲 - 第28回NHK紅白歌合戦出場曲（1977.12.31） - アルバム『Love Letters Stright From Our Hearts』（1977.07.25／PX-7030〈LP：日本コロムビア〉）で「My Luxury In The Night」というタイトル・英語詞でセルフカヴァー（作詞：一條諦輔／編曲：大野雄二・幾見雅博） - PK-65（EP：日本コロムビア） |
| シブがき隊                  | 白夜のヴァレリー                 | 1985.04.21      | バローギャングBC From 桑港                                                                                    | 売野雅勇                      | 大谷和夫                                        | - シブがき隊：本木雅弘、薬丸裕英、布川敏和 - 28AH-1848（LP：CBSソニー）／？（CT：CBSソニー）／32DH-196（CD：CBSソニー） |
| 島倉千代子                  | ためらいの秋                     | 1996.01.01      | 心かさね着 | 来生えつこ                    | 伊戸のりお                                      | - COTA-3483（CT：日本コロムビア）／COCA-13008（CD：日本コロムビア） |
| しまざき由理                | 紫煙                             | 1981.09.25      | アフターアワー                                                                                                | 来生えつこ                    | 松井忠重                                        | - AF−7079（LP：日本コロムビア）／？（CT：日本コロムビア） |
| しまざき由理                | やるせな愛                       | 1981.09.25      | アフターアワー                                                                                                | 来生えつこ                    | 松井忠重                                        | - AF−7079（LP：日本コロムビア）／？（CT：日本コロムビア） |
| 島田奈美                    | 鏡の中の私                       | 1988.02.10      | タンポポの草原【S】                                                                                           | 松本隆                        | 西平彰                                          | - 15CA-5018（初回限定盤12cmCD：日本コロムビア） |
| 島田奈美                    | 消しゴムで消したジェラシー       | 1988.02.10      | タンポポの草原【S】                                                                                           | 松本隆                        | 西平彰                                          | - AH−903（EP：日本コロムビア）／CMS−15（CT：日本コロムビア）／10CA−8001（8cmCD：日本コロムビア）／15CA-5018（初回限定盤12cmCD：日本コロムビア） |
| 島田奈美                    | 瞳に天気雨                       | 1987.07.21      | Prologue | 谷穂ちろる                    | 船山基紀                                        | - AF-7460（LP：日本コロムビア）／CAR-1497（CT：日本コロムビア）／33CA-1695（CD：日本コロムビア） |
| 下村成二郎                  | そこにいないあなた               | 1993.10.25      | そこにいないあなた【S】                                                                                       | 来生えつこ                    | 新川博                                          | - ソロデビュー曲 - テレビ東京系『TVチャンピオン』エンディングテーマ - PODH-1169（8cmCD：ポリドール） |
| しゅうさえこ                | きらめき座                       | 1991.09.27      | あしたもいいことあるように                                                                                    | 来生えつこ                    | 赤坂東児                                        | - TOTT-6292（CT：東芝EMI）／TOCT-6292（CD：東芝EMI） |
| シュー・ピンセイ            | 唇だけしかあなたを知らない       | 1994.07.06      | 恋歌専輯 Love Songs                                                                                           | 荒木とよひさ                  | 井上鑑                                          | - VICL-544（CD：ビクターエンタテインメント） |
| 白鳥英美子                  | 愛のなごり                       | 1996.10.23      | GRACE 記憶のかけらたち                                                                                        | 来生えつこ                    | 萩田光雄                                        | - FHCF-2308（CD：ファンハウス） |
| 吹田明日香                  | バ・ケー・ショ・ン               | 1983.06.25      | バ・ケー・ショ・ン【S】                                                                                       | 来生えつこ                    | 佐藤健                                          | - デビュー曲 - L-1650（EP：ワーナー・パイオニア） |
| 吹田明日香                  | 片思いガーデン                   | 1983.08.24      | インスピレーション                                                                                            | 来生えつこ                    | 馬飼野康二                                      | - L-12546（LP：ワーナー・パイオニア）／？（CT：ワーナー・パイオニア） |
| 吹田明日香                  | 恋はやきもきごと                 | 1983.08.24      | インスピレーション                                                                                            | 来生えつこ                    | 信田かずお                                      | - L-12546（LP：ワーナー・パイオニア）／？（CT：ワーナー・パイオニア） |
| 菅原やすのり                | 素敵な他人                       | 1988.11.05      | 夢人よ | 来生えつこ                    | 若草恵                                          | - AY28-25（LP：アポロン音楽工業）／KLA-1590（CT：アポロン音楽工業）／BY32-52（CD：アポロン音楽工業） |
| 菅原やすのり                | 揺れる想い                       | 1988.11.05      | 夢人よ | 来生えつこ                    | 若草恵                                          | - AY28-25（LP：アポロン音楽工業）／KLA-1590（CT：アポロン音楽工業）／BY32-52（CD：アポロン音楽工業） |
| 鈴木雅之                    | No Control                       | 1992.09.01      | FAIR AFFAIR                                                                                                   | 西尾佐栄子                    | 松本晃彦                                        | - ESTB-1123（CT：EPIC）／ESCB-1314（CD：EPIC） |
| 鈴木雅之                    | おやすみ                         | 2009.03.04      | Still Gold | 柚木美祐                      | 大坪稔明                                        | - ESCL-3172（CD：EPIC） |
| 須藤薫                      | なにげなく二人                   | 1980.06.21      | CHEF'S SPECIAL                                                                                                | 来生えつこ                    | 松任谷正隆、杉真理（コーラスアレンジ）          | - 27AH100（LP：CBSソニー）／？（CT：CBSソニー） |
| 須藤薫                      | 涙のメモワール                   | 1980.06.21      | CHEF'S SPECIAL                                                                                                | 来生えつこ                    | 松任谷正隆、杉真理（コーラスアレンジ）          | - 27AH100（LP：CBSソニー）／？（CT：CBSソニー） |
| 須藤薫                      | LITTLE BIRTHDAY                  | 1982.04.21      | Amazing Toys                                                                                                  | 来生えつこ                    | 松任谷正隆                                      | - 28AH1416（LP：CBSソニー）／28KH1132（CT：CBSソニー） |
| 須藤薫                      | 幸せの場所                       | 1983.11.21      | DROPS | 田口俊                        | 松任谷正隆                                      | - 28AH1581（LP：CBSソニー）／？（CT：CBSソニー） |
| September                   | Thirties days                    | 2006.12.13      | 25時の沙羅【S】                                                                                               | 宮原芽映                      | 大野宏明                                        | - September：Rie、Qoonie - FRCA-1167（CD：FOA RECORD） |
| 高田真樹子                  | 終止符                           | 1975.10.21      | 終止符【S】                                                                                                   | 来生えつこ                    | チト河内、矢野誠                                | - 作詞者名義：きすぎえつこ／作曲者名義：きすぎたかお - アルバム『不機嫌な天使』（1977.05.01／DR-1988〈LP：キティレコード〉）に別アレンジヴァージョン（編曲：渋井博／Chorus on 小椋佳）を収録 - シングル「ハイウェイ」（2007.10.05／BSRS-1001〈CD：BLUE SKY RECORDS〉）でセルフカヴァー（編曲：小林智則／タイトル表記：終止符［ニュー・メイク」） - 来生たかおがオリジナルアルバム『Natural Menu』でカヴァー - DR-1988（EP：キティレコード） |
| 高田真樹子                  | ハイウェイ                       | 1975.10.21      | 終止符【S】                                                                                                   | 来生えつこ                    | チト河内、星勝                                  | - 作詞者名義：きすぎえつこ - 作曲者名義：きすぎたかお - シングル「ハイウェイ」（2007.10.05／BSRS-1001〈CD：BLUE SKY RECORDS〉）でセルフカヴァー（編曲：小林智則／タイトル表記：ハイウェイ［ニュー・メイク］） - DR-1988（EP：キティレコード） |
| 高田真樹子                  | めぐり逢い                       | 1977.05.01      | 不機嫌な天使                                                                                                  | 来生えつこ                    | 林哲司                                          | - シングル「ハイウェイ」（2007.10.05／BSRS-1001〈CD：BLUE SKY RECORDS〉）でセルフカヴァー（編曲：小林智則／タイトル表記：めぐり逢い［ニュー・メイク］） - 来生たかおが企画アルバム『LABYRINTH』でカヴァー - DR-1988（LP：キティレコード） |
| 高田みづえ                  | ペーパーフラワー・ラブ           | 1982.10.21      | ガラスの花／愛の終りに                                                                                        | 来生えつこ                    | 松井忠重                                        | - GU-41（LP：テイチク〈ユニオンレコード〉）／U48-20（CT：テイチク〈ユニオンレコード〉） |
| 高田みづえ                  | とまどい雨                       | 1983.02.01      | 通りすぎた風【S】                                                                                             | 来生えつこ                    | 甲斐正人                                        | - UE-537（EP：テイチク〈ユニオンレコード〉） |
| 高田みづえ                  | Little Days                      | 1985.05.05      | 愛のモノローグ                                                                                                | 来生えつこ                    | 船山基紀                                        | - GU-68（LP：テイチク〈ユニオンレコード〉）／U4A-24（CT：テイチク〈ユニオンレコード〉） |
| 太川陽介                    | 積乱雲                           | 1979.08.05      | 青空めぐり | 来生えつこ                    | 松任谷正隆                                      | - E0417（LP：ビクター音楽産業） |
| 太川陽介                    | 似たもの同志                     | 1979.08.05      | 青空めぐり | 来生えつこ                    | 松任谷正隆                                      | - E0417（LP：ビクター音楽産業） |
| 多岐川裕美                  | 絹色の夢                         | 1982.05         | 夢見心地 | 来生えつこ                    | 鈴木茂                                          | - 28TR-2005（LP：トーラスレコード）／？（CT：トーラスレコード） |
| 多岐川裕美                  | 太陽のミストレス                 | 1982.05         | 夢見心地 | 来生えつこ                    | 鈴木茂                                          | - 28TR-2005（LP：トーラスレコード）／？（CT：トーラスレコード） |
| 高中正義                    | April Wave                       | 1977.05.01      | TAKANAKA | 該当者なし                    | 高中正義                                        | - インストゥルメンタル - MKF-1010（LP：キティレコード） |
| 高野蘭                      | さよならの街で                   | 1997.11.12      | Heavenly Blue【S】                                                                                            | 柚木美祐                      | 柿崎洋一郎                                      | - テレビ東京系アニメ『VIRUS ‐VIRUS BUSTER SERGE‐』挿入歌（1997.10.30〈第5話〉） - PODX-1035（8cmCD：ポリドール） |
| 高野蘭                      | Heavenly Blue                    | 1997.11.12      | Heavenly Blue【S】                                                                                            | 柚木美祐                      | 柿崎洋一郎                                      | - デビュー曲 - テレビ東京系アニメ『VIRUS-VIRUS BUSTER SERGE-』エンディングテーマ（1997.10.02 - 12.18） - Produced by TAKAO KISUGI（作曲及び歌手選考） - 来生たかおLIVE〜そしてほのかに夏は行く〜（1997.09.18／東京都・新宿日清パワーステーション）開演前BGM - PODX-1035（8cmCD：ポリドール／オリジナルカラオケ「Heavenly Blue（オリジナル・カラオケ）」を収録） |
| 髙橋真梨子                  | さよならのエチュード             | 1979.03.25      | ひとりあるき                                                                                                  | 来生えつこ                    | 田辺信一                                        | - 来生たかおが企画アルバム『LABYRINTH』でカヴァー - VIH-6040（LP：ビクター音楽産業〈インヴィテイション〉） |
| 髙橋真梨子                  | 愛はこれから                     | 1980.02.21      | Sunny Afternoon                                                                                               | 来生えつこ                    | 後藤次利                                        | - VIH-6064（LP：ビクター音楽産業〈インヴィテイション〉）／VCF-1559（CT：ビクター音楽産業〈インヴィテイション〉） |
| 髙橋真梨子                  | すべて霧の中                     | 1980.02.21      | Sunny Afternoon                                                                                               | 来生えつこ                    | 後藤次利                                        | - 来生たかおが企画アルバム『LABYRINTH II』でカヴァー VIH-6064（LP：ビクター音楽産業〈インヴィテイション〉）／VCF-1559（CT：ビクター音楽産業〈インヴィテイション〉） |
| 髙橋真梨子                  | デイブレイク                     | 1980.08.21      | Monologue | 来生えつこ                    | 鈴木茂                                          | - 来生たかおが企画アルバム『LABYRINTH』でカヴァー（タイトル表記：デイ・ブレイク） - VIH-28010（LP：ビクター音楽産業〈インヴィテイション〉）／？（CT：ビクター音楽産業〈インヴィテイション〉） |
| 髙橋真梨子                  | 歳月の窓                         | 1980.08.21      | Monologue | 来生えつこ                    | 新川博                                          | - VIH-28010（LP：ビクター音楽産業〈インヴィテイション〉）／？（CT：ビクター音楽産業〈インヴィテイション〉） |
| 髙橋真梨子                  | モノローグの九月                 | 1980.08.21      | Monologue | 来生えつこ                    | 新川博                                          | - VIH-28010（LP：ビクター音楽産業〈インヴィテイション〉）／？（CT：ビクター音楽産業〈インヴィテイション〉） |
| 髙橋真梨子                  | 夕なぎ                           | 1980.08.21      | Monologue | 来生えつこ                    | 井上鑑                                          | - VIH-28010（LP：ビクター音楽産業〈インヴィテイション〉）／？（CT：ビクター音楽産業〈インヴィテイション〉） |
| 髙橋真梨子                  | ランブル                         | 1980.08.21      | アフロディーテ【S】 Monologue                                                                                 | 来生えつこ                    | 鈴木茂                                          | - VIHX-1512（EP：ビクター音楽産業〈インヴィテイション〉） - VIH-28010（LP：ビクター音楽産業〈インヴィテイション〉）／？（CT：ビクター音楽産業〈インヴィテイション〉） |
| 髙橋真梨子                  | 黄昏の街から                     | 1981.03.05      | Tenderness | 来生えつこ                    | 今剛                                            | - VIH-28029（LP：ビクター音楽産業〈インヴィテイション〉）／？（CT：ビクター音楽産業〈インヴィテイション〉） |
| 髙橋真梨子                  | Tea for Memory                   | 1981.03.05      | Tenderness | 来生えつこ                    | 今剛                                            | - VIH-28029（LP：ビクター音楽産業〈インヴィテイション〉）／？（CT：ビクター音楽産業〈インヴィテイション〉） |
| 髙橋真梨子                  | 真昼の愁い                       | 1981.03.05      | Tenderness | 来生えつこ                    | 後藤次利                                        | - VIH-28029（LP：ビクター音楽産業〈インヴィテイション〉）／？（CT：ビクター音楽産業〈インヴィテイション〉） |
| 髙橋真梨子                  | MORNING                          | 1981.10.21      | LOVENDOW | 来生えつこ                    | 倉田信雄                                        | - VIH-28054（LP：ビクター音楽産業〈インヴィテイション〉）／？（CT：ビクター音楽産業〈インヴィテイション〉） |
| 髙橋真梨子                  | フェアウェル                     | 1982.04.21      | Dear | 来生えつこ                    | 倉田信雄                                        | - 来生たかおのオリジナルアルバム『I Will...』収録曲とは、別詞・別曲 - VIH-28077（LP：ビクター音楽産業〈インヴィテイション〉）／VCF-10086（CT：ビクター音楽産業〈インヴィテイション〉） |
| 髙橋真梨子                  | After Love                       | 1991.09.04      | Sweet Journey                                                                                                 | 来生えつこ                    | 岩本正樹                                        | - VICL-188（CD：ビクター音楽産業）／VITL-82（CT：ビクター音楽産業） |
| 髙橋真梨子                  | 流れる…                          | 1991.09.04      | Sweet Journey                                                                                                 | 来生えつこ                    | 奥慶一                                          | - VICL-188（CD：ビクター音楽産業）／VITL-82（CT：ビクター音楽産業） |
| 髙橋真梨子                  | 水の吐息                         | 1992.08.26      | Lady Coast | 来生えつこ                    | 林有三                                          | - VICL-329（CD：ビクター音楽産業）／VITL-111（CT：ビクター音楽産業） |
| 髙橋真梨子                  | バースデーカード                 | 1999.05.21      | two for nine                                                                                                  | 髙橋真梨子                    | 林有三                                          | - VICL-60377（CD：ビクターエンタテインメント）／VITL-60377（CT：ビクター音楽産業） |
| 高橋みなみ                  | アンバランス                     | 2016.10.12      | 愛してもいいですか?                                                                                           | 来生えつこ                    |                                                 | [ 1 ] |
| 竹田かほり                  | うわのそら                       | 1975.11.21      | うわのそら【S】                                                                                               | 来生えつこ                    | 井川雅幸                                        | - デビュー曲 - 作詞者名義：きすぎえつこ - 作曲者名義：きすぎたかお - DR 3004（EP：ポリドール） |
| 武田久美子                  | 夢ほどヒミツ                     | 1983.03.26      | クミコミニケーション                                                                                          | 来生えつこ                    | 星勝                                            | - L−12560（LP：ワーナー・パイオニア）／LKF−8060（CT：ワーナー・パイオニア） |
| 田中好子                    | 会いたかった                     | 1984.01.21      | 好子 | 来生えつこ                    | 椎名和夫                                        | - VIH-28155（LP：ビクター音楽産業〈インヴィテイション〉）／VCF-10175（CT：ビクター音楽産業〈インヴィテイション〉） |
| 田原俊彦                    | 夜に乾杯                         | 1984.11.21      | TOSHI 10R NEW YORK                                                                                            | 吉田美奈子                    | 服部克久                                        | - C28A-0383（LP：キャニオンレコード）／？（CT：ポニー） |
| 田原俊彦                    | 踊る王子-Dancing Prince-         | 1986.06.19      | 男…痛い | 阿久悠                        | 新田一郎                                        | - C28A-0503（LP：キャニオンレコード〈NAVレコード〉）／28P-6548（CT：ポニー〈NAVレコード〉）／D32A-0192（CD：キャニオンレコード〈NAVレコード〉） |
| 田原俊彦                    | ライバルは二度ノックする         | 1986.06.19      | 男…痛い | 阿久悠                        | 新田一郎                                        | - C28A-0503（LP：キャニオンレコード〈NAVレコード〉）／28P-6548（CT：ポニー〈NAVレコード〉）／D32A-0192（CD：キャニオンレコード〈NAVレコード〉） |
| 田山真美子                  | 無人駅                           | 1990.12.21      | 無人駅【S】                                                                                                   | 麻生圭子                      | 佐藤準                                          | - オリコン：最高73位 - CSDL-3213（8cmCD：ソニー） |
| チェリッシュ                | 2倍うれしい日曜日                | 1979.07.01      | 2倍うれしい日曜日【S】                                                                                        | 来生えつこ                    | 椎名和夫                                        | - マツダ「ファミリア」3代目CM曲 - チェリッシュ：松崎好孝、松崎悦子 - SV-6604（EP：ビクター音楽産業） |
| チェリッシュ                | Sweet Moonlight                  | 1996.03.23      | Wonderful days                                                                                                | 来生えつこ                    | 萩田光雄                                        | - VICL-752（CD：ビクターエンタテインメント） |
| チェリッシュ                | 日ごと夜ごと                     | 1996.03.23      | 愛とは勇気だから【S】 Wonderful days                                                                          | 来生えつこ                    | 萩田光雄                                        | - VIDL-10753（8cmCD：ビクターエンタテインメント／オリジナルカラオケ「日ごと夜ごと（オリジナル・カラオケ）」を収録） - チェリッシュ：松崎好孝、松崎悦子 - VICL-752（CD：ビクターエンタテインメント） |
| チキンガーリックステーキ    | 十字路                           | 2008.03.19      | Air Acapella III                                                                                              | 松井五郎                      | 渡辺俊幸                                        | - チキンガーリックステーキ：川上伸也、小林雅彦、前澤弘明、濱田康裕、長谷川真一、渡辺敦 - FRCA-1188（CD：ユーキャン） |
| 豊島たづみ                  | 燃えつきて、ディザイア           | 1982.11         | 燃えつきて、ディザイア【S】                                                                                   | 来生えつこ                    | 川村栄二                                        | - サンリオ出版「シルエットディザイア」CFイメージソング - 来生たかおが企画アルバム『Visitor』でカヴァー - 7DS-0021（EP：キティレコード） |
| トライアル                  | 青春レース                       | ？              | ？ | 来生えつこ                    | ？                                              | ？ |
| 中江有里                    | 理由を聞かせて                   | 1992.05.21      | メモワール | 青木せい子                    | 萩田光雄                                        | - BVCR-78（CD：BMG ビクター） |
| 中村雅俊                    | 甘い言葉で…                      | 1983.03.21      | BORN NEW | 来生えつこ                    | 大谷和夫                                        | - 来生たかおが企画アルバム『Visitor』でカヴァー - AF-7191（LP：日本コロムビア）／CAR-1202-A（CT：日本コロムビア） |
| 中村雅俊                    | 月明りにつつまれて               | 1983.03.21      | BORN NEW | 来生えつこ                    | 大谷和夫                                        | - AF-7191（LP：日本コロムビア）／CAR-1202-A（CT：日本コロムビア） |
| 中村雅俊                    | 雨にセンチメンタル               | 1984.07.21      | MONDAY MORNING BLUES                                                                                          | 来生えつこ                    | 新川博                                          | - AF-7297（LP：日本コロムビア）／CAR-1303（CT：日本コロムビア） |
| 中村雅俊                    | 愛のさなかで                     | 1985.09.01      | Ouvas-tu？ | 芹沢類                        | 萩田光雄                                        | - AF-7354（LP：日本コロムビア）／CAR-1363（CT：日本コロムビア） |
| 中村雅俊                    | 幸福                             | 1985.09.01      | Ouvas-tu？ | 山川啓介                      | 萩田光雄                                        | - AF-7354（LP：日本コロムビア）／CAR-1363（CT：日本コロムビア） |
| 中森明菜                    | スローモーション                 | 1982.05.01      | スローモーション【S】                                                                                         | 来生えつこ                    | 船山基紀                                        | - デビュー曲／オリコン：最高30位 - アルバム『true album akina 95 best』（1995.12.06／MVCD-36001/3〈3枚組CD：MCAビクター〉）（編曲：藤原いくろう）、『Akina Nakamori〜歌姫ダブル・ディケイド』（2002.12.04／UMCK-1139（CD：ユニバーサルミュージック）（編曲：武部聡志）でセルフカヴァー - アルバム『AKINA EAST LIVE INDEX-XXIII』（1989.11.17／42L4-126-7〈CT：ワーナー・パイオニア〉・45L2-126-7〈CD：ワーナー・パイオニア〉・54L2-5106-7〈GOLD CD：ワーナー・パイオニア／完全限定盤〉）にライヴヴァージョン（編曲：藤野浩一）を収録（『AKINA INDEX-XXIII The 8th Anniversary』1989.04.29-30／東京都・よみうりランドEASTより） - 来生たかおが企画アルバム『Visitor』でカヴァー - 来生えつこ著『エピソード』（角川書店／1988）に同名小説を収録 - L-1600（見本盤EP：ワーナー・パイオニア）／L-1660（EP：ワーナー・パイオニア） |
| 中森明菜                    | あなたのポートレート             | 1982.07.01      | プロローグ〈序幕〉                                                                                            | 来生えつこ                    | 萩田光雄                                        | - 来生たかおがライヴでカヴァー（未ソフト化） - L-12531（LP：ワーナー・パイオニア）／LKF-8042（CT：ワーナー・パイオニア） |
| 中森明菜                    | 咲きほこる花に…                  | 1982.10.27      | バリエーション〈変奏曲〉                                                                                      | 来生えつこ                    | 若草恵                                          | - L-12550（LP：ワーナー・パイオニア）／LKF-8050（CT：ワーナー・パイオニア） |
| 中森明菜                    | セカンド・ラブ                   | 1982.11.10      | セカンド・ラブ【S】                                                                                           | 来生えつこ                    | 萩田光雄                                        | - オリコン：最高1位／第16回（上半期）全日本有線放送大賞 優秀スター賞受賞曲 - アルバム『true album akina 95 best』（1995.12.06／MVCD-36001/3（3枚組CD：MCAビクター）（編曲：岩崎文紀）、来生たかおのオリジナルアルバム『Dear my company』（2000.11.10／CD：キティMME）（編曲：萩田光男／Duet with 来生たかお）、『Akina Nakamori〜歌姫ダブル・ディケイド』（2002.12.04／UMCK-1139（CD：ユニバーサルミュージック）（編曲：武部聡志）でセルフカヴァー - アルバム『AKINA EAST LIVE INDEX-XXIII』（1989.11.17／42L4-126-7〈CT：ワーナーパイオニア〉・45L2-126-7〈CD：ワーナーパイオニア〉・54L2-5106-7〈GOLD CD：ワーナーパイオニア／完全限定盤〉）にライヴヴァージョン（編曲：藤野浩一）を収録（『AKINA INDEX-XXIII The 8th Anniversary』1989.04.29-30／東京都・よみうりランドEASTより） - アルバム『Regeneration II 中森明菜RE-MIXII』（1998.09.25／WPC6-8497〈CD：ダブリューイーエー・ジャパン〉）に他作家作品とのメドレーの1曲目としてリミックスヴァージョン（編曲：萩田光雄）を収録 - 来生たかおが企画アルバム『Visitor』でカヴァー - L-1620（EP：ワーナー・パイオニア） |
| 中森明菜                    | トワイライト -夕暮れ便り-        | 1983.06.01      | トワイライト -夕暮れ便り-【S】                                                                                | 来生えつこ                    | 萩田光雄                                        | - オリコン：最高2位／第16回（上期）日本有線大賞 最多リクエスト歌手賞・有線音楽賞／第9回日本テレビ音楽祭 金の鳩賞受賞曲 - アルバム『AKINA EAST LIVE INDEX-XXIII』（1989.11.17／42L4-126-7〈CT：ワーナーパイオニア〉・45L2-126-7〈CD：ワーナーパイオニア〉・54L2-5106-7〈GOLD CD：ワーナーパイオニア／完全限定盤〉）にライヴヴァージョン（編曲：藤野浩一）を収録（『AKINA INDEX-XXIII The 8th Anniversary』1989.04.29-30／東京都・よみうりランドEASTより） - アルバム『Regeneration II 中森明菜RE-MIXII』（1998.09.25／WPC6-8497〈CD：ダブリューイーエー・ジャパン〉）に他作家作品とのメドレーの1曲目としてリミックスヴァージョン（編曲：萩田光雄）を収録 - 来生たかおが企画アルバム『Visitor』でカヴァー - 来生えつこ著『エピソード』（角川書店／1988）に同名小説を収録 - L-1661（EP：ワーナー・パイオニア） |
| 中森明菜                    | さよならね                       | 1983.08.10      | NEW AKINA エトランゼ                                                                                          | 来生えつこ                    | 萩田光雄                                        | - L-12580（LP：ワーナー・パイオニア）／LKF-8080（CT：ワーナー・パイオニア） |
| 中森明菜                    | ストライプ                       | 1983.08.10      | NEW AKINA エトランゼ                                                                                          | 来生えつこ                    | 萩田光雄                                        | - L-12580（LP：ワーナー・パイオニア）／LKF-8080（CT：ワーナー・パイオニア） |
| 中森明菜                    | 夏はざま                         | 1984.05.01      | ANNIVERSARY                                                                                                   | 来生えつこ                    | 瀬尾一三                                        | - L-12591（LP：ワーナー・パイオニア）／LKF-8091（CT：ワーナー・パイオニア） |
| 中森明菜                    | まぶしい二人で                   | 1984.05.01      | ANNIVERSARY                                                                                                   | 来生えつこ                    | 若草恵                                          | - 来生たかおが企画アルバム『LABYRINTH II』でカヴァー - L-12591（LP：ワーナー・パイオニア）／LKF-8091（CT：ワーナー・パイオニア） |
| 中森明菜                    | 白い迷い（ラビリンス）           | 1984.10.10      | POSSIBILITY                                                                                                   | 来生えつこ                    | 萩田光雄                                        | - 来生たかおがオリジナルシングル（タイトル表記：白いラビリンス（迷い））としてカヴァー - L-12592（LP：ワーナー・パイオニア）／LKF-8092（CT：ワーナー・パイオニア） |
| 中森明菜                    | 地平線（ホライゾン）             | 1984.10.10      | POSSIBILITY                                                                                                   | 来生えつこ                    | 萩田光雄                                        | - L-12592（LP：ワーナー・パイオニア）／LKF-8092（CT：ワーナー・パイオニア） |
| 中山美穂                    | ひと夏のアクトレス               | 1986.07.01      | SUMMER BREEZE                                                                                                 | 芹沢類                        | 入江純                                          | - K28A-760（LP：キングレコード）／？（CT：キングレコード） |
| 中山美穂                    | わがまま                         | 1986.07.01      | SUMMER BREEZE                                                                                                 | 細田博子                      | 入江純                                          | - K28A-760（LP：キングレコード）／？（CT：キングレコード） |
| 渚よう子                    | 潮騒                             | 2007.08.22      | novella d'amore                                                                                               | Le3・Bonsoir.Y                | 松本俊行                                        | - TECG-30009（CD：テイチクエンタテインメント〈タクミノート〉） |
| 新島弥生                    | 燕になって飛んでっちゃうよ       | 1992.06.19      | sucré | 松井五郎                      | 佐藤準                                          | - PCCA-00373（CD：ポニーキャニオン） |
| 新島弥生                    | ひとりぼっちの告白               | 1992.06.19      | sucré | 松井五郎                      | 佐藤準                                          | - PCCA-00373（CD：ポニーキャニオン） |
| 新島弥生                    | 星は泣かない                     | 1992.01.08      | 星は泣かない【S】                                                                                             | 松井五郎                      | 佐藤準                                          | - デビュー曲 - PCDA-00266（8cmCD：ポニーキャニオン／オリジナルカラオケ「星は泣かない（オリジナル・カラオケ）」を収録） |
| 西田ひかる                  | 陽ざしに抱かれて                 | 1992.08.05      | 19 Dreams | 来生えつこ                    | 澤近泰輔                                        | - PCCA-00386（CD：ポニーキャニオン） |
| 西田ひかる                  | 予感は薔薇色に                   | 1992.08.05      | 19 Dreams | 来生えつこ                    | 澤近泰輔                                        | - PCCA-00386（CD：ポニーキャニオン） |
| 西松一博                    | さすらいCity                     | 1981.05.21      | Good Times | 来生えつこ                    | 井上鑑                                          | - VIH-28042（LP：ビクター音楽産業）／VCF-10046（CT：ビクター音楽産業） |
| 西松一博                    | 誤算（ミステイク）               | 1981.05.21      | Good Times | 阿木燿子                      | 井上鑑                                          | - VIH-28042（LP：ビクター音楽産業）／VCF-10046（CT：ビクター音楽産業） |
| 西村知美                    | 翼にのって                       | 1986.03.20      | 夢色のメッセージ【S】                                                                                         | 来生えつこ                    | 鷺巣詩朗                                        | - WTP-17832（EP：東芝EMI〈イーストワールド〉） |
| 西村知美                    | 夢色のメッセージ                 | 1986.03.20      | 夢色のメッセージ【S】                                                                                         | 来生えつこ                    | 武部聡志                                        | - デビュー曲／オリコン：最高2位 - 東宝映画『ドン松五郎の生活』主題歌（1986／主演：西村知美） - アルバム『Vingt ans 20才の私』（1991.03.20／TOCT-6049〈CD:東芝EMI〈イーストワールド〉〉）に「知美メモリアル・メドレー」の1曲目として収録 - WTP-17832（EP：東芝EMI〈イーストワールド〉） |
| 西村知美                    | ドラマ                           | 1986.06.23      | 見えてますか、夢【S】                                                                                         | 来生えつこ                    | 武部聡志                                        | - WTP-17870（EP：東芝EMI〈イーストワールド〉）／ZP10-1（CT：東芝EMI〈イーストワールド〉／オリジナルカラオケを収録） |
| 西村知美                    | 見えてますか、夢                 | 1986.06.23      | 見えてますか、夢【S】                                                                                         | 来生えつこ                    | 武部聡志                                        | - アルバム『Vingt ans 20才の私』（1991.03.20／TOTT-6049（CT:東芝EMI〈イーストワールド〉）／TOCT-6049〈CD:東芝EMI〈イーストワールド〉〉）に「知美メモリアル・メドレー」の2曲目として収録 - WTP-17870（EP：東芝EMI〈イーストワールド〉）／ZP10-1（CT：東芝EMI〈イーストワールド〉／オリジナルカラオケを収録） |
| 西村知美                    | FUSHIGI信じて                    | 1986.07.16      | 夢色の瞬間 | 来生えつこ                    | 椎名和夫                                        | - WTP-90414（LP：東芝EMI〈イーストワールド〉）／ZH28-1701（CT：東芝EMI〈イーストワールド〉）／CA32-1266（CD：東芝EMI〈イーストワールド〉） |
| 西村知美                    | 星の花束                         | 1986.07.16      | 夢色の瞬間 | 来生えつこ                    | 新川博                                          | - WTP-90414（LP：東芝EMI〈イーストワールド〉）／ZH28-1701（CT：東芝EMI〈イーストワールド〉）／CA32-1266（CD：東芝EMI〈イーストワールド〉） |
| 西村知美                    | 夏をまたせて                     | 1987.06.10      | 初めまして 愛【S】                                                                                            | 来生えつこ                    | 武部聡志                                        | - WTP-17968（EP：東芝EMI〈イーストワールド〉）／ZP10-25（CT：東芝EMI〈イーストワールド〉／オリジナルカラオケを収録） |
| 西村知美                    | 君へのダイヤリー                 | 1987.08.26      | ポケットに愛                                                                                                  | 来生えつこ                    | 武部聡志                                        | - WTP-90488（LP：東芝EMI〈イーストワールド〉）／ZH28-1890（CT：東芝EMI〈イーストワールド〉）／CA32-1540（CD：東芝EMI〈イーストワールド〉） |
| 西村知美                    | メモリアル                       | 1987.08.26      | ポケットに愛                                                                                                  | 来生えつこ                    | 武部聡志                                        | - WTP-90488（LP：東芝EMI〈イーストワールド〉）／ZH28-1890（CT：東芝EMI〈イーストワールド〉）／CA32-1540（CD：東芝EMI〈イーストワールド〉） |
| 西邑理香                    | 恋にさらわれて                   | 1992.09.21      | 恋にさらわれて【S】 NO BRAND                                                                                  | 来生えつこ                    | 新川博                                          | - 姫乃樹リカの改名 - NADL-1043（8cmCD：NECアベニュー） - NACL-1073（CD：NECアベニュー） |
| 野口五郎                    | ひまわり                         | 1991.05.10      | 名画座 | 古賀勝哉                      | 猪股義周                                        | - 菅原やすのり「素敵な他人」と別詞・同曲 - TATX-2348（CD：ニュートーラス）／TACX-2348（CD：ニュートーラス） |
| 野口五郎                    | 昼下がりの情事                   | 1991.05.10      | 名画座 | 古賀勝哉                      | 猪股義周                                        | - TATX-2348（CD：ニュートーラス）／TACX-2348（CD：ニュートーラス） |
| Hi-Fi SET                   | 心のゆくえ                       | 1992.04.22      | Tender Loving Care                                                                                            | 来生えつこ                    | 京田誠一                                        | - 来生たかおがライヴでカヴァー（企画アルバム『Try to Remember』収録） - Hi-Fi SET：山本潤子、山本俊彦、大川茂 - SRCL-2392（CD：ソニー） |
| 橋本美加子                  | 個人生活（プライバシー）         | 1985.09.25      | 個人生活（プライバシー）【S】                                                                                 | 阿木燿子                      | 若草恵                                          | - L-1718（EP：ワーナーパイオニア） |
| 橋幸夫                      | さそい雨                         | 1981.10.21      | さそい雨【S】                                                                                                 | 古賀勝哉                      | 松井忠重                                        | - SV-7174（EP：ビクター音楽産業） |
| 橋幸夫                      | はなむけ                         | 1981.11.21      | さ・そ・い・雨                                                                                                | 古賀勝哉                      | 松井忠重                                        | - SJX-30126（LP：ビクター音楽産業）／VCH-10128（CT：ビクター音楽産業） |
| 畠田理恵                    | いっそあなたに                   | 1987.05.01      | PREMIER | 来生えつこ                    | 萩田光雄                                        | - L-12610（LP：ワーナーパイオニア）／？（CT：ワーナーパイオニア）／32XL-210（CD：ワーナーパイオニア） |
| 畠田理恵                    | 季節にブレイク                   | 1987.05.01      | PREMIER | 来生えつこ                    | 萩田光雄                                        | - L-12610（LP：ワーナーパイオニア）／？（CT：ワーナーパイオニア）／32XL-210（CD：ワーナーパイオニア） |
| 早川英梨                    | 罪な雨 〜so sad rain             | 1981.08.25      | CITY | 来生えつこ                    | 後藤次利                                        | - 来生たかおが企画アルバム『LABYRINTH II』でカヴァー（タイトル表記：罪な雨） - CI-4（LP：テイチク〈コンチネンタル〉）／？（CT：テイチク〈コンチネンタル〉） |
| 早川英梨                    | 酔わせて！ダンディ               | 1981.08.25      | CITY | 来生えつこ                    | 後藤次利                                        | - CI-4（LP：テイチク〈コンチネンタル〉）／？（CT：テイチク〈コンチネンタル〉） |
| 原田知世                    | 悲しいくらいほんとの話           | 1982.07.05      | 悲しいくらいほんとの話【S】                                                                                   | 来生えつこ                    | 星勝                                            | - オリコン：最高41位 - フジテレビ系ドラマ『セーラー服と機関銃』エンディングテーマ（1982.07.05 - 09.20／主演：原田知世／放送使用版は一部別詞） - 7A-0203（EP：キャニオンレコード） |
| 原田知世                    | ときめきのアクシデント           | 1982.10.21      | ときめきのアクシデント【S】                                                                                   | 来生えつこ                    | 星勝                                            | - フジテレビ系ドラマ『ねらわれた学園』エンディングテーマ（1982.10.11 - 12.27／主演：原田知世） - 7A-0226（EP：キャニオンレコード） |
| 原田知世                    | 星のデジャ・ヴ                   | 1985.07.17      | 早春物語【S】                                                                                                 | 康珍化                        | 大村雅朗                                        | - 07SH2003（EP：CBSソニー） |
| 光GENJI                     | I Love You は雲にのせて          | 1990.07.25      | Cool Summer                                                                                                   | 真名杏樹                      | 新川博、 椎名和夫（コーラスアレンジ）           | - 光GENJI：内海光司、大沢樹生、諸星和己、佐藤寛之、山本淳一、赤坂晃、佐藤敦啓 - PCTA-00055（CT：ポニーキャニオン）／PCCA-00092（CD：ポニーキャニオン） |
| 光GENJI                     | OVER THE DREAMS                  | 1991.10.02      | VICTORY | 津田りえこ                    | 馬飼野康二                                      | - 他作家作品を組み合わせたメドレーの中の一曲（佐藤寛之のソロヴォーカル） - PCTA-00104（CT：ポニーキャニオン）／PCCA-00310（CD：ポニーキャニオン） |
| ビジーフォー                | 春の予感                         | 1981.04.11      | じゃりン子チエ【S】                                                                                           | 来生えつこ                    | 星勝                                            | - 東宝映画『じゃりン子チエ』エンディングテーマ（1981） - ビジーフォー：島田与作、高田裕三、スリム冬樹、ウガンダ・トラ - 07SH-960（EP：CBSソニー） |
| 姫乃樹リカ                  | た・め・い・きニュアンス         | 1988.08.21      | Fairy Tale | 森田由美                      | 見岳章                                          | - 28MS0174 （LP：キティレコード）／H32K-20121（CD：キティレコード） |
| 平井菜水                    | めざめ                           | 1990.04.21      | めざめ【S】                                                                                                   | 西田佐知子                    | 武部聡志                                        | - オリコン：最高78位 - 日本テレビ系『知ってるつもり?!』初代エンディングテーマ（1990.03.04 - 1991.09.15／出演：関口宏） - 来生たかおが企画アルバム『LABYRINTH II』でカヴァー - VPDB-20370（8cmCD：バップ） |
| 平井菜水                    | ゆれる午後                       | 1990.04.21      | めざめ【S】                                                                                                   | 西田佐知子                    | 武部聡志                                        | - VPDB-20370（8cmCD：バップ） |
| 平井菜水                    | 輝きたいから                     | 1991.09.21      | 輝きたいから【S】                                                                                             | 西田佐知子                    | 船山基紀                                        | - 日本テレビ系『知ってるつもり?!』3代目エンディングテーマ（1991.09.22 - 1992.11.01／出演：関口宏） - VPSB-40424（CT：バップ）／VPDB-20424（8cmCD：バップ） |
| 平井菜水                    | 満ちてくる時のむこうに           | 1991.09.21      | 輝きたいから【S】                                                                                             | 来生えつこ                    | 船山基紀                                        | - 日本テレビ系アニメ『満ちてくる時のむこうに』エンディングテーマ（1991.06.16） - VPSB-40424（CT：バップ）／VPDB-20424（8cmCD：バップ） |
| 平井菜水                    | あたたかい雨                     | 1991.10.21      | 夢のシルエット                                                                                                | 来生えつこ                    | 瀬尾一三                                        | - VPCB-80433（CD：バップ） |
| 平井菜水                    | 海に語りかけて                   | 1991.10.21      | 夢のシルエット                                                                                                | 来生えつこ                    | 瀬尾一三                                        | - VPCB-80433（CD：バップ） |
| 平井菜水                    | けんかの後で                     | 1991.10.21      | 夢のシルエット                                                                                                | 西田佐知子                    | 鷺巣詩郎                                        | - VPCB-80433（CD：バップ） |
| 平井菜水                    | 春まだ浅く                       | 1991.10.21      | 夢のシルエット                                                                                                | 来生えつこ                    | 鷺巣詩郎                                        | - VPCB-80433（CD：バップ） |
| 平井菜水                    | まだ夢だけの                     | 1991.10.21      | 夢のシルエット                                                                                                | 来生えつこ                    | 船山基紀                                        | - VPCB-80433（CD：バップ） |
| 平井菜水                    | あなたをわかりたい               | 1993.03.01      | てのひらの短編集                                                                                              | 鮎川めぐみ                    | 倉田信雄                                        | - VPCD-80482（CD：バップ） |
| 平井菜水                    | たゆまない夜に                   | 1993.03.01      | てのひらの短編集                                                                                              | 来生えつこ                    | 倉田信雄                                        | - VPCD-80482（CD：バップ） |
| 平井菜水                    | 戻る心                           | 1993.03.01      | てのひらの短編集                                                                                              | 来生えつこ                    | 萩田光男                                        | - VPCD-80482（CD：バップ） |
| 平井菜水                    | 嵐の中から呼ぶ声に               | 1994.06.01      | キャベンディッシの丘と雲                                                                                      | 芹沢類                        | 萩田光男                                        | - VPCB-81052（CD：バップ） |
| 広田玲央名                  | 気がいきそうな空                 | 1983.03.21      | だいじょうぶマイ・フレンド【S】                                                                               | 来生えつこ                    | 清水信之                                        | - 東宝映画『だいじょうぶマイ・フレンド』挿入歌 - WTP-17465（EP：東芝EMI〈イーストワールド〉） |
| 広田玲央名                  | はたち個性派                     | 1984.06.21      | はたち個性派【S】                                                                                             | 来生えつこ                    | 椎名和夫                                        | - WTP-17625（EP：東芝EMI〈イーストワールド〉） |
| 藤代美奈子                  | 熱い風のさよなら                 | 1986.07.02      | 熱い風のさよなら【S】                                                                                         | 来生えつこ                    | 小林信吾                                        | - OVA『那由他』主題歌（1986） - LA07-5001（EP：FUTURELAND） |
| 藤代美奈子                  | まばゆい序章                     | 1986.07.02      | 熱い風のさよなら【S】                                                                                         | 来生えつこ                    | 小林信吾                                        | - OVA『那由他』主題歌（1986） - LA07-5001（EP：FUTURELAND） |
| 藤谷美紀                    | 夏色のフォーカス                 | 1988.08.25      | Foundation through the year                                                                                   | 来生えつこ                    | 瀬尾一三                                        | - 28L1-0001（LP：ワーナー・パイオニア）／28L4-0001（CT：ワーナー・パイオニア）／32L2-0001（CD：ワーナー・パイオニア） |
| 布施明                      | 永遠…                            | 1989.08.21      | Mosaic | 来生えつこ                    | 川村栄二                                        | - シングル「テーブル物語」（1989.11.08／VDRS-10013〈8cmCD：ビクター音楽産業／オリジナルカラオケ「永遠…（オリジナル・カラオケ）」を収録〉）にも収録 - VCH-10477（CT：ビクター音楽産業）／VDR-1627（CD：ビクター音楽産業） |
| 布施明                      | テーブル物語                     | 1989.08.21      | Mosaic | 来生えつこ                    | 川村栄二                                        | - リアレンジされてシングルカット（1989.11.08／VDRS-10013〈8cmCD：ビクター音楽産業／オリジナルカラオケ「テーブル物語（オリジナル・カラオケ）」を収録〉／編曲：川村栄二／TBS系ドラマ『突然他人のように』主題歌〈1989.10.09 - 12.27／主演：布施明〉） - VCH-10477（CT：ビクター音楽産業）／VDR-1627（CD：ビクター音楽産業） |
| フライング・キティ・バンド  | 愛の足跡                         | 1977.09.10      | 5・4・3・2・1・0                                                                                              | 小椋佳                        | 星勝                                            | - 来生たかおがライヴ（『小椋佳トリビュートコンサート〜夢歌詩、あるところに〜』2008.05.31 - 06.01／東京都・東京国際フォーラム）でカヴァー（未ソフト化） - フライング・キティ・バンド：小椋佳、星勝、安田裕美 - MKF-1018（LP：キティレコード） |
| フライング・キティ・バンド  | 僕は宇宙飛行士PartI              | 1977.09.10      | 5・4・3・2・1・0                                                                                              | 小椋佳                        | 星勝                                            | - MKF-1018（LP：キティレコード） |
| フライング・キティ・バンド  | 僕は宇宙飛行士PartII             | 1977.09.10      | 5・4・3・2・1・0                                                                                              | 小椋佳                        | 星勝                                            | - 「僕は宇宙飛行士PartI」と一部別詞・同曲 - MKF-1018（LP：キティレコード） |
| フライング・キティ・バンド  | 幼年期からの脱出                 | 1977.09.10      | 5・4・3・2・1・0                                                                                              | 小椋佳                        | 星勝                                            | - MKF-1018（LP：キティレコード） |
| プロジェクトC               | Concerto                         | 1989.06.01      | サイレントメビウス MUSIC ALBUM CAUTION                                                                        | 該当者なし                    | 大森俊之                                        | - インストゥルメンタル - 山形由美「夏の夜の夢」と同曲 - 00CS-0204（CT：キティレコード）／HOOK-20139（CD：キティレコード） |
| ペギー葉山                  | 恋歌                             | 1979.11.05      | 恋歌 万葉の心を求めて                                                                                         | 山口洋子                      | 小六禮次郎                                      | - 第22回日本レコード大賞企画賞受賞アルバムに収録 - SKS-85（LP：キングレコード） |
| ペギー葉山                  | つばめ                           | 1979.11.05      | 恋歌 万葉の心を求めて                                                                                         | 山口洋子                      | 小六禮次郎                                      | - 第22回日本レコード大賞企画賞受賞アルバムに収録 - SKS-85（LP：キングレコード） |
| 堀江美都子                  | キミの風                         | 1990.02.01      | グローイング・アップ【S】                                                                                     | 来生えつこ                    | 信田かずお                                      | - フジテレビ系アニメ『私のあしながおじさん』エンディングテーマ（1990.01.14 - 12.23） - CC-8399（8cmCD：コロンビア） |
| 堀江美都子                  | グローイング・アップ             | 1990.02.01      | グローイング・アップ【S】                                                                                     | 来生えつこ                    | 信田かずお                                      | - フジテレビ系アニメ『私のあしながおじさん』主題歌（1990.01.14 - 12.23） - アルバム『コロムビアアニメ大行進'90ライブ』（1990.12.01／COCC-7030〈CD:日本コロムビア〉）にライヴヴァージョン（編曲：武市昌久）を収録（『アニメ・特撮ソングコンサート』1990.09.23／東京都・東京郵便貯金会館」より） - アルバム『40th Anniversary ミッチの独言倶楽部2009』（2009.12.29／COZX-413/4〈コロムビアミュージックエンタテインメント〉）でセルフカヴァー（編曲:青木望） - CC-8399（8cmCD：コロンビア） |
| 増田けい子                  | Good-bye Again                   | 1982.11.10      | 恋するお友達                                                                                                  | 来生えつこ                    | 馬飼野康二                                      | - L-12540（LP：ワーナーパイオニア）／？（CT：ワーナーパイオニア） |
| 町田義人                    | 美しい女…エメラルダス            | 1979.05.10      | 美しい女…エメラルダス【S】                                                                                    | 山川啓介                      | 乾裕樹                                          | - 文化放送『セイ!ヤング スペースファンタジーエメラルダスII』メインテーマ - アルバム『YOU & ME』（1979.10.01／YX-5018-AX〈CD：日本コロムビア〉）に別アレンジヴァージョン（編曲：椎名和夫／タイトル表記：美しい女（エメラルダスIIより））を収録 - 来生たかおがオリジナルシングル「夢の途中」でカヴァー（タイトル表記：美しい女） - CK-535（EP：日本コロムビア） |
| 町田義人                    | 男たちのバラード                 | 1979.05.10      | 美しい女…エメラルダス【S】                                                                                    | 山川啓介                      | 乾裕樹                                          | - 文化放送『セイ!ヤング スペースファンタジーエメラルダスII』挿入歌 - CK-535（EP：日本コロムビア） |
| 松たか子                    | another birthday                 | 2001.03.14      | コイシイヒト【S】                                                                                             | 松たか子                      | 星勝                                            | - アルバム『concert tour vol.1 「a piece of life」』（2002.02.21／UPCH-1140〈2枚組CD：ポリドール〉）にライヴヴァージョン（編曲：佐橋佳之）を収録（『concert tour vol.1 「a piece of life 2001」』2001.11.15／神奈川県・神奈川県民ホールより） - UPCH-5031（12cmCD：ポリドール／オリジナルカラオケ「another birthday（instrumental）」を収録） |
| 松たか子                    | 夏の落書き                       | 2002.06.26      | Clover【S】                                                                                                   | 松本隆                        | 星勝                                            | - 来生たかおがライヴでカヴァー（未ソフト化） - UPCH-5095（12cmCD：ユニバーサル） |
| 松田聖子                    | SUNSET BEACH                     | 1982.05.21      | Pineapple | 松本隆                        | 大村雅朗                                        | - 来生たかおがライヴ（松田聖子『'83 Spring Concert』〈東京公演／FMラジオで放送〉）でカヴァー（未ソフト化） - 28AH-1432（LP：CBSソニー）／28KH-1160（CT：CBSソニー） |
| 松田聖子                    | ひまわりの丘                     | 1982.05.21      | Pineapple | 松本隆                        | 船山基紀                                        | - 28AH-1432（LP：CBSソニー）／28KH-1160（CT：CBSソニー） |
| 松田聖子                    | P・R・E・S・E・N・T              | 1982.05.21      | Pineapple | 松本隆                        | 大村雅朗                                        | - 28AH-1432（LP：CBSソニー）／28KH-1160（CT：CBSソニー） |
| 松田聖子                    | マイアミ午前5時                  | 1983.06.01      | ユートピア | 松本隆                        | 大村雅朗                                        | - 28AH-1528（LP：CBSソニー）／28KH-1310（CT：CBSソニー） |
| 松田聖子                    | ウィング                         | 1983.12.10      | Canary | 松本隆                        | 大村雅朗                                        | - 28AH-1666（LP：CBSソニー）／28KH-1425（CT：CBSソニー） |
| 松田聖子                    | シルバリー・ムーンライト         | 1983.12.10      | Canary | 松本隆                        | 大村雅朗                                        | - 28AH-1666（LP：CBSソニー）／28KH-1425（CT：CBSソニー） |
| 松田聖子                    | パーティーズ・クィーン           | 1983.12.10      | Canary | 松本隆                        | 大村雅朗                                        | - 28AH-1666（LP：CBSソニー）／28KH-1425（CT：CBSソニー） |
| 松田聖子                    | 白い夜                           | 1986.06.01      | SUPREME | 松本隆                        | 武部聡志                                        | - 28AH-2030（LP：CBSソニー）／28KH-1850（CT：CBSソニー）／32DH-440（CD：CBSソニー） |
| 松原みき                    | 会えない夜には                   | 1982.12.05      | 彩 | 来生えつこ                    | 後藤次利                                        | - C28A-0256（LP：キャニオンレコード）／28P-6205（CT：ポニー） |
| 松本典子                    | 硝子のアジアンタム               | 1985.12.08      | Bellflower | 松井五郎                      | 大村雅朗                                        | - 20AH-1968（LP：CBSソニー／限定ピクチャーディスク） |
| 松本典子                    | 想いの破片（かけら）             | 1988.10.23      | 雨と水曜日【S】                                                                                               | 来生えつこ                    | 星勝                                            | - 来生たかおがオリジナルアルバム『With Time』でカヴァー - 07SH-1790（EP：CBSソニー）／10EH-3130（8cmCD：CBSソニー） |
| 間宮貴子                    | ONE MORE NIGHT                   | 1982.11.25      | LOVE TRIP【S】 LOVE TRIP                                                                                      | 来生えつこ                    | 椎名和夫、塩村宰                                | - 7DS0023（EP：キティレコード） - 28MS-0018（LP：キティレコード） |
| マルシア                    | 今は思い出せる                   | 1996.06.21      | Days | 秋元康                        | 坂本昌之                                        | - COCA-13467（CD：日本コロムビア） |
| 三浦友和                    | ほほえみの扉                     | 1978.11.01      | ほほえみの扉【S】                                                                                             | 来生えつこ                    | 松任谷正隆                                      | - オリコン：最高11位 - 日本テレビ系ドラマ月曜スター劇場『あすなろの詩』テーマソング（1978 - 1979／主演：池内淳子 他） - 来生たかおがベストアルバム『BIOGRAPHY』、オリジナルシングル「Day by day」でカヴァー（後者は弾き語り） - 06SH-411（EP：CBSソニー） |
| 三浦友和                    | 青い焦燥                         | 1979.04.01      | 素描 デッサン                                                                                                 | 来生えつこ                    | 松下誠                                          | - 25AH675（LP：CBSソニー） |
| 三浦友和                    | イリュージョン                   | 1979.04.01      | 素描 デッサン                                                                                                 | 来生えつこ                    | 松任谷正隆                                      | - 25AH675（LP：CBSソニー） |
| 三浦友和                    | 囁きゲーム                       | 1979.04.01      | 素描 デッサン                                                                                                 | 来生えつこ                    | 松任谷正隆                                      | - 25AH675（LP：CBSソニー） |
| 三浦友和                    | それだけの？                     | 1979.04.01      | 素描 デッサン                                                                                                 | 三浦友和                      | 戸塚修                                          | - 25AH675（LP：CBSソニー） |
| 三浦友和                    | 七夕 in TOKYO                    | 1979.04.01      | 素描 デッサン                                                                                                 | 三浦友和                      | 戸塚修                                          | - 25AH675（LP：CBSソニー） |
| 三浦友和                    | 薄暮                             | 1979.04.01      | 素描 デッサン                                                                                                 | 来生えつこ                    | 松任谷正隆                                      | - 来生たかおがオリジナルアルバム『Natural Menu』でカヴァー（タイトル表記：薄暮-たそがれのアンサンブル-） - 25AH675（LP：CBSソニー） |
| 三浦友和                    | 人の気持ちも知らないで           | 1979.04.01      | 素描 デッサン                                                                                                 | 三浦友和                      | 松井忠重                                        | - 25AH675（LP：CBSソニー） |
| 三浦友和                    | マイ・ウェイを口ずさみながら     | 1979.04.01      | 素描 デッサン                                                                                                 | 三浦友和                      | 松井忠重                                        | - 25AH675（LP：CBSソニー） |
| 三浦友和                    | 渚めぐり                         | 1979.04.01      | 素描 デッサン                                                                                                 | 来生えつこ                    | 松任谷正隆                                      | - 25AH675（LP：CBSソニー） |
| 三浦友和                    | 初夏の枯葉                       | 1980.06.21      | 喜・怒・愛 | 三浦友和                      | 松下誠                                          | - E1375（LP：CBSソニー） |
| 三浦友和                    | 七色のタヌキ                     | 1980.06.21      | 喜・怒・愛 | 三浦友和                      | 松下誠                                          | - E1375（LP：CBSソニー） |
| 水越惠子                    | 第二章                           | 1992.03.25      | 第二章【S】                                                                                                   | 来生えつこ                    | 山川恵津子                                      | - TADX-7344（8cmCD：ニュートーラス） |
| 水谷豊                      | バスの窓から                     | 1983.11.21      | ラッキー | 来生えつこ                    | 瀬尾一三                                        | - 28K-61（LP：フォーライフ・レコード）／28C-45（CT：フォーライフ・レコード） |
| 美空ひばり                  | まなざしの彼方                   | 1983.05.21      | 笑ってよムーンライト【S】                                                                                     | 来生えつこ                    | 坂本龍一                                        | - 来生たかおがライヴでカヴァー（企画アルバム『Try to Remember』収録） - AH-332（EP：日本コロムビア） |
| 美空ひばり                  | 笑ってよムーンライト             | 1983.05.21      | 笑ってよムーンライト【S】                                                                                     | 来生えつこ                    | 坂本龍一                                        | - 来生たかおがオリジナルアルバム『égalité』でカヴァー - AH-332（EP：日本コロムビア） |
| 美空ひばり                  | あなたでなければ                 | 1984.09.01      | 水仙の詩 美空ひばりポップスを唄う                                                                             | 来生えつこ                    | 坂本龍一                                        | - アルバム『そして歌は人生になった 歌手生活40周年記念リサイタル』（1986.05.29／AX-7439/40（LP：日本コロムビア）・50CA-1006〈2枚組CD：日本コロムビア〉）にライヴヴァージョン（編曲：佐々永治）を収録（『歌手生活40周年記念リサイタル』1986.03.09／東京都・中野サンプラザより） - AF-7306（LP：日本コロムビア） |
| 三田村邦彦                  | さよならはいらない               | 1985.11.21      | SOUND TRACK                                                                                                   | 松井五郎                      | 佐藤準                                          | - AF-7386（LP：日本コロムビア）／？（CT：日本コロムビア） |
| 三田村邦彦                  | プロローグ 枯葉の輪舞曲          | 1988.11.21      | 12の月の輪舞 さよならで鎖環がれた1年と11人の物語                                                              | 来生えつこ                    | 奥慶一                                          | - アルバムタイトル発音：輪舞＝ロンド - ？（CT：日本コロムビア）／33CA-2670（CD：日本コロムビア） |
| 南翔子                      | ためらいのウイスパー             | 1986.11.25      | Sophisticated                                                                                                 | 来生えつこ                    | 水谷公生                                        | - 28MS-0115（LP：キティレコード）／？（CT：キティレコード）／H33K-20059（CD：キティレコード） |
| 南野陽子                    | さよならのめまい                 | 1985.11.21      | さよならのめまい【S】                                                                                         | 来生えつこ                    | 萩田光雄                                        | - オリコン：最高15位 - フジテレビ系ドラマ『スケバン刑事II 少女鉄仮面伝説』初代エンディングテーマ（1985.11.07 - 1986.02.20（第1話 - 第15話）／主演：南野陽子） - シングル「はいからさんが通る/吐息でネット」（2005.07.27／PCCA-02178〈CD：ポニーキャニオン／オリジナルカラオケ「スケバン刑事メドレー（カラオケ〉」を収録〉）でセルフカヴァー（他作家作品を組み合わせた「スケバン刑事メドレー」の中の一曲／編曲：武藤星児） - アルバム『ナンノ・アニバーサリー25th』（2010.11.11／DQCL-1725/6〈CD+DVD：ソニー・ミュージックダイレクト〉）にリアレンジヴァージョン（編曲：萩田光雄）を収録 - 来生たかおがライヴ（『10th ANNIVERSARY“ELEVEN NIGHT THEATER”』1986.06.30 - 07.22／東京都・東京FMホール）でカヴァー（未ソフト化） - 来生えつこ著『エピソード』（角川書店／1988）に同名小説を収録。 - 07SH-1717（EP：CBSソニー） |
| 南野陽子                    | 夜の東側                         | 1987.01.10      | 楽園のDoor【S】                                                                                               | 小倉めぐみ                    | 萩田光雄                                        | - XDSH-93149（見本盤EP：CBSソニー）／07SH-1865（EP：CBSソニー〈1987.02.01〉）／10SH-1864（LPサイズ限定特別企画シングル：CBSソニー／初回限定ジャケット・カラーディスク） |
| 南野陽子                    | 楽園のDoor                       | 1987.01.10      | 楽園のDoor【S】                                                                                               | 小倉めぐみ                    | 萩田光雄                                        | - オリコン：最高1位 - 東映映画『スケバン刑事』テーマソング（1987／主演：南野陽子） - シングル「はいからさんが通る/吐息でネット」（2005.07.27／PCCA-02178〈CD：ポニーキャニオン／オリジナルカラオケ「スケバン刑事メドレー（カラオケ〉」を収録〉）でセルフカヴァー（他作家作品を組み合わせた「スケバン刑事メドレー」の中の一曲／編曲：武藤星児） - 来生たかおがオリジナルアルバム『Étranger』でカヴァー - XDSH93149（見本盤EP：CBSソニー）／07SH-1865（EP：CBSソニー〈1987.02.01〉）／10SH-1864（LPサイズ限定特別企画シングル：CBSソニー／初回限定ジャケット・ファイルケース付き） |
| 簑谷雅彦                    | 戻れない日々                     | 1985.04.21      | 戻れない日々【S】                                                                                             | 来生えつこ                    | 川村栄二                                        | - 07SH-1629（EP：CBSソニー） |
| 桃井かおり                  | 娼婦壱輪                         | 1978.07.05      | TWO | 荒木一郎                      | 戸塚修                                          | - タイトル発音：おんないちりん - S-7053（LP：日本フォノグラム〈フィリップスレコード〉）／25LT-32（CT：日本フォノグラム〈フィリップスレコード〉） |
| 桃井かおり                  | 気になるのに                     | 1978.07.05      | TWO | 来生えつこ                    | ミッキー吉野                                    | - S-7053（LP：日本フォノグラム〈フィリップスレコード〉）／25LT-32（CT：日本フォノグラム〈フィリップスレコード〉） |
| 桃井かおり                  | すぎて行くと…                    | 1979.06.25      | WATASHI | 桃井かおり                    | 井上鑑                                          | - S-7085（LP：日本フォノグラム〈フィリップスレコード〉） |
| 桃井かおり                  | 恋しちゃいそうね                 | 1981.07.05      | FIVE | 来生えつこ                    | 井上鑑                                          | - 28PL-7（LP：日本フォノグラム〈フィリップスレコード〉） |
| 桃井かおり                  | シングル・ナイト                 | 1982.07.21      | ねじれたハートで【S】                                                                                         | 来生えつこ                    | 星勝                                            | - アルバム『SHOW?』収録ヴァージョン（編曲：星勝）：Chorus on 来生たかお - 来生たかおが企画アルバム『Visitor』でカヴァー - 07SH-1191（EP：CBSソニー／Wジャケット） |
| 桃井かおり                  | ねじれたハートで                 | 1982.07.21      | ねじれたハートで【S】                                                                                         | 来生えつこ                    | 星勝                                            | - オリコン：最高13位 - Duet with 来生たかお - 来生たかおが企画アルバム『Visitor』、オリジナルアルバム『Avantage』（Duet with 来生えつこ）でカヴァー - 来生えつこ著『エピソード』（角川書店／1988）に同名小説を収録 - 07SH-1191（EP：CBSソニー／Wジャケット） - 「ねじれたハートで カラオケ」（1982／06EH-73〈LP：CBSソニー〉にオリジナルカラオケ「パートナー・カラオケ（デュエット／桃井かおり（男性用カラオケ）・デュエット／来生たかお（女性用カラオケ））」「オリジナル・カラオケ」（編曲：星勝）を収録 |
| 桃井かおり                  | 逢瀬                             | 1982.11.01      | SHOW? | 来生えつこ                    | 星勝                                            | - Duet with 来生たかお - 来生たかおが企画アルバム『LABYRINTH』でカヴァー - 来生えつこ著『エピソード』（角川書店／1988）に同名小説を収録 - 28AH-1464（LP：CBSソニー）／？（CT：CBSソニー） |
| 桃井かおり                  | エレベーターの女                 | 1982.11.01      | SHOW? | 伊達歩                        | 若草恵                                          | - 28AH-1464（LP：CBSソニー）／？（CT：CBSソニー） |
| 桃井かおり                  | さみしくもなくて                 | 1982.11.01      | SHOW? | 大岡悦子                      | 若草恵                                          | - 28AH-1464（LP：CBSソニー）／？（CT：CBSソニー） |
| 桃井かおり                  | パラドックス・ブルース           | 1982.11.01      | SHOW? | 伊達歩                        | 若草恵                                          | - 28AH-1464（LP：CBSソニー）／？（CT：CBSソニー） |
| 桃井かおり                  | むらさきいろの……                 | 1982.11.01      | SHOW? | 来生えつこ                    | 若草恵                                          | - 28AH-1464（LP：CBSソニー）／？（CT：CBSソニー） |
| 森進一                      | 男と女のメモリー                 | 1984.08.05      | 人を恋うる唄                                                                                                  | 来生えつこ                    | 椎名和夫                                        | - サッポロ生タンク・イメージソング - 来生たかおが企画アルバム『LABYRINTH』でカヴァー（タイトル表記：星のくちびる） - SJX-30231（LP：ビクター音楽産業）／？（CT：ビクター音楽産業） |
| 森田クラブ                  | 初恋                             | 2005.03.02      | 初恋【S】 | 柚木美祐                      | SWEAR                                           | - オリコン：最高148位 - テレビ朝日系『ビートたけしのTVタックル』エンディングテーマ（2005.01 - 03） - 南日本酪農協同「スコール」発売35周年ラジオCM曲（2006） - 森田クラブ：森田彩華、清水由紀、本田有花、渡辺彩乃、宮脇里奈 - PCCA-02202（12cmCD：ポニーキャニオン／オリジナルカラオケ「初恋 instrumental」を収録） |
| 守谷香                      | 終わらない夢                     | 1988.10.01      | 失恋座【S】                                                                                                   | 来生えつこ                    | 信田かずお                                      | - CK-977（EP：日本コロムビア）／CMS-141（CT：日本コロムビア／オリジナルカラオケ「終わらない夢 オリジナル・カラオケ」を収録）／10CA-8077（8cmCD：日本コロムビア） |
| 守谷香                      | 失恋座                           | 1988.10.01      | 失恋座【S】                                                                                                   | 来生えつこ                    | 信田かずお                                      | - CK-977（EP：日本コロムビア）／CMS-141（CT：日本コロムビア／オリジナルカラオケ「失恋座 オリジナル・カラオケ」を収録）／10CA-8077（8cmCD：日本コロムビア） |
| 守谷香                      | 悲しいのはこまるの               | 1989.02.01      | 悲しいのはこまるの【S】                                                                                       | 許瑛子                        | 信田かずお                                      | - アニメ『失恋座II』主題歌 - CK-5004（EP：日本コロムビア）／CMS-165（CT：日本コロムビア／オリジナルカラオケ「悲しいのはこまるの オリジナル・カラオケ」を収録）／10CA-8139（8cmCD：日本コロムビア） |
| 守谷香                      | ロングヘアーと皮ジャン           | 1989.02.01      | 悲しいのはこまるの【S】                                                                                       | 許瑛子                        | 信田かずお                                      | - CK-5004（EP：日本コロムビア）／CMS-165（CT：日本コロムビア／オリジナルカラオケ「ロングヘアーと皮ジャン オリジナル・カラオケ」を収録）／10CA-8139（8cmCD：日本コロムビア） |
| 森村聡美                    | 愛より速く                       | 1985.07.21      | 愛より速く【S】                                                                                               | 来生えつこ                    | 武部聡志                                        | - デビュー曲 - 07SH-1665（EP：CBSソニー） |
| 森村聡美                    | ともだちムード                   | 2009.01.20      | アイドル・ミラクルバイブルシリーズ80〜86Girls 高橋沙羅 ティナ・グレース 天馬ルミ子 川原理加 森村聡美 中林由香 | 来生えつこ                    | 記載なし                                        | - セカンドシングル用未発表曲 - DYCL-93（CD：ソニー・ミュージックダイレクト〈オーダーメイドファクトリー〉） |
| 森恵                        | フェルトのペンケース             | 1989.09.21      | 夢みる時間【S】                                                                                               | 岩室後子                      | 山本健司                                        | - フジテレビ系アニメ『キテレツ大百科』4代目エンディングテーマ（1989.08.22 - 1990.03.25（第61話 - 第81話） - AM-5058（EP：日本コロムビア） |
| 八神純子                    | 時を輝かせて                     | 2000            | 時を輝かせて【S】                                                                                             | 来生えつこ                    | ？                                              | - 「アルソア化粧品」プロモーションソング - WKD-5001（非売品8cmCD：ウェブクウ） |
| 八木さおり                  | センシティブハート               | 1986.10.21      | 瞳で片想い【S】                                                                                               | 来生えつこ                    | 入江純                                          | - NHK-TVファミリードラマ『ジェニーがやって来た』主題歌（1986.09.05 - 12.05／主演：八木さおり） - K07S-10150（EP：キングレコード） |
| 八木さおり                  | 瞳で片想い                       | 1986.10.21      | 瞳で片想い【S】                                                                                               | 来生えつこ                    | 船山基紀                                        | - デビュー曲／オリコン：最高20位 - K07S-10150（EP：キングレコード） |
| 八木さおり                  | 私・発見                         | 1987.03.21      | PURITY | 来生えつこ                    | 入江純                                          | - K28A-800（LP：キングレコード）／K28H-？（CT：キングレコード）／K32X-150（CD：キングレコード） |
| 八木さおり                  | 遅れたLove Song                  | 1987.06.15      | 遅れたLove Song【S】                                                                                          | 来生えつこ                    | 武部聡志                                        | - K07S-10190（EP：キングレコード）／K10S-10200（限定盤LPサイズジャケットシングル：キングレコード） |
| 八木さおり                  | そよ風TIME                       | 1987.11.21      | MOON&LOVE | 来生えつこ                    | 武部聡志                                        | - K28A-835（LP：キングレコード）／K28H-1110（CT：キングレコード）／K32X-210（CD：キングレコード） |
| 八木さおり                  | 春風異変                         | 1987.11.21      | MOON&LOVE | 来生えつこ                    | 武部聡志                                        | - K28A-835（LP：キングレコード）／K28H-1110（CT：キングレコード）／K32X-210（CD：キングレコード） |
| 薬師丸ひろ子                | あたりまえの虹                   | 1981.11.21      | セーラー服と機関銃【S】                                                                                       | 小椋佳                        | 星勝                                            | - 7DR-7020（EP：キティレコード） |
| 薬師丸ひろ子                | セーラー服と機関銃               | 1981.11.21      | セーラー服と機関銃【S】                                                                                       | 来生えつこ                    | 星勝                                            | - オリコン：最高1位 - 東映映画『セーラー服と機関銃』主題歌（1981／主演：薬師丸ひろ子） - アルバム『古今集（初回限定盤）』（1984.02.14／ZH30-1388〈CT：東芝EMI〉・T15-1088/89〈LP：東芝EMI／カラーディスク〉）（編曲：井上鑑／タイトル表記：セーラー服と機関銃（新録音））、来生たかおのオリジナルアルバム『Dear my company』でカヴァー（Duet with 来生たかお） - アルバム『'87 薬師丸ひろ子ファーストライブ 星紀行』（1987.12.25／RT28-5080〈LP:東芝EMI〈イーストワールド〉〉・ZT28-5080〈CT:東芝EMI〈イーストワールド〉〉・CT32-5080〈CD:東芝EMI〈EAST WORLD〉〉）にライヴヴァージョン（編曲：？）を収録 - 来生たかおのオリジナルシングル「夢の途中」との競作曲（一部別詞） - 7DR-7020（EP：キティレコード） |
| 薬師丸ひろ子                | クリスマスアベニュー             | 1985.08.08      | 夢十夜 | 吉田美奈子                    | 椎名和夫                                        | - WTP-90346（LP：東芝EMI〈イーストワールド〉）／ZH28-1551（CT：東芝EMI〈イーストワールド〉）／CA32-1153（CD：東芝EMI〈イーストワールド〉） |
| 薬師丸ひろ子                | バンブー・ボート                 | 1985.08.08      | 夢十夜 | 吉田美奈子                    | 椎名和夫                                        | - アルバム『SENTENCE』（1988.08.05／LP）でセルフカヴァー（編曲：井上鑑） - WTP-90346（LP：東芝EMI〈イーストワールド〉）／ZH28-1551（CT：東芝EMI〈イーストワールド〉）／CA32-1153（CD：東芝EMI〈イーストワールド〉） |
| 薬師丸ひろ子                | 語りつぐ愛に                     | 1989.01.25      | 語りつぐ愛に【S】                                                                                             | 来生えつこ                    | 武部聡志                                        | - オリコン：最高6位 - 日本テレビ系ドラマ『水曜グランドロマン』テーマソング（1988.10 - 1989.9） - アルバム『LOVER'S CONCERTO』（1989.02.15／RT28-5398〈LP：東芝EMI〈イーストワールド〉〉・ZT28-5398〈CT：東芝EMI〈イーストワールド〉〉・CT32-5398〈CD：東芝EMI〈イーストワールド〉〉）に「語りつぐ愛に（スペシャル・バージョン）」（編曲：武部聡志）を収録 - 来生たかおがオリジナルアルバム『With Time』でカヴァー - RT07-2300（EP：東芝EMI〈イーストワールド〉）／ZX10-6300（CT：東芝EMI〈イーストワールド〉）／XT10-2300（8cmCD：東芝EMI〈イーストワールド〉） |
| 薬師丸ひろ子                | つばめが飛んだ空                 | 1989.02.15      | LOVER'S CONCERTO                                                                                              | 松井五郎                      | 清水信之                                        | - RT28-5398（LP：東芝EMI〈イーストワールド〉）／ZT28-5398（CT：東芝EMI〈イーストワールド〉）／CT32-5398（CD：東芝EMI〈イーストワールド〉） |
| 薬師丸ひろ子                | Lonsome Day                      | 1990.03.28      | Heart's Delivery                                                                                              | 来生えつこ                    | 朝川朋之                                        | - TOCT-5650（CD：東芝EMI〈イーストワールド〉） |
| やしきたかじん              | 愛することを学ぶのに             | 1988.11.01      | 愛することを学ぶのに【S】                                                                                     | 来生えつこ                    | 川村栄二                                        | - アルバム『The Vocal』（1989.04.24／VDR-1597〈LP：ビクター音楽産業〉）に別アレンジヴァージョン（編曲：岩本正樹／関西テレビ系『たかじん胸いっぱい』19代目エンディングテーマ〈2007.07.07 - 07.28〉）、アルバム『YASHIKI TAKAJIN 50 YEARS OLD ANNIVERSARY SPECIAL CONCERT』（2000.01.29／PSCR-5840/1〈CD：ポリスター〉）にライヴヴァージョン（編曲：川村栄二）を収録（1999.10.5／大阪府・大阪フェスティバルホールより） - VIHX-1757（EP：ビクター音楽産業） |
| やしきたかじん              | 待っているから                   | 1993.07.25      | Mood 〜夢見る男のために〜                                                                                     | 来生えつこ                    | 若草恵                                          | - PSTR-5010（CT：ポリスター）／PSCR-5010（CD：ポリスター） |
| やしきたかじん              | ムード                           | 1993.07.25      | Mood 〜夢見る男のために〜                                                                                     | 来生えつこ                    | 川村栄二                                        | - PSTR-5010（CT：ポリスター）／PSCR-5010（CD：ポリスター） |
| やしきたかじん              | はぐれた背中                     | 1994.03.25      | 優しい女には毒がある【S】                                                                                     | 来生えつこ                    | 若草恵                                          | - 関西テレビ『たかじん胸いっぱい』初代エンディングテーマ（1994） - PSSR-5048（CT：ポリスター）／PSDR-5048（8cmCD：ポリスター／オリジナルカラオケ「はぐれた背中（オリジナル・カラオケ）」を収録） |
| やしきたかじん              | いいがかり                       | 1994.11.26      | 泣いたら負け【S】                                                                                             | 来生えつこ                    | 若草恵                                          | - PSSR-5095（CT：ポリスター）／PSDR-5095（8cmCD：ポリスター／オリジナルカラオケ「いいがかり（オリジナル・カラオケ）」を収録） |
| やしきたかじん              | 思い出より この瞬間              | 1996.03.25      | もしも夢が叶うならば【S】                                                                                     | 来生えつこ                    | 梅垣達志                                        | - PSSR-5299（CT：ポリスター）／PSDR-5299（8cmCD：ポリスター／オリジナルカラオケ「思い出より この瞬間（オリジナル・カラオケ）」を収録） |
| やしきたかじん              | 待ってあげて                     | 1997.07.09      | 惚れた弱み【S】                                                                                               | 及川眠子                      | 森俊之                                          | - PSSR-5280（CT：ポリスター）／PSDR-5280（8cmCD：ポリスター／オリジナルカラオケ「待ってあげて（オリジナル・カラオケ）」を収録） |
| やしきたかじん              | 想い出にて                       | 1998.06.24      | 想い出にて【S】                                                                                               | 及川眠子                      | 若草恵                                          | - 関西テレビ系『たかじん胸いっぱい』2代目エンディングテーマ（ - 2003.03） - PSSR-5299（CT：ポリスター）／PSDR-5299（8cmCD：ポリスター／オリジナルカラオケ「想い出にて（オリジナル・カラオケ）」を収録） |
| やしきたかじん              | 幸せをもう一度                   | 2001.12.05      | YASHIKI TAKAJIN ANTHOLOGY                                                                                     | 及川眠子                      | 難波弘之                                        | - 未発表曲 - PSCR-6004/5（2枚組CD：ポリスター） |
| 安永亜衣                    | ごめんね……                       | 1988.08.21      | 亜衣 LOVE YOU                                                                                                 | 小林まさみ                    | 鷺巣詩郎                                        | - TL-524（LP：テイチク〈ユニオンレコード〉）／U4BC-108（CT：テイチク〈ユニオンレコード〉）／30CH-320（CD：テイチク〈ユニオンレコード〉） |
| やまがたすみこ              | 今からひとり                     | 1978.02.25      | エメラルド・シャワー                                                                                          | 来生えつこ                    | 惣領泰則                                        | - LX-7036-A（LP：日本コロムビア） |
| やまがたすみこ              | にせドン・ファン                 | 1978.02.25      | エメラルド・シャワー                                                                                          | 来生えつこ                    | 惣領泰則                                        | - LX-7036-A（LP：日本コロムビア） |
| 山形由美                    | 夏の夜の夢                       | 1987.09.21      | Wind for mind                                                                                                 | 表記なし                      | 入江純                                          | - インストゥルメンタル（一部コーラス） - K28A-808（LP：キングレコード）／？（CT：キングレコード）／K32X-193（CD：キングレコード） |
| 山口百恵                    | ただよいの中で                   | 1978.05.01      | COSMOS 宇宙                                                                                                   | 古川英昭                      | 萩田光雄                                        | - アルバム『山口百恵リサイタル -愛が詩にかわる時-』（1979.11.21／40AH907/8〈LP：CBSソニー〉）にライヴヴァージョン（編曲：服部克久）を収録（『1980年代に向かって 山口百恵リサイタル-愛が詩にかわる時-』1979.10.01 - 02／東京都・帝国劇場より） - 25AH-424（LP：CBSソニー） |
| 山口百恵                    | おだやかな構図                   | 1979.04.01      | A Face in a Vision                                                                                            | 来生えつこ                    | 萩田光雄                                        | - 来生たかおがオリジナルアルバム『夢の途中』でカヴァー - 来生えつこ著『エピソード』（角川書店／1988）に同名小説を収録 - 25AH-673（LP：CBSソニー） |
| 山口百恵                    | 水曜日のクオレ                   | 1979.04.01      | A Face in a Vision                                                                                            | 阿木燿子                      | 萩田光雄                                        | - 25AH-673（LP：CBSソニー） |
| 山口百恵                    | GET FREE                         | 1979.07.21      | L.A. Blue | 来生えつこ                    | B. Fasman                                       | - 25AH-769（LP：CBSソニー） |
| 山口百恵                    | 恋は千里眼                       | 1980.10.21      | This is my trial                                                                                              | 糸井重里                      | 大谷和夫                                        | - 27AH-1112（LP：CBSソニー） |
| 山口百恵                    | 闇の薫り                         | 1980.10.21      | This is my trial                                                                                              | 来生えつこ                    | 萩田光雄                                        | - 27AH-1112（LP：CBSソニー） |
| 山瀬まみ                    | 金の波、銀の砂                   | 1986.07.21      | RIBBON | 松本隆                        | 船山基紀                                        | - K28A-770（LP：キングレコード）／？（CT：キングレコード） |
| 山瀬まみ                    | 小夜子                           | 1986.07.21      | RIBBON | 松本隆                        | 船山基紀                                        | - K28A-770（LP：キングレコード）／？（CT：キングレコード） |
| 山中すみか                  | 記念日                           | 1989.07.19      | なぜ【S】 | FULTA、有川正沙子             | 信田かずお                                      | - AH-5056（EP：日本コロムビア）／CMS-215（CT：日本コロムビア）／CA-8287（8cmCD：日本コロムビア） |
| 山中すみか                  | 疑問符                           | 1989.10.01      | 元気してますか…                                                                                               | 小坂明子                      | 山本健司                                        | - ？（LP：日本コロムビア）／CAR-1667（CT：日本コロムビア）／CA-3832（CD：日本コロムビア） |
| 山中すみか                  | たぶん恋してる                   | 1989.10.01      | 元気してますか…                                                                                               | 許瑛子                        | 山本健司                                        | - ？（LP：日本コロムビア）／CAR-1667（CT：日本コロムビア）／CA-3832（CD：日本コロムビア） |
| 山中すみか                  | 月下香 -ムーライト・ローズ-      | 1990.03.21      | 春花ざかり 〜すみかの春・夏コレクション〜                                                                     | 三浦徳子                      | 溝淵新一郎                                      | - ？（LP：日本コロムビア）／CAR-1711（CT：日本コロムビア）／CA-4704（CD：日本コロムビア） |
| 山根麻衣                    | 愛を教えて                       | 1986.11.21      | Embassy | 許瑛子                        | 佐橋佳幸                                        | - CI-47（VL-264）（LP：テイチク〈コンチネンタル〉）／？（CT：テイチク〈コンチネンタル〉）／30CH-176（CD：テイチク〈コンチネンタル〉） |
| 雪村いづみ                  | いとしいあした-あふれる愛に-     | 1983.03         | いとしいあした‐あふれる愛に‐【S】                                                                             | 来生えつこ                    | 若草恵                                          | - アルバム『「三人娘」を唄う』（1998.10.16／TOCT-10501/2〈2CD：東芝EMI〈EAST WORLD〉）でセルフカヴァー（編曲：吉田弥生） - 来生たかおが企画アルバム『LABYRINTH II』でカヴァー（タイトル表記：いとしいあした） - 07SH-1268（EP：CBSソニー） |
| 吉沢瞳                      | 1秒の鼓動                        | 1992.03.25      | 1秒の鼓動【S】                                                                                                | 来生えつこ                    | 樫原伸彦                                        | - デビュー曲 - 東鳩「オールレーズン」CMイメージソング - HBDL-1012（8cmCD：ハミングバード／オリジナルカラオケ「1秒の鼓動（オリジナル・カラオケ）」を収録） |
| 吉永小百合                  | ひとりに染まる                   | 1984.05.10      | 夢さぐり-天国の駅-【S】                                                                                       | 来生えつこ                    | 星勝                                            | - 7DS-0067（EP：キティレコード） |
| 吉野千代乃                  | 心の足音                         | 1994.10.19      | 裸足のバレリーナ【S】                                                                                         | 大津あきら                    | 門倉聡                                          | - TODT-3324（8cmCD：東芝EMI） |
| ラヴ・アンド・ドリームス    | オーロラのアダージョ             | 1997.04.19      | オーロラのアダージョ【S】                                                                                     | 小椋佳                        | 川辺真                                          | - エルダ（LDA）フェアリー・パフォーマンステーマソング - Chorus on 小椋佳、来生たかお - ラヴ・アンド・ドリームス：川村尚見、檜山恵理子、河合篤子、野田貴子 - CODC-1210（8cmCD：日本コロムビア／オリジナルカラオケ「オーロラのアダージョ（カラオケ）」収録） |
| ロス・インディオス&シルビア | 雨にしのんで                     | 1982.03         | 雨にしのんで【S】                                                                                             | 来生えつこ                    | 矢野立美                                        | - ロス・インディオス&シルビア：シルビア、棚橋静雄、チコ本間、後藤隆次、東郷太郎、三崎一平 - 7DX-1157（EP：ポリドール） |
| ロス・インディオス&シルビア | 窓を見ながら                     | 1982.03         | 雨にしのんで【S】                                                                                             | 来生えつこ                    | 矢野立美                                        | - ロス・インディオス&シルビア：シルビア、棚橋静雄、チコ本間、後藤隆次、東郷太郎、三崎一平 - 7DX-1157（EP：ポリドール） |
| 和田加奈子                  | Heart to Heart                   | 1995（？）      | Heart to Heart【S】                                                                                           | ？                            | ？                                              | - 中国電力イメージソング - ？（非売品8cmCD：？） |
| 渡辺徹                      | 灼けつくメモリー                 | 1983.05.21      | 灼けつくメモリー【S】                                                                                         | 来生えつこ                    | 川村栄二                                        | - 中村雅俊「甘い言葉で…」と別詞・同曲 - 07・5H-163（EP：EPIC） |
| ？                          | ガラスの白鳥                     | ？              | 該当なし | 小椋佳                        | ？                                              | ？ |
| 該当者なし                  | スプリング ワルツ                | 1981.04         | 「じゃりン子チエ」オリジナル・サウンドトラック                                                                | 該当者なし                    | 星勝                                            | - インストゥルメンタル - 東宝映画『じゃりン子チエ』劇中曲 - MKF-1068（LP：キティレコード） |

## 被カヴァー曲
来生たかお自作自演曲のカヴァー・他歌手への提供曲のカヴァー（提供歌手がセルフカヴァーしたもの・来生たかおがカヴァーしたものは「提供曲」を参照）で、スタジオ及びライヴ録音されたもの（映像作品は除く）／インストゥルメンタルの場合のアーチストは演奏者／リリース年月日・規格品番（収録メディア：発売元）は初出のもの／【S】はシングル
| タイトル                                     | アーチスト                                               | リリース 年月日                    | 収録盤                                                                                        | 作詞者                              | 編曲者 | 備考／規格品番（収録メディア：発売元） |
| -------------------------------------------- | -------------------------------------------------------- | ---------------------------------- | --------------------------------------------------------------------------------------------- | ----------------------------------- | --- | --- |
| 浅い夢                                       | 河合奈保子                                               | 1983.01.21                         | あるばむ                                                                                      | 来生えつこ                          | 大村雅朗 | - （日本コロムビア） |
| 浅い夢                                       | 倉橋ルイ子                                               | 1983.12.01                         | THANKS                                                                                        | 来生えつこ                          | 甲斐正人 | - 28MX-1155（LP：ポリドール）／28CX-1232（CT：ポリドール） |
| 浅い夢                                       | 高橋洋子                                                 | 1994.11.26                         | 私をみつけて                                                                                  | 来生えつこ                          | 柿崎洋一郎 | - 企画アルバム『来生たかおSONGS』にピアノ伴奏のみの未発表ヴァージョンを収録 - KTCR-1289（CD：キティレコード） |
| 浅い夢                                       | 椎名純平                                                 | 2002.05.27                         | discover                                                                                      | 来生えつこ                          | 松田龍太 | - AICL-1374（限定盤CD：ソニー・ミュージックアソシエイテッドレコーズ） |
| 浅い夢                                       | 山梨鐐平                                                 | 2002.07.24                         | Live & New Vo.1                                                                               | 来生えつこ                          | ？ | - ？（CD：サロンレコード） |
| 浅い夢                                       | POP LOUNGE ORGANIZATION feat. たかやまなおこ             | 2010.08.06                         | City Pop Lounge tribute album to Takao Kisugi                                                 | 来生えつこ                          | 野崎貴朗 | - FFCP-1001（CD：TEN YEARS） |
| あした晴れるか                               | 二又一成、 千葉繁                                        | 1992.12.21                         | めぞん一刻 PARTY ALBUM                                                                        | 来生えつこ                          | 星勝 | - 歌唱名義：四谷&五代 - KTCR-1197（CD：キティレコード／オリジナルカラオケ「あした晴れるか カラオケバージョン」を収録） |
| with                                         | 張立基 （ノーマン・チョン）                              | 1987                               | 急行夜車                                                                                      | 鄭國江                              | 奥金寶 | - タイトル表記：愛的觸覺 - 作曲者表記：來生孝夫 - FH-10027（LP：EMI（HONG KONG）LTD） |
| 美しい女                                     | 雪村いづみ                                               | 1983.03                            | いとしいあした-あふれる愛に-【S】                                                             | 山川啓介                            | 若草恵 | - 07SH-1268（EP：CBSソニー） |
| April Wave                                   | POP LOUNGE ORGANIZATION feat. たかやまなおこ             | 2010.08.06                         | City Pop Lounge tribute album to Takao Kisugi                                                 | 来生えつこ                          | MIKU & THROUGH TONE | - FFCP-1001（CD：TEN YEARS） |
| 逢瀬                                         | 樋口可南子                                               | 1983.11.30                         | からたちの花が、咲いたそうだよ。〜ka・na・ko                                                  | 来生えつこ                          | 乾裕樹 | - L-12551（LP：CBSソニー） |
| おだやかな構図                               | 倉橋ルイ子                                               | 1983.12.01                         | THANKS                                                                                        | 来生えつこ                          | 甲斐正人 | - 28MX-1155（LP：ポリドール）／28CX-1232（CT：ポリドール） |
| ORACIÓN -祈り-                               | POP LOUNGE ORGANIZATION feat. たかやまなおこ             | 2010.08.06                         | City Pop Lounge tribute album to Takao Kisugi                                                 | 来生えつこ                          | 野崎貴朗 | - タイトル表記：ORACIÓN 〜祈り〜 - FFCP-1001（CD：TEN YEARS） |
| オレンジ通り5番街（振り向いてアベニュー）    | 河合奈保子                                               | 1983.01.21                         | あるばむ                                                                                      | 来生えつこ                          | 大村雅朗 | - 一部別詞 - オリジナルタイトル表記：オレンジ通り五番街（振り向いてアベニュー） - AF-7172（LP：日本コロムビア）／CAR-1172（CT：日本コロムビア） |
| 語りつぐ愛に                                 | 該当者なし                                               | 1989.04.12                         | 薬師丸ひろ子 song book III                                                                    | 該当者なし                          | 服部隆之 | - インストゥルメンタル - CT30-5438（CD：東芝EMI〈イーストワールド〉） |
| 悲しいくらいほんとの話                       | bice                                                     | 2008.01.16                         | pure voice J-COVER                                                                            | 来生えつこ                          | bice | - YRCN-95009（CD：よしもとアール・アンド・シー） |
| 悲しいくらいほんとの話                       | POP LOUNGE ORGANIZATION feat. たかやまなおこ             | 2010.08.06                         | City Pop Lounge tribute album to Takao Kisugi                                                 | 来生えつこ                          | 野崎貴朗 | - FFCP-1001（CD：TEN YEARS） |
| キミの風                                     | 該当者なし                                               | 2005.10.19                         | 天使が巻いたオルゴール 日本アニメーション 世界名作劇場 フランダースの犬〜家なき子レミ         | 該当者なし                          | 小坂明子 | - インストゥルメンタルオルゴール - タイトル表記：キミの風「私のあしながおじさん」 - COCX-33383/5（3枚組CD：コロムビアミュージックエンタテインメント） |
| キミの風                                     | 井上かおり                                               | 2006.04.26                         | ほんのひとときママの時間 ママの結婚                                                           | 来生えつこ                          | 岸本海人 | - タイトル表記：キミの風（私のあしながおじさん） - KICG-224（CD：キングレコード） |
| 疑惑                                         | 桃井かおり                                               | 1982.11.01                         | SHOW?                                                                                         | 来生えつこ                          | 若草恵 | - 28AH-1464（LP：CBSソニー） |
| Goodbye Day                                  | 郷ひろみ                                                 | 1982                               | 哀愁のカサブランカ                                                                            | 来生えつこ                          | 川口真 | - タイトル表記：GOODBYE DAY - アルバム『準備万端 VINGT ANS』（1991.04.25／SRCL-1916〈CD：CBSソニー〉）に「Goodbye Day 〜VINGT ANS VERSION〜」（編曲：難波正司）を収録 - アルバム『THE GOLDSINGER』（1999.08.21／SRCL-4590〈CD：CBSソニー〉）に「Goodbye Day 〜VINGT ANS VERSION〜（'99 Edit）」を収録 - アルバム『郷ひろみライヴ CONCERT TOUR 「LABYRINTH」』（1986.03.21／50DH-357/8〈2枚組CD：CBSソニー〉／タイトル表記：GOODBYE DAY）にライヴヴァージョン（編曲：唐木裕史）を収録）（1986.01.09／大阪府・フェスティバルホールより） - 30AH-1226（LP：CBSソニー）／？（CT：CBSソニー） |
| Goodbye Day                                  | フランク永井                                             | 1983                               | マホガニーのカウンター                                                                        | 来生えつこ                          | 神山純一 | - SJX-30195（LP：ビクター音楽産業）／VCH-10199（CT：ビクター音楽産業） |
| Goodbye Day                                  | 張學友 （ジャッキー・チュン）                            | 1985.04.18                         | Smile                                                                                         | 潘源良                              | 盧東尼 | - 広東語詞 - タイトル表記：情已逝 - 作曲者表記：來生孝夫 - アルバム『一生跟你走・年度代表作品輯 With You All My Life compilation』（1995.3.29／523 352-2〈CD：ポリドール〉）に北京語ヴァージョン（作詞：愼芝／編曲：盧東尼）を収録 - アルバム『jacky cheung 15』（2000.？.？／543 522-2〈CD：ポリドール〉）で広東語ヴァージョンをセルフカヴァー - 825-417-2（LP：Polydor） |
| Goodbye Day                                  | 八代亜紀                                                 | 1992.08.21                         | ツイン・パック 八代亜紀                                                                       | 来生えつこ                          | 前田俊明 | - タイトル表記：good-bye Day - COCA-10176/7（2枚組CD：日本コロムビア） |
| Goodbye Day                                  | A.S.A.P                                                  | 1992.11.01                         | Vacation Hot Lovin'                                                                           | Jeff Pfeifer、Robert Pfeifer        | Jeff Pfeifer、Rob Pfeifer | - 英語詞 - A.S.A.P.：Diane Gordon、Denisa Willte、Catherine Bingue - COCA-10372（CD：日本コロムビア） |
| Goodbye Day                                  | Kim Janghoon （キム・ジャンフン）                        | 1999.10.01                         | 5集 馬鹿                                                                                      | ？                                  | ？ | - 韓国語詞 - アルバムタイトル発音：馬鹿＝パボ - KSC-9048（CD：Synnara Music） |
| Goodbye Day                                  | 瀧川広志                                                 | 2004.04.01                         | 悲しくてやりきれない【S】                                                                     | 来生えつこ                          | 萩田光雄 | - 歌唱名義：コロッケの本名 - TKCA-72673（12cmCD：徳間ジャパン） |
| Goodbye Day                                  | 白竜                                                     | 2006.07.21                         | BEST BALLADE 1                                                                                | 来生えつこ                          | players | - タイトル表記：GOOD BYE DAY - Guiters and more：岩田浩史／Keyboads：有坂秀一／Bass：五十嵐博史／Violin：たまきあや／Drums：野口明彦 - HDR-0002（CD：日本晴レコード） |
| Goodbye Day                                  | アルベルト・シロマ with カルロス菅野ラテンオールスターズ | 2007.05.16                         | BANG! BANG! BANG! 熱帯歌謡大全集                                                              | 来生えつこ                          | 森村献 | - タイトル表記：Goodbye Day グッバイ・デイ - MYCD-30418（CD：M&Iカンパニー） |
| Goodbye Day                                  | JUJU                                                     | 2008.04.23                         | どんなに遠くても…【S】                                                                        | 来生えつこ                          | ALEC SHANTZIS | - オリコン：最高84位 - USEN演歌リクエストチャート・初登場9位 - タイトル表記：GOODBYE DAY - AICL-1915（12cmCD：ソニー・ミュージックアソシエイテッドレコーズ） |
| Goodbye Day                                  | 杏里                                                     | 2008.07.16                         | tears of anri 2                                                                               | 来生えつこ                          | 清水信之 | - UPCH-1613（CD：ユニバーサルJ） |
| Goodbye Day                                  | 中西保志                                                 | 2009.11.11                         | Melodies                                                                                      | 来生えつこ                          | 京田誠一 | - TKCA-73479（CD：徳間ジャパンコミュニケーションズ） |
| Goodbye Day                                  | 高橋洋子                                                 | 2010.06.23                         | 20th century Boys & Girls 20世紀少年少女                                                      | 来生えつこ                          | 島健 | - KICS-1549（CD：スターチャイルド） |
| 暗闇にさよなら                               | 倉橋ルイ子                                               | 1983.12.01                         | THANKS                                                                                        | 来生えつこ                          | 甲斐正人 | - 28MX-1155（LP：ポリドール）／28CX-1232（CT：ポリドール） |
| クリスマス・アベニュー                       | 該当者なし                                               | 1986.02.05                         | 薬師丸ひろ子・ソング・ブック                                                                  | 該当者なし                          | 井上鑑 | - インストゥルメンタル - WTP-90385（LP：東芝EMI〈イーストワールド〉）／ZH28-1642（CT：東芝EMI〈イーストワールド〉）／CA32-1224（CD：東芝EMI〈イーストワールド〉） |
| グローイング・アップ                         | 大和田りつこ                                             | 1991.06.21                         | テレビアニメ ベストヒット 20                                                                  | 来生えつこ                          | 見良津健雄 | - VICG-2071（CD：ビクター音楽産業） |
| グローイング・アップ                         | 該当者なし                                               | 1995.09.30                         | 日本アニメーション名作劇場オープニング主題歌メドレー 夢よ永遠に【S】                          | 該当者なし                          | 中村暢之 | - インストゥルメンタル - ライヴ盤 - CODC-713（8cmCD：日本コロムビア） |
| グローイング・アップ                         | かわさきみれい                                           | 2004.03.25                         | ストリートオルガンが奏でる世界の名作物語                                                      | 該当者なし                          | かわさきみれい | - インストゥルメンタル - タイトル表記：グローイング・アップ〜「私のあしながおじさん」より - ORP-803（CD：Della） |
| グローイング・アップ                         | 該当者なし                                               | 2005.10.19                         | 天使が巻いたオルゴール 日本アニメーション 世界名作劇場 フランダースの犬〜家なき子レミ         | 該当者なし                          | 小坂明子 | - インストゥルメンタル（オルゴール） - タイトル表記：グローイング・アップ「私のあしながおじさん」 - COCX-33383（3枚組CD：コロムビアミュージックエンタテインメント） |
| グローイング・アップ                         | 田中理恵                                                 | 2009.03.18                         | 百歌声爛 女性声優編-III                                                                       | 来生えつこ                          | ？ | - 他作家作品を組み合わせたメドレーの中の一曲 - SVWC-7608（CD：アニプレックス） |
| グローイング・アップ                         | 渡辺美佐子（？）                                         | ？                                 | テレビマンガヒットソング みんな出てこいアニメッ子 1                                           | 来生えつこ                          | ？ | - 「BEST ANIME みんなのTVアニメ大全集」（？.？.？／CD：KC-138CD）にも収録 - AF-001（CD：シーティーエー） |
| 恋しちゃいそうね                             | 欧陽菲菲                                                 | 1981.06                            | STILL STAY IN LOVE                                                                            | 来生えつこ                          | 松井忠重 | - 28mx-1039（LP：ポリドール） |
| 心のゆくえ                                   | POP LOUNGE ORGANIZATION feat. たかやまなおこ             | 2010.08.06                         | City Pop Lounge tribute album to Takao Kisugi                                                 | 来生えつこ                          | 野崎貴朗 | - FFCP-1001（CD：TEN YEARS） |
| 小夜子                                       | 時東ぁみ                                                 | 2006.03.15                         | ②好きです…。                                                                                  | 松本隆                              | 鈴木Daichi秀行 | - GFCG-10904（CD：グッドファクトリーレコード） |
| 潮風のソネット                               | 倉橋ルイ子                                               | 1983.12.01                         | THANKS                                                                                        | 来生えつこ                          | 甲斐正人 | - 28MX-1155（LP：ポリドール）／28CX-1232（CT：ポリドール） |
| ジグザグ                                     | 堺正章                                                   | 1982                               | ジグザグ【S】                                                                                 | 来生えつこ                          | 渡辺敬之 | - TBS系ドラマ『さよなら三角またきて四角』主題歌（1982.04.06〜1982.06.29／主演：堺正章／放送使用版は一部別詞） - オリジナルタイトル表記：ジグザグ-酔いどれ天使-（来生たかおのオリジナルシングル） - SV-7215（EP：ビクター音楽産業） |
| 車窓                                         | 河合奈保子                                               | 1984.03.21                         | 愛・奈保子の若草色の旅 Dream of Journey                                                       | 来生えつこ                          | 若草恵 | - CAR-1275（CT：日本コロムビア） |
| 終止符                                       | 原大輔                                                   | 1985.06.29                         | 終止符                                                                                        | 来生えつこ                          | 竜崎孝路 | - 07TR-1096（EP：トーラスレコード） |
| シルエット・ロマンス                         | 比莉 （ビリー・ワン）                                    | 1982.10                            | 愛得太苛                                                                                      | 崖笑                                | ？ | - 台湾語詞 - タイトル表記：念 = Remember - 作曲者表記：Takao Kisugi - POP82-7108 |
| シルエット・ロマンス                         | 斉藤慶子                                                 | 1982.10.21                         | 慶子、もの想い                                                                                | 来生えつこ                          | 福井利雄 | - GU-42（LP：テイチク〈ユニオンレコード〉） |
| シルエット・ロマンス                         | 河合奈保子                                               | 1982.11.21                         | BRILLIANT Lady Naoko in Concert                                                               | 来生えつこ                          | 服部克久 | - ライヴのみのカヴァー（『カナリー・コンサート'82』〈1982.10.17／東京都・郵便貯金会館ホール〉より） - AF-7165（LP：日本コロムビア） |
| シルエット・ロマンス                         | 薫妮 （フェン・ネイ）                                    | 1983.08                            | 夢                                                                                            | 黃霑                                | ？ | - 広東語詞 - タイトル表記：今天悔恨遲 - 作曲者表記：來生孝夫 - WLLP-2913（LP：Wing Hang） |
| シルエット・ロマンス                         | 陳秀雯 （エイミー・チャン）                              | 1983                               | 陳秀雯                                                                                        | 卡龍                                | 周啟生 | - 広東語詞 - タイトル表記：映像羅曼史 - （LP：CBS SONY） |
| シルエット・ロマンス                         | ロマンチック・ファンタジア                               | 1986.09.21                         | B.G.M.スーパーヒット・ベスト20                                                                | 該当者なし                          | ？ | - インストゥルメンタル - ZY-1001（CD：クラウンレコード） |
| シルエット・ロマンス                         | 周潤發 （チョウ・ユンファ）                              | 1990                               | 舊情人                                                                                        | 潘源良                              | 盧東尼 | - 広東語詞 - タイトル表記：舊情人 - 作曲者表記：來生孝夫 - ？（CT：？）／LP9031 72506-1（LP：Warner Music〈wea〉）／CD-9031 72506-2（CD：Warner Music〈wea〉） |
| シルエット・ロマンス                         | マルシア                                                 | 1990.11.21                         | Eu te amo エウ・テ・アモ                                                                      | 来生えつこ                          | 松井忠重 | - COCA-7001（CD：日本コロムビア） |
| シルエット・ロマンス                         | ダークダックス                                           | 1990.12.16                         | ダークダックス40thアニバーサリー・アルバム                                                    | 来生えつこ                          | 白石哲也 | - ダークダックス：高見澤宏、佐々木行、喜早哲、遠山一 - MECP-1（5枚組CD：トライエム） |
| シルエット・ロマンス                         | BEL-AIR                                                  | 1991.07.21                         | TURQUOISE BLUE                                                                                | JAY JAY & BULLET P.                 | JEFF LORBER | - 英訳詞 - タイトル表記：SILHOUETTE ROMANCE - BVCR-45（CD：BMGビクター） |
| シルエット・ロマンス                         | 本間圭吾                                                 | 1991.07.21                         | 倖多朗が選ぶギターで奏でる歌謡史 70-80年代 Vol.2 （生オーケストラとアコースティックギター）   | 該当者なし                          | ？ | - インストゥルメンタル - ネット配信のみ |
| シルエット・ロマンス                         | ？                                                       | 1993                               | La Mélodie オーケストラで綴るニューミュージック Vol.4 贈る言葉                                | 該当なし                            | 服部隆之 | - インストゥルメンタル - 通販のみ - 監修：さだまさし／音楽監督：服部克久 - OCD-17004（10枚組CD：ユーキャン） |
| シルエット・ロマンス                         | 夏木マリ                                                 | 1993.11.26                         | ベスト2500 絹の靴下・お手やわらかに                                                           | 来生えつこ                          | 矢野立美 | - POTH-1295（CT：ポリドール）／POCH-1295（CD：ポリドール） |
| シルエット・ロマンス                         | 大杉有希子                                               | 1994.11.21                         | 〜花・愛・女〜新しい自分を見つめるために                                                      | 来生えつこ                          | 義野裕昭 | - COCA-12175（CD：日本コロムビア） |
| シルエット・ロマンス                         | 松原のぶえ                                               | 1996.10.19                         | 松原のぶえ名曲選第6集 シンガーソングライターの世界                                            | 来生えつこ                          | 矢野立美 | - COCA-13741（CD：日本コロムビア） |
| シルエット・ロマンス                         | ZERO                                                     | 1997.07.02                         | シルエット・ロマンス【S】                                                                     | 来生えつこ                          | 松井寛 | - オリコン：最高64位 - 「シルエット・ロマンス（恋人バージョン）」「シルエット・ロマンス（愛人バージョン）」を収録 - ZERO：Vocal：阿久津愛／Guitar, Chorus：阿久津健太郎 - BVDR-1167（8cmCD：BMGジャパン／オリジナルカラオケ「シルエット・ロマンス（Karaoke For Ladies）」「シルエット・ロマンス（Karaoke For Gentlemen）」を収録） |
| シルエット・ロマンス                         | NORA                                                     | 1999.08.18                         | CUBAN COLORS                                                                                  | 記載なし 来生えつこ（日本語原詞部） | 奥山勝 | - スペイン語詞（一部、日本語原詞） - タイトル表記：Silueta Romance（シルエタ・ロマンセ） - 日本盤のみのボーナストラックとして収録 - MVCK-29001（CD：MCAビクター） |
| シルエット・ロマンス                         | 石井竜也                                                 | 2003.02.26                         | 夢の迷い道で【S】                                                                             | 来生えつこ                          | 渡辺善太郎 | - オリコン：最高36位 - SRCL-5543（12cmCD：ソニー・ミュージックレコーズ） |
| シルエット・ロマンス                         | 徳永英明                                                 | 2005.09.14                         | VOCALIST                                                                                      | 来生えつこ                          | 坂本昌之 | - UMCK-1195（CD：ユニバーサルミュージック〈ユニバーサル シグマ〉）／UMCK-9126（限定盤CD＋DVD：ユニバーサルミュージック〈ユニバーサル シグマ〉） |
| シルエット・ロマンス                         | チキンガーリックステーキ                                 | 2006.04.19                         | FOUNDATION                                                                                    | 来生えつこ                          | 渡辺敦 | - チキンガーリックステーキ：川上伸也、小林雅彦、前澤弘明、濱田康裕、長谷川真一、渡辺敦 - FRCA-1161（CD：フォア・レコード） |
| シルエット・ロマンス                         | 落合みつを                                               | 2008.09.10                         | 恋模様                                                                                        | 来生えつこ                          | 高橋慶吉 | - POCE-3311（CD：ネクストメディアコミュニケーションズ） |
| シルエット・ロマンス                         | Colega Bossa Club                                        | 2008.11.19                         | 懐Mellow J Bossa Winter Lounge                                                                | 来生えつこ                          | 加藤実 | - UPCH-20121（CD：ユニバーサルミュージック〈NAYUTAWAVE RECORDS〉） |
| シルエット・ロマンス                         | 音羽しのぶ                                               | 2009.08.26                         | しのぶ Remember 名前の無い恋                                                                  | 来生えつこ                          | 星野とものぶ | - 歌唱名義：しのぶ - KICX-742（CD：キングレコード） |
| シルエット・ロマンス                         | 木下結子                                                 | 2009.09.21                         | will〜あなたへ〜                                                                              | 来生えつこ                          | 渡辺善太郎 | - ERKB-2002（CD：Eggplant Records） |
| シルエット・ロマンス                         | 坂本冬美                                                 | 2009.10.07                         | Love Songs 〜また君に恋してる〜                                                               | 来生えつこ                          | 船山基紀 | - TOCT-26891（CD：EMIミュージック・ジャパン） |
| シルエット・ロマンス                         | POP LOUNGE ORGANIZATION feat. たかやまなおこ             | 2010.08.06                         | City Pop Lounge tribute album to Takao Kisugi                                                 | 来生えつこ                          | 安原兵衛 | - FFCP-1001（CD：TEN YEARS） |
| シルエット・ロマンス                         | 稲垣潤一                                                 | 2010.09.29                         | 男と女3                                                                                       | 来生えつこ                          | 大坪稔明 | - Duet with 川嶋あい - UICZ-4234（CD：ユニバーサルミュージック〈ユニバーサル ストラテジック マーケティング ジャパン〉） - 『男と女3 Special Edition』（UICZ-4235/6／2枚組CD：ユニバーサルミュージック〈ユニバーサル ストラテジック マーケティング ジャパン）にオリジナルカラオケ「シルエット・ロマンス（オリジナル・カラオケ）」）を収録 |
| シルエット・ロマンス                         | 中西保志                                                 | 2010.10.06                         | スタンダーズ4                                                                                 | 来生えつこ                          | 新川博 | - TKCA-73566（CD：徳間ジャパンコミュニケーションズ） |
| シルエット・ロマンス                         | 該当者なし                                               | ？                                 | メモリーズ「Vol.8 ワインレッドの心」                                                          | 該当者なし                          | ？ | - インストゥルメンタル - 通販のみ - ？（10枚組CD：ユーキャン〈ユニバーサルミュージック〉） |
| シルエット・ロマンス                         | 該当者なし                                               | ？                                 | メロディーズ「Vol.7 待つわ」                                                                  | 該当者なし                          | ？ | - インストゥルメンタル - ？（10枚組CD：ユーキャン〈ユニバーサルミュージック〉） |
| シルエット・ロマンス                         | Ms.OOJA                                                  | 2013.3.6                           | 30【S】                                                                                       | 来生えつこ                          | | - UMCK-5424（CD：ユニバーサルミュージック） |
| シルエット・ロマンス                         | Ms.OOJA                                                  | 2020.8.26                          | 流しのOOJA 〜VINTAGE SONG COVERS〜                                                            | 来生えつこ                          | | - UMCK-1664（CD：Universal Sigma） |
| シルエット・ロマンス                         | 中田裕二                                                 | 2014.6.18                          | SONG COMPOSITE                                                                                | 来生えつこ                          | 本間将人 | - TECI-1408【初回限定盤】／TECI-1409【通常盤】（CD：インペリアルレコード） |
| シルエット・ロマンス                         | 佐々木麻衣                                               | 2017.8.2                           | テレビ東京系「THEカラオケ★バトル」 BEST ALBUM II                                              |                                     | | |
| シルエット・ロマンス                         | 山口かおる                                               | 2019.06.05                         | 山口かおる歌謡曲集3 ～VOICE～                                                                 | 来生えつこ                          | CRO | - CRCN-20460（CD：クラウン） |
| シルエット・ロマンス                         | 井上陽水                                                 | 2015.07.29                         | UNITED COVER 2                                                                                | 来生えつこ                          | | - UPCH-2049（CD：ユニバーサルミュージック） |
| シルエット・ロマンス                         | 柴田淳                                                   | 2019.07.24                         | おはこ                                                                                        | 来生えつこ                          | 河野伸 | - VICL-70242【初回限定盤】／VICL-65030【通常盤】（CD：ビクターエンタテインメント） |
| シルエット・ロマンス                         | 中澤卓也                                                 | 2021.08.04                         | 繋ぐ Vol.3 ～カバー・ソングス III Elements                                                    | 来生えつこ                          | Deep寿 | - CRCN-20475（CD：クラウン） |
| シルエット・ロマンス                         | 笠間淳                                                   | 2024.04.03                         | TVアニメ「スナックバス江」Cover Song Correction                                               | 来生えつこ                          | 記載なし | - 歌唱名義：東美樹 - テレビアニメ『スナックバス江』第3話エンディングテーマ - PCCG-02340（CD：ポニーキャニオン） |
| シルエット・ロマンス                         | 葉蒨文                                                   | ？                                 | 飄零的落花                                                                                    | ？                                  | ？ | - 北京語詞 - タイトル表記：恋爱罗曼史 - 作曲者表記：來生孝夫 - GCD-2019（CD：？） |
| シルエット・ロマンス                         | 雨宮天                                                   | 2025.06.18                         | COVERSⅢ -Sora Amamiya favorite songs-                                                         | 来生えつこ                          | 宮永治郎 | - SMCL-961（CD：ソニー・ミュージックソリューションズ） |
| 白い夜                                       | 該当者なし                                               | 1986.10.05                         | SUPREME Sound Portrait                                                                        | 該当者なし                          | 三枝成彰 | - インストゥルメンタル - 他作家作品を組み合わせたメドレーの中の一曲 - タイトル表記：白い夜 Sleepless Night 雨のコニー・アイランド Rainy Day In Coney Island ローラー・スケートをはいた猫 Cat On Roller-Skates - 25AH-2087（LP：CBSソニー）／25KH-1950（CT：CBSソニー）／32DH-518（CD：CBSソニー） |
| 涼しい影                                     | 河合奈保子                                               | 1984.06.01                         | サマー・デリカシー                                                                            | 来生えつこ                          | 大村雅朗 | - AF-7285（LP：日本コロムビア）／CAR-1289（CT：日本コロムビア） |
| ストロータッチの恋                           | 何春蘭                                                   | 1983.07.01                         | 麦笛                                                                                          | 陶克莊                              | ? | - 北京語詞 - タイトル表記：想念想念 - 作曲者表記：來生孝夫 - ？（LP：蓝与白） |
| Sparking head                                | 桃井かおり                                               | 1982.11.01                         | SHOW?                                                                                         | 来生えつこ                          | 若草恵 | - 28AH-1464（LP：CBSソニー） |
| スローナイト                                 | フランク永井                                             | 1983                               | マホガニーのカウンター                                                                        | 来生えつこ                          | 神山純一 | - SJX-30195（LP：ビクター音楽産業）／VCH-10199（CT：ビクター音楽産業） |
| スローモーション                             | OG'S DEE DEE CREW                                        | 1991.02.21                         | DESIRE                                                                                        | ？                                  | 幾見雅博 | - 英語詞 - タイトル表記：スローモーション（SLOW MOTION） - OG'S DEE DEE CREW：Vocal：PATTY LUND／Guitar：幾見雅博／Saxophone：小池修／Systhesiezer Operate：栗山善親、JUN ASAHI、TAKASHI SHIMAMURA - TECN-28076（CD：テイチク〈ユニオンレコード〉） |
| スローモーション                             | 鈴木トオル                                               | 1993.06.09                         | スローモーション【S】                                                                         | 来生えつこ                          | 富田素弘 | - オリコン：最高76位 - ノエビア「コスメティックルネッサンス」CMイメージソング（1993夏・秋） - TODT-3050（8cmCD：東芝EMI／オリジナルカラオケ「スローモーション（オリジナル・カラオケ）」を収録） |
| スローモーション                             | LOVER'S CONCERTO                                         | 1993.06.23                         | スローモーション セカンド・ラブ                                                               | 該当者なし                          | ？ | - インストゥルメンタル - VICL-411（CD：ビクターエンタテインメント） |
| スローモーション                             | コロムビア・ポップス・オーケストラ                       | 1994.09.21                         | ドライビング ランデブー DRIVING MUSIC MY FAVORITE                                             | 該当者なし                          | ？ | - インストゥルメンタル - COCS-11956（CD：日本コロムビア） |
| スローモーション                             | MARI                                                     | 2004.08.25                         | te amo loving you                                                                             | 来生えつこ                          | Mari | - タイトル表記：スローモーション（lentamente） - PWCA-2028（CD：PRHYTHM） |
| スローモーション                             | 河村隆一                                                 | 2006.05.24                         | evergreen〜あなたの忘れ物〜                                                                   | 来生えつこ                          | Taryan | - COCP-33711（CD：コロムビアミュージックエンタテインメント）／COCP-33643（CD：コロムビアミュージックエンタテインメント／限定盤） |
| スローモーション                             | 折原みか                                                 | 2007.07.11                         | おりりん☆トランス〜ハートフルvoice〜【S】                                                     | 来生えつこ                          | 記載なし | - オリコン：最高151位 - CYCF-15（2枚組〈12cmCD・DVD〉：GIRLS' RECORDS／オリジナルカラオケ「スローモーション（カラオケ）」を収録）／CYCF-00015/B（12cmCD：GIRLS' RECORDS／オリジナルカラオケ「スローモーション（カラオケ）」を収録） |
| スローモーション                             | 釘宮理恵                                                 | 2008.03.26                         | 「ロザリオとバンパイア」キャラクターソング 4 白雪みぞれ【S】                                  | 来生えつこ                          | 藤田淳平 | - オリコン：最高65位 - 歌唱名義：白雪みぞれ - KICM-3170（12cmCD：キングレコード／オリジナルカラオケ「スローモーション off Vocals」を収録） |
| スローモーション                             | Acid Black Cherry                                        | 2008.05.21                         | Recreation                                                                                    | 来生えつこ                          | 星勝、萩田光雄、Noriyoshi Matsushita（松下典由） | - オリコン：最高3位 - Acid Black Cherry：yasu - AVCD-32103/B（2枚組〈12cmCD・DVD〉：avex trax）／AVCD-32104（CD：avex trax） |
| スローモーション                             | カバーソング・ドールズ                                   | 2008.07.25                         | Cover Song Dolls 2                                                                            | 来生えつこ                          | ？ | - カバーソング・ドールズ：彩音ちか、上奈紗空、青木衣沙 - 彩音ちかのソロヴォーカル - CC-1008（CD：F.AUDIENCE.NEST） |
| スローモーション                             | Donna Fiore                                              | 2008.09.03                         | fiore                                                                                         | 来生えつこ                          | URU | - CRCP-40216（CD：日本クラウン） |
| スローモーション                             | Ordinary Venus                                           | 2008.12.17                         | Ordinary Venus                                                                                | 来生えつこ                          | shuji ishii（石井秀仁） | - Ordinary Venus（Cha-pon〈西脇彩華〉×GOATBED〈石井秀仁〉） - VICL-63147（CD：ビクターエンタテインメント） |
| スローモーション                             | Assob bossa                                              | 2008.12.24                         | Assob Bossa                                                                                   | 来生えつこ                          | ？ | - ネット配信のみ |
| スローモーション                             | ビクター・オーケストラ                                   | 1986.07.05                         | OFF VOCAL SELECTION アーチスト篇                                                              | 該当者なし                          | ？ | - インストゥルメンタル - VDR-5044（CD：ビクター音楽産業） |
| スローモーション                             | 理沙                                                     | 2008.07.23                         | セカンド・ラブ                                                                                | 来生えつこ                          | ？ | - ネット配信のみ - CC-1012（該当なし：オトトイ〈CHI-CHI LABEL〉） |
| スローモーション                             | bump.y                                                   | 2009.11.25                         | Sweet Hits☆                                                                                   | 来生えつこ                          | ？ | - bump.y：松山メアリ、桜庭ななみ、菊里ひかり、宮武美桜、高月彩良、宮武祭 - 高月彩良のソロヴォーカル - SWST-1（CD：カルチュア・コンビニエンス・クラブ〈Sweet Studio〉） |
| セーラー服と機関銃                           | 該当者なし                                               | 1982.04.21                         | サウンドトラック・セレクション ひろ子 青春のメモワール                                        | 該当者なし                          | 島津秀雄 | - インストゥルメンタル - AX-7355（LP：日本コロムビア）／CAY-1236（CT：日本コロムビア） |
| セーラー服と機関銃                           | 畑中葉子                                                 | 1982                               | 強行突破                                                                                      | 来生えつこ                          | 川上了 | - SJX-30165（LP：ビクター音楽産業） |
| セーラー服と機関銃                           | 夏妙然                                                   | 1982.08.02                         | 唱家班 畫中的你                                                                               | 盧國沾                              | 吳智強 | - 広東語詞 - 作曲者表記：來生孝夫 - WLLP-2906（LP：Wing Hang） |
| セーラー服と機関銃                           | 斉藤慶子                                                 | 1982.10.21                         | 慶子、もの想い                                                                                | 来生えつこ                          | 福井利雄 | - GU-42（LP：テイチク〈ユニオンレコード〉） |
| セーラー服と機関銃                           | 該当者なし                                               | 1987.02.04                         | 薬師丸ひろ子 ソング・ブックVol.2                                                              | 該当者なし                          | 萩田光雄 | - インストゥルメンタル - WTP-90449（LP：東芝EMI〈イーストワールド〉）／ZH28-1779（CT：東芝EMI〈イーストワールド〉）／CA32-1368（CD：東芝EMI〈イーストワールド〉） |
| セーラー服と機関銃                           | 陸上自衛隊第1音楽隊                                      | 1996.05.22                         | 吹奏楽 続・こどものマーチ大行進 となりのトトロ・いい日旅立ち                                  | 該当者なし                          | ？ | - インストゥルメンタル - CRCD-2082（CD：日本クラウン） |
| セーラー服と機関銃                           | ザ・ターゲッツ                                           | 2000.07.25                         | テクノ歌謡DX BEST OF THE TARGETS                                                              | 該当者なし                          | 河野良 | - インストゥルメンタル - PCD-1341（CD：テイチクエンタテインメント） |
| セーラー服と機関銃                           | MYU                                                      | 2006.03.24                         | J-POP TRANCE 80's BEST HIT                                                                    | 来生えつこ                          | ？ | - GYCP-10055（CD：get over the records） |
| セーラー服と機関銃                           | 長澤まさみ                                               | 2006.10.25                         | セーラー服と機関銃【S】                                                                       | 来生えつこ                          | 前嶋康明 | - 歌唱名義：星泉 - デビュー曲／オリコン：最高4位 - TBS系金曜ドラマ『セーラー服と機関銃』主題歌（2006.10.13 - 11.24／主演：長澤まさみ） - VIZL-209（初回限定盤12cmCD：ビクターエンタテインメント／オリジナルカラオケ「セーラー服と機関銃〜for Sing〜」・テレビサイズヴァージョン「セーラー服と機関銃〜TV edit〜」を収録／携帯ストラップ付き）／VIZL-210（初回限定盤2枚組〈12cmCD・DVD〉：ビクターエンタテインメント／オリジナルカラオケ「セーラー服と機関銃〜for Sing〜」・テレビサイズヴァージョン「セーラー服と機関銃〜TV edit〜」を収録）／VICL-36172（12cmCD：ビクターエンタテインメント／オリジナルカラオケ「セーラー服と機関銃〜for Sing〜」・テレビサイズヴァージョン「セーラー服と機関銃〜TV edit〜」を収録） |
| セーラー服と機関銃                           | アンサンブル・アカデミア                                 | 2007.03.21                         | ビッグヒットマーチ2007                                                                        | 該当者なし                          | 松山祐士、他 | - インストゥルメンタル - TOCF-57086（CD：東芝EMI） |
| セーラー服と機関銃                           | EMI OTO                                                  | 2007.03.21                         | THE 極道☆TRANCE PARTY〜網走行進曲〜                                                           | 来生えつこ                          | T-YANMA | - FDCD-20003（CD：フォーサイド・ドット・コム〈violet records〉） |
| セーラー服と機関銃                           | ロマンティック・ファンタジア                             | 2007.04.04                         | フォーエバーあの頃のメロディー「卒業写真」「ルビーの指環」                                    | 該当者なし                          | ？ | - インストゥルメンタル - CRCI-20686（CD：日本クラウン） |
| セーラー服と機関銃                           | ドーン・エラト                                           | 2007.04.11                         | みんなで行進♪1・2・3〜ヒットマーチ・パレード〜                                                | 該当者なし                          | 夏原明徯 | - インストゥルメンタル - タイトル表記：セーラー服と機関銃（並足♪＝128） - KICG-8282（CD：キングレコード） |
| セーラー服と機関銃                           | マーチングフェローズオーケストラ                         | 2007.03.21                         | HIT MARCH & DANCE! 2007                                                                       | 該当者なし                          | 馬飼野康二 | - インストゥルメンタル - タイトル表記：セーラー服と機関銃 ♪=132 駆足行進曲 - VZCH-22（CD：日本伝統文化振興財団） |
| セーラー服と機関銃                           | 加藤英美里                                               | 2007.07.11                         | らき☆すたエンディングテーマ集〜ある日のカラオケボックス〜                                     | 来生えつこ                          | 星勝 | - 歌唱名義：柊かがみ - 独立UHF局系アニメ『らき☆すた』エンディングテーマ（2007.05.02〈第4話〉） - タイトル表記：セーラー服と機関銃（歌パート） - LACA-5658（CD：ランティス／テレビサイズヴァージョン（「第四話 セーラー服と機関銃（ドラマパート）」）も収録） |
| セーラー服と機関銃                           | 堀井美月                                                 | 2007.11.28                         | アタックNo.1【S】                                                                             | 来生えつこ                          | 記載なし | - CYCF-00033/B（2枚組〈12cmCD・DVD〉：GIRLS' RECORDS／オリジナルカラオケ「セーラー服と機関銃（カラオケ）」を収録） |
| セーラー服と機関銃                           | 落合祐里香                                               | 2008.10.29                         | セーラー服と機関銃/ゆりかご【S】                                                              | 来生えつこ                          | 工藤学 | - オリコン：最高119位 - BWCA-1146（限定盤2枚組〈12cmCD・DVD〉：ブロー・ウィンド・レコード／オリジナルカラオケ「セーラー服と機関銃（Inst.）」を収録）／BWCA-1147（12cmCD：ブロー・ウィンド・レコード／オリジナルカラオケ「セーラー服と機関銃（Inst.）」を収録） |
| セーラー服と機関銃                           | Acid Black Cherry                                        | 2009.02.18                         | 眠り姫【S】                                                                                   | 来生えつこ                          | Noriyoshi Matsushita （松下典由） | - オリコン：最高2位 - タイトル表記：セーラー服と機関銃 recreation track - BWCA-1146（限定盤2枚組〈12cmCD・DVD〉：avex trax）／AVCD-32125（12cmCD：avex trax） |
| セーラー服と機関銃                           | 白石涼子                                                 | 2009.12.23                         | TVアニメ「夏のあらし！〜春夏冬中〜」キャラクターソングアルバム 歌声喫茶方舟〜アキナイチュウ〜 | 来生えつこ                          | 山本英武 | - 歌唱名義：嵐山小夜子（あらし） - テレビ東京系アニメ『夏のあらし!』挿入歌（2009〈第2期・第10話〉） - KICA-1000（CD：キングレコード） |
| セーラー服と機関銃                           | 清水ミチコ                                               | 2009.12.23                         | バッタもん                                                                                    | 来生えつこ                          | ？ | - 他作家作品とのメドレー「私の80年代メドレー（白いパラソル、セーラー服と機関銃、ラヴ・イズ・オーヴァー、赤道小町ドキッ、い・け・な・い・ルージュ・マジック、セカンド・ラヴ）」の中の一曲 - MHCL-1688（CD：Sony Music Direct） |
| セーラー服と機関銃                           | 徳永英明                                                 | 2010.04.20                         | VOCALIST 4                                                                                    | 来生えつこ                          | 坂本昌之 | - UMCK-1352（CD：ユニバーサルミュージック〈ユニバーサル シグマ〉）／UMCK-9330（初回限定盤CD＋DVD：ユニバーサルミュージック〈ユニバーサル シグマ〉）／UMCK-9331（初回限定盤CD＋ボーナストラック：ユニバーサルミュージック〈ユニバーサル シグマ〉） |
| セーラー服と機関銃                           | UA                                                       | 2010.06.30                         | KABA                                                                                          | 来生えつこ                          | little creatures | - VICL-63627（CD：ビクターエンタテインメント） |
| セーラー服と機関銃                           | 橋本環奈                                                 | 2016.02.23                         | セーラー服と機関銃【S】                                                                       | 来生えつこ                          | Jin Nakamura | - ソロデビュー曲／オリコン：最高11位 - 東映映画『セーラー服と機関銃 -卒業-』主題歌（2016／主演：橋本環奈） - YRCS-90117（CD+DVD：YM3D）／YRCS-90117X（初回限定盤CD+DVD：YM3D）／YRCS-90118（CD：YM3D）／YRCS-90118X（初回限定盤CD：YM3D） |
| セーラー服と機関銃                           | 該当者なし                                               | ？                                 | メロディーズ「Vol.8 少年時代」                                                                | 該当者なし                          | ？ | - インストゥルメンタル - タイトル表記：セーラー服と機関銃（夢の途中） - 通販のみ - ？（10枚組CD：ユーキャン〈ユニバーサルミュージック〉） |
| 奥田宗宏とブルースカイ・ダンス・オーケストラ | ?                                                        | 今宵踊らん大全集                   | 該当者なし                                                                                    | ？                                  | - インストゥルメンタル - GSD-5301/5（5CD：EMIミュージック・ジャパン） | |
| セカンド・ラブ                               | 李麗蕊                                                   | 1985.03.01                         | 戀曲集                                                                                        | 林振強                              | 陳永良 | - 広東語詞 - タイトル表記：蛻變 - 作曲者表記：來生孝夫 - ？（LP：Wing Hang） |
| セカンド・ラブ                               | ビクター・オーケストラ                                   | 1986.07.05                         | OFF VOCAL SELECTION アーチスト篇                                                              | 該当者なし                          | ？ | - インストゥルメンタル - VDR-5044（CD：ビクター音楽産業） |
| セカンド・ラブ                               | パウロ セザール トリオ                                   | 1991.06.21                         | ボサノバ・ブリージン アイドルのバイブルをボサノバで                                           | 該当者なし                          | ？ | - インストゥルメンタル - VICL-5056（CD：ビクター音楽産業） |
| セカンド・ラブ                               | ？                                                       | 1993                               | La Mélodie オーケストラで綴るニューミュージック Vol.4 贈る言葉                                | 該当なし                            | 服部隆之 | - インストゥルメンタル - 通販のみ - 監修：さだまさし／音楽監督：服部克久 - OCD-17004（10枚組CD：ユーキャン） |
| セカンド・ラブ                               | La Fée du Verre La Muse d'e toile                        | 1993.01.21                         | 星座物語 Sagittarius（射手座）エトワール 星が奏でる 12星座のレジェンド【S】                   | 該当者なし                          | ？ | - インストゥルメンタル - VIDG-10016（8cmCD：ビクターエンタテインメント） |
| セカンド・ラブ                               | LOVER'S CONCERTO                                         | 1993.06.23                         | スローモーション セカンド・ラブ                                                               | 該当者なし                          | ？ | - インストゥルメンタル - VICL-411（CD：ビクターエンタテインメント） |
| セカンド・ラブ                               | クリヤ・マコト                                           | 1993.07.25                         | SUKI-YAKI                                                                                     | 該当者なし                          | クリヤ・マコト | - インストゥルメンタル - TKCM-78003（CD：MAY KISS RECORDS） |
| セカンド・ラブ                               | 山形由美                                                 | 1986.03.05                         | Elegance                                                                                      | 該当者なし                          | 野口久和 | - 演奏名義：山形由美とサウンド・オブ・エレガンス - インストゥルメンタル - K28A-732（LP：キングレコード）／？（CT：キングレコード） |
| セカンド・ラブ                               | New Wave Orchestra                                       | 1986.12.05                         | NEW AGE INSTRUMENTAL Fin                                                                      | 該当者なし                          | ？ | - インストゥルメンタル - BY28-5004（CD：アポロン） |
| セカンド・ラブ                               | ジェイク・コンセプション                                 | 1995.03.24                         | JAKE BOX Vol.4 MOMENTS OF LOVE                                                                | 該当者なし                          | 加藤達雄 | - インストゥルメンタル - BVCR-1530（CD：BMGビクター） |
| セカンド・ラブ                               | 伊東ゆかり                                               | 2002.12.25                         | Touch Me Lightly                                                                              | 来生えつこ                          | 上柴はじめ | - UICZ-4053（CD：ユニバーサル インターナショナル） |
| セカンド・ラブ                               | 曹雪晶                                                   | 2004.03.25                         | 恋唄・二胡                                                                                    | 該当者なし                          | 久米大作 | - インストゥルメンタル - DH-1813（CD：Della） |
| セカンド・ラブ                               | 野中藍                                                   | 2005.09.21                         | めろ@ドラマCD 萌音 Chapter2 〜ノスタルジィー〜                                                | 来生えつこ                          | 上杉洋史 | - GFCA11（CD：KONAMI） |
| セカンド・ラブ                               | 徳永英明                                                 | 2006.08.30                         | VOCALIST 2                                                                                    | 来生えつこ                          | 坂本昌之 | - UMCK-1212（CD：ユニバーサルミュージック〈ユニバーサル シグマ〉）／UMCK-9149（限定盤2枚組CD＋DVD：ユニバーサルミュージック〈ユニバーサル シグマ〉） |
| セカンド・ラブ                               | 角聖子                                                   | 2006.11.23                         | ピアノできく青春メロディベスト100                                                             | 該当者なし                          | 藤原豊 | - インストゥルメンタル - タイトル表記：セカンドラブ - KICS-1247/52（6枚組CD：キングレコード） |
| セカンド・ラブ                               | CHiYO                                                    | 2007.01.31                         | セカンド・ラブ【S】                                                                           | 来生えつこ                          | ？ | - ネット配信のみ |
| セカンド・ラブ                               | 鈴木美夏                                                 | 2007.07.25                         | 80'S HIT PARADE                                                                               | 来生えつこ                          | 記載なし（A.guiter, E.guiter：HAPPO／Keyboard programing：清水永之） | - POCE-3233（CD：アスタエンタテインメント） |
| セカンド・ラブ                               | 該当者なし                                               | 2007.08.31                         | Best Hit Orgel 〜80's〜                                                                       | 該当者なし                          | ？ | - インストゥルメンタル - ネット配信のみ |
| セカンド・ラブ                               | 該当者なし                                               | 2008.01.30                         | オルゴール サウンド J-POP VOL-2                                                               | 該当者なし                          | ？ | - インストゥルメンタル - ネット配信のみ |
| セカンド・ラブ                               | Colega Bossa Club                                        | 2008.11.19                         | 懐Mellow J Bossa Winter Lounge                                                                | 来生えつこ                          | 加藤実 | - UPCH-20121（CD：ユニバーサルミュージック〈NAYUTAWAVE RECORDS〉） |
| セカンド・ラブ                               | 稲垣潤一                                                 | 2008.11.19                         | 男と女 TWO HEARTS TWO VOICES                                                                  | 来生えつこ                          | 佐藤準 | - Duet with YU-KI from TRF - UICZ-4187（CD：ユニバーサルミュージック〈ユニバーサル ストラテジック マーケティング ジャパン〉） - 『男と女 TWO HEARTS TWO VOICES Special Edition』（2008.12.24 UICZ-4189/90／2枚組CD：ユニバーサルミュージック〈ユニバーサル ストラテジック マーケティング ジャパン〉）にオリジナルカラオケ「セカンド・ラブ（オリジナル・カラオケ）」）を収録 |
| セカンド・ラブ                               | Tsukasa                                                  | 2008.12.03                         | SAKURA CLASSICS White Selection                                                               | 該当者なし                          | Hidekazu Sakamoto | - インストゥルメンタル（フォーレの「パヴァーヌ」をアレンジに使用） - タイトル表記：セカンド・ラブ（フォーレ：「パヴァーヌ」op.50） - XNTR-15021（CD：Tsubasa Records） |
| セカンド・ラブ                               | 理沙                                                     | 2008.07.23                         | セカンド・ラブ                                                                                | 来生えつこ                          | ？ | - ネット配信のみ - CC-1012（該当なし：オトトイ〈CHI-CHI LABEL〉） |
| セカンド・ラブ                               | izumi                                                    | 2009.07.08                         | 昼下がりのウクレレボッサ・ソングス                                                            | 来生えつこ                          | 松宮幹彦 | - ウクレレ演奏：松宮幹彦 - KICS-1475（CD：キングレコード） |
| セカンド・ラブ                               | 清水ミチコ                                               | 2009.12.23                         | バッタもん                                                                                    | 来生えつこ                          | ？ | - 他作家作品とのメドレー「私の80年代メドレー（白いパラソル、セーラー服と機関銃、ラヴ・イズ・オーヴァー、赤道小町ドキッ、い・け・な・い・ルージュ・マジック、セカンド・ラヴ）」の中の一曲 - タイトル表記：セカンド・ラヴ - MHCL-1688（CD：Sony Music Direct） |
| セカンド・ラブ                               | W.C.D.A.                                                 | 2010.04.28                         | セカンド・ラブ（HOUSE MIX）                                                                   | 来生えつこ                          | ？ | - タイトル表記：セカンド・ラブ（Radio Version）、セカンド・ラブ（W.C.D.A. Extended Vocal）、セカンド・ラブ（Midnight Gala Radio Version）、セカンド・ラブ（Midnight Gala Mix）の4ヴァージョン - ネット配信のみ |
| セカンド・ラブ                               | POP LOUNGE ORGANIZATION feat. たかやまなおこ             | 2010.08.06                         | City Pop Lounge tribute album to Takao Kisugi                                                 | 来生えつこ                          | 安原兵衛 | - FFCP-1001（CD：TEN YEARS） |
| セカンド・ラブ                               | 樹里からん                                               | 2011.02.02                         | TORCH                                                                                         | 来生えつこ                          | 阿部篤志 | - UPCH-1828（CD：ユニバーサルJ） |
| セカンド・ラブ                               | Fairy Story                                              | 2011.08.24                         | Fairytale                                                                                     | 来生えつこ                          | 佐藤清喜 | - MMCC-4287（CD+DVD：マリン・エンタテインメント）／MMCC-4288（CD：マリン・エンタテインメント） |
| セカンド・ラブ                               | ヤスミン                                                 | 2011.09.14                         | 泣いてシャイニー                                                                              | 後藤康二（ck510）                   | - ネット配信のみ | |
| セカンド・ラブ                               | 該当者なし                                               | ？                                 | メモリーズ「Vol.7 いっそセレナーデ」                                                          | 該当者なし                          | ？ | - インストゥルメンタル - 通販のみ - ？（10枚組CD：ユーキャン〈ユニバーサルミュージック〉） |
| せめて今夜                                   | フランク永井                                             | 1983                               | マホガニーのカウンター                                                                        | 来生えつこ                          | 神山純一 | - SJX-30195（LP：ビクター音楽産業）／VCH-10199（CT：ビクター音楽産業） |
| ためいき春秋                                 | 彭健新                                                   | 1985.01.01                         | 24小時香港                                                                                    | 林振強                              | 盧東尼 | - タイトル表記：一串舊回憶 - ？（LP：PolyGram） |
| 罪な雨                                       | 倉橋ルイ子                                               | 1983.09                            | 罪な雨【S】                                                                                   | 来生えつこ                          | 星勝 | - 「罪な雨 〜so sad rain〜」（歌唱：早川英梨）を改題 - 7DX-1263（EP：ポリドール） |
| とにかく、あした                             | 桃井かおり                                               | 1982.11.01                         | SHOW?                                                                                         | 来生えつこ                          | 若草恵 | - 28AH-1464（LP：CBSソニー） |
| とにかく、あした                             | 増位山太志郎                                             | ？                                 | とにかく、あした【S】                                                                         | 来生えつこ                          | 小谷充 | - UE-532（EP：ユニオン） |
| とにかく、あした                             | 田辺靖雄                                                 | 1983.4.21                          | とにかく、あした【S】                                                                         | 来生えつこ                          | 斉藤恒夫 | - 07SH-1284（EP：CBSソニー） |
| トワイライト -夕暮れ便り-                    | ビクター・オーケストラ                                   | 1986.07.05                         | OFF VOCAL SELECTION アーチスト篇                                                              | 該当者なし                          | ？ | - インストゥルメンタル - VDR-5044（CD：ビクター音楽産業） |
| トワイライト -夕暮れ便り-                    | New Wave Orchestra                                       | 1986.12.05                         | NEW AGE INSTRUMENTAL Fin                                                                      | 該当者なし                          | ？ | - インストゥルメンタル - BY28-5004（CD：アポロン） |
| 長雨                                         | 郷ひろみ                                                 | 1982                               | 哀愁のカサブランカ                                                                            | 来生えつこ                          | 若草恵 | - オリジナルタイトル表記：長雨-ながあめ- - 30AH-1226（LP：CBSソニー）／？（CT：CBSソニー） |
| 長雨                                         | 倉橋ルイ子                                               | 1983.12.01                         | THANKS                                                                                        | 来生えつこ                          | 星勝 | - オリジナルタイトル表記：長雨-ながあめ- - 28MX-1155（LP：ポリドール）／28CX-1232（CT：ポリドール） |
| 流れる…                                      | 劉徳華                                                   | 1992                               | 愛的空間                                                                                      | 林振强                              | 杜自持 | - 広東語詞 - タイトル表記：祝你生辰快樂 - 作曲者表記：來生孝夫 - IPC-9212-C（CD：PolyGram〈IPS RECORDS〉） |
| 涙嫌い                                       | 井上純一                                                 | 1983                               | 涙嫌い【S】                                                                                   | 来生えつこ                          | 飛澤宏元 | - 7RC-0014（EP：リバスター音楽産業） |
| 涙嫌い                                       | 倉橋ルイ子                                               | 1983.12.01                         | THANKS                                                                                        | 来生えつこ                          | 星勝 | - 28MX-1155（LP：ポリドール）／28CX-1232（CT：ポリドール） |
| ねがえり                                     | 忌野清志郎                                               | 2002.01.01                         | 大盤振舞 狂い咲き                                                                             | 忌野清志郎                          | ？（ヴォーカル、コーラス、アコースティック・ギター、エレキ・ギター、足踏みオルガン、バイブラスラップ：忌野清志郎／レキント・ギター：三宅伸治／エレキ・ベース、効果音：KANAME／コーラス：テクノ♀17号） | - SF-2002（非売品CD：？） |
| ねじれたハートで                             | カール・オルジェ・オーケストラ                           | 2007.07.25                         | Golden Years S1970 酒井政利プロデュース作品集                                                 | 該当者なし                          | カール・オルジェ | - インストゥルメンタル - MHCL-1132（CD：ソニー・ミュージックディストリビューション） |
| はかなさのしくみ                             | 平井菜水                                                 | 1991.10.21                         | 夢のシルエット                                                                                | 来生えつこ                          | 杉山卓夫 | - VPCB-80433（CD：バップ） |
| はぐれそうな天使                             | 岡村孝子                                                 | 1986.03.20                         | はぐれそうな天使【S】                                                                         | 来生えつこ                          | 船山基紀 | - オリコン：最高34位 - ホンダ「today」CFイメージソング（CM出演：今井美樹） - アルバム『After Tone』（1987.11.25／FHCF-2521〈CD：ファンハウス〉）にリミックスヴァージョン（編曲：船山基紀）を収録 - 07FA-1071（EP：ファンハウス） |
| はぐれそうな天使                             | 劉徳華                                                   | 1988.07.01                         | 回到你身邊                                                                                    | 小美                                | Roel Garcia | - 広東語詞 - タイトル表記：獨木橋 - 作曲者表記：來生孝夫 - ？（CD：EMI百代） |
| はぐれそうな天使                             | Sweet-Tempered Flowers                                   | 1990.06.21                         | 岡村孝子 作品集                                                                               | 該当者なし                          | ？ | - インストゥルメンタル - APTE-5069（CT：アポロン）／APCE-5069（CD：アポロン） |
| はぐれそうな天使                             | 該当者なし                                               | 1991.03.21                         | 天使が巻いたオルゴール 岡村孝子メロディー                                                     | 該当者なし                          | 小坂明子 | - インストゥルメンタル（オルゴール） - COCC-7317（CD：日本コロムビア） |
| はぐれそうな天使                             | 金月真美                                                 | 1997.11.06                         | Memories                                                                                      | 来生えつこ                          | 根岸貴幸 | - 歌唱名義：藤崎詩織 - KICA-7812（CD：キングレコード） |
| 春の予感                                     | 該当者なし                                               | 1998.08.26                         | 懐かしのミュージッククリップ41 じゃりン子チエ                                                 | 該当者なし                          | 星勝 | - インストゥルメンタル - TOCT-10401（CD：東芝EMI） |
| バンブー・ボート                             | 該当者なし                                               | 1992.06.21                         | 薬師丸ひろ子 ソング・ブック                                                                   | 該当者なし                          | 井上鑑 | - インストゥルメンタル - WTP-90385（LP：東芝EMI）／ZH28-1642（CT：東芝EMI）／CA32-1224（CD：東芝EMI） |
| P・R・E・S・E・N・T                          | CARAVELLI ET SON GRAND ORCHESTRE                         | 1983.06.23                         | CARAVELLI PLAYS 聖子                                                                          | 該当者なし                          | 大村雅朗、CARAVELLI | - インストゥルメンタル - タイトル表記：UN CADEAU P・R・E・S・E・N・T - 20・3P-456（LP：エピックソニー）／20・6P-198（CT：エピックソニー） |
| 僕等のダイアリー                             | 鈴木達央、高垣彩陽                                       | 2009.12.29                         | そらのおとしもの エンディング・テーマ・コレクション                                           | 来生えつこ                          | 記載なし | - 歌唱名義：守形英四郎、五月田根美香子 - タイトル表記：エンディング Ver.X「僕等のダイアリー」フルコーラス - 独立UHF局系アニメ『そらのおとしもの』エンディングテーマ（第10話） - COCX-35988（CD：コロムビアミュージックエンタテインメント／ボーナス・トラック「エンディングVer.1.0〜XIV ノンストップメドレー！」を収録） |
| 僕等のダイアリー                             | POP LOUNGE ORGANIZATION feat. たかやまなおこ             | 2010.08.06                         | City Pop Lounge tribute album to Takao Kisugi                                                 | 来生えつこ                          | 野崎貴朗 | - FFCP-1001（CD：TEN YEARS） |
| 星がたり                                     | 該当者なし                                               | 1987.06.10                         | 星の瞳のシルエット                                                                            | 該当者なし                          | 矢野立美 | - インストゥルメンタル - タイトル表示「星がたり（インストゥルメンタル）」 - イメージカプセルシリーズ『星の瞳のシルエット』イメージアルバム（「星がたり」（歌唱：太田裕美）も収録） - K-12532（LP：ワーナー・パイオニア）／LKF-8175（CT：ワーナー・パイオニア）／32XL-209（CD：ワーナー・パイオニア） |
| マイアミ午前5時                              | 北岡夢子                                                 | 1991.06.21                         | マイアミ午前5時【S】                                                                          | 松本隆                              | 入江純 | - テレビ東京系音楽番組『歌謡夢図鑑』エンディングテーマ（1991.05.08） - FLDW-09139（8cmCD：フォーライフ） |
| マイ・ラグジュアリー・ナイト                 | 麻倉未稀                                                 | 1989.11.21                         | COCORO                                                                                        | 来生えつこ                          | 直居隆雄 | - 256T-69（CT：キングレコード）／292A-69（CD：キングレコード） |
| マイ・ラグジュアリー・ナイト                 | 山形由美                                                 | 1986.01.21                         | Elegance                                                                                      | 該当者なし                          | 北島直樹 | - 演奏名義：山形由美とサウンド・オブ・エレガンス - インストゥルメンタル - K28A-732（LP：キングレコード）／？（CT：キングレコード） |
| マイ・ラグジュアリー・ナイト                 | POP LOUNGE ORGANIZATION feat. たかやまなおこ             | 2010.08.06                         | City Pop Lounge tribute album to Takao Kisugi                                                 | 来生えつこ                          | 野崎貴朗 | - FFCP-1001（CD：TEN YEARS） |
| マダムとの散歩                               | 小堺一機                                                 | 1987.08.21                         | Someone Like You-あなたに似た人-                                                              | 来生えつこ                          | 奈良部匠平 | - 28K-135（LP：フォーライフ）／33KD-108（CD：フォーライフ） |
| 水の吐息                                     | リノス・ストリング・カルテット                           | 1998.08.26                         | ごめんね…シンフォニー クラシックで聴く髙橋真梨子・ミュージック                                | 該当者なし                          | 上柴はじめ | - インストゥルメンタル - リノス・ストリング・カルテット：1st Violin：高田あずみ／2nd Violin：高田はるみ／viola：森田芳子（客演）／Cello：松岡陽平 - VICL-60272（CD：ビクターエンタテインメント） |
| Made In X'mas                                | TIM HARDIN TRIO                                          | 1991.10.21                         | BGM NEW MUSIC JAZZ CHRISTMAS                                                                  | 来生えつこ                          | 神山純一 | - VICG-8048（CD：ビクター音楽産業） |
| めざめ                                       | POP LOUNGE ORGANIZATION feat. たかやまなおこ             | 2010.08.06                         | City Pop Lounge tribute album to Takao Kisugi                                                 | 来生えつこ                          | 野崎貴朗 | - FFCP-1001（CD：TEN YEARS） |
| やるせな愛                                   | 樋口可南子                                               | 1983.11.30                         | からたちの花が、咲いたそうだよ。〜ka・na・ko                                                  | 来生えつこ                          | 青木望 | - L-12551（LP：CBSソニー） |
| やさしさ、ひととき                           | 斎藤慶子                                                 | 1983.03.05                         | 愛されたがっているくせに【S】                                                                 | 来生えつこ                          | 青木望 | - 一部別詞 - UE-535（EP：テイチク〈ユニオンレコード〉） |
| 夕闇のふたり                                 | 西島三重子                                               | 1984.12.01                         | 夕闇のふたり【S】                                                                             | 来生えつこ                          | 椎名和夫 | - CE-48（EP：テイチク〈コンチネンタル〉） |
| 夢の渚-The Silent Service-                   | 該当者なし                                               | 1996.03.25                         | 沈黙の艦隊 オリジナル・サウンドトラック                                                       | 該当者なし                          | 千住明 | - インストゥルメンタル - タイトル表示：夢の渚〜ザ・サイレント・サーヴィス（インストゥルメンタル・ヴァージョン） - POCX-1014（CD：ポリドール） |
| 夢の渚-The Silent Service-                   | 笠原弘子                                                 | 1997.09.10                         | 夢の渚 -The Silent Service-【S】                                                              | 来生えつこ                          | 坂本洋 | - バンダイビジュアル・OVA『沈黙の艦隊』『沈黙の艦隊 VOYAGE 2』『沈黙の艦隊 VOYAGE 3』エンディングテーマ（1995,1997,1998） - PODX-1030（CD：ポリドール） |
| 夢の途中                                     | 王日昇                                                   | 1983                               | 給我遠方的女孩                                                                                | 王日昇                              | ？ | - 北京語詞 - タイトル表記：高中時代 - 作曲者表記：來生孝夫 - ？（LP：新格唱片） |
| 夢の途中                                     | 葉倩文                                                   | 1983                               | 答应我                                                                                        | ？                                  | ？ | - タイトル表記：夢的途中 - 北京語詞 - アルバム『甜言蜜語』（1987.07.01／2292-54726-2〈CD：Warner〈wea〉）に広東語ヴァージョン（作詞：？／編曲：？）を収録 - ？（LP：Warner／wea） |
| 夢の途中                                     | 倉橋ルイ子                                               | 1983.12.01                         | THANKS                                                                                        | 来生えつこ                          | 甲斐正人 | - 28MX-1155（LP：ポリドール）／28CX-1232（CT：ポリドール） |
| 夢の途中                                     | ロマンチック・ファンタジア                               | 1986.09.21                         | B.G.M.スーパーヒット・ベスト20                                                                | 該当者なし                          | ？ | - インストゥルメンタル - ZY-1001（CD：クラウンレコード） |
| 夢の途中                                     | BEL-AIR                                                  | 1991.07.21                         | TURQUOISE BLUE                                                                                | JAY JAY & BULLET P.                 | JEFF LORBER | - 英訳詞 - タイトル表記：IN THE DREAM - BVCR-45（CD：BMGビクター） |
| 夢の途中                                     | 本間圭吾                                                 | 1991.07.21                         | 倖多朗が選ぶギターで奏でる歌謡史 70-80年代 Vol.1 （生オーケストラとアコースティックギター）   | 該当者なし                          | ？ | - インストゥルメンタル - ネット配信のみ |
| 夢の途中                                     | Helen Shapiro （ヘレン・シャピロ）                       | 1991.10.23                         | 会いたい I WANT TO SEE YOU                                                                    | DES DYER、C. SCOTT                  | 記載なし | - 英語詞 - タイトル表記：NEVER GONNA SAY GOODBYE - TECX-28002（CD：テイチク〈ユニオンレコード〉） |
| 夢の途中                                     | 該当者なし                                               | 1991.11.25                         | オルゴール夢詩集 魔法をかけたニューミュージック                                               | 該当者なし                          | 内藤孝敏 | - インストゥルメンタル（オルゴール） - POCP-1134（CD：ポリドール） |
| 夢の途中                                     | ？                                                       | 1993                               | La Mélodie オーケストラで綴るニューミュージック Vol.4 贈る言葉                                | 該当なし                            | 宮川彬良 | - インストゥルメンタル - 通販のみ - 監修：さだまさし／音楽監督：服部克久 - OCD-17004（10枚組CD：ユーキャン） |
| 夢の途中                                     | 香西かおり                                               | 1993.12.10                         | 綴織百景Vol.3 夢                                                                              | 来生えつこ                          | 薗広昭 | - POCH-1298（CD：ポリドール） |
| 夢の途中                                     | ドミンゴス (バンド)ドミンゴス                            | 2003.05.21                         | SOUL番長!!                                                                                    | 来生えつこ                          | ドミンゴス | - DXCL-69（CD：ダイプロ・エックス） |
| 夢の途中                                     | EGO TRIP                                                 | 2005.01.26                         | GAL盤 卒業篇                                                                                  | 来生えつこ                          | EGO TRIP | - TOCT-25575（CD：東芝EMI） |
| 夢の途中                                     | 小椋佳                                                   | 2005.09.14                         | 夢歌詩 30 Songs on Dream                                                                      | 来生えつこ                          | 谷川学、加藤武雄 | - UICZ-4120/1（2枚組CD：ユニバーサルインターナショナル） |
| 夢の途中                                     | Arearea                                                  | 2004.07.16                         | SAKURA III 〜濃紅〜                                                                           | 来生えつこ                          | ？ | - ネット配信のみ |
| 夢の途中                                     | Tsukasa                                                  | 2008.04.02                         | Sakura Classics Tabidachi Selection                                                           | 該当者なし                          | M's-Folder | - インストゥルメンタル（ベートーヴェンの「月光」をアレンジに使用） - タイトル表記：夢の途中（ベートーヴェン：ピアノ・ソナタ第14番「月光」） - XNTR-15009（CD：Tsubasa Records） |
| 夢の途中                                     | HANAKO                                                   | 2008.08.01                         | ピアノで奏でるJ・POP 千の風になって                                                           | 該当なし                            | 記載なし | - FX-315（CD：株式会社ピジョン） |
| 夢の途中                                     | 羅敏莊（ミミ・ロー）                                     | 2008.10.10                         | Love Songs in the City                                                                        | 潘源良                              | ？ | - タイトル表記：情已逝 - ？（CD：Rock In Music） |
| 夢の途中                                     | 布施明                                                   | 2009.04.08                         | Ballade II                                                                                    | 来生えつこ                          | 瀬尾一三 | - 歌詞は「セーラー服と機関銃」 - UMCK-1303（CD：ユニバーサルシグマ） |
| 夢の途中                                     | 稲垣潤一                                                 | 2009.10.28                         | 男と女2                                                                                       | 来生えつこ                          | 大坪稔明 | - Duet with 沢田知可子 - UICZ-4214（CD：ユニバーサルミュージック〈ユニバーサル ストラテジック マーケティング ジャパン〉） - 『男と女2 Special Edition』（UICZ-4215/6／2枚組CD：ユニバーサルミュージック〈ユニバーサル ストラテジック マーケティング ジャパン〉）にオリジナルカラオケ「夢の途中（オリジナル・カラオケ）」）を収録 |
| 夢の途中                                     | 直蘭 （アレンジ・キング）                                | 2009.11.18                         | 夢の途中                                                                                      | 来生えつこ                          | ？ | - ネット配信のみ（株式会社リアルロックス） |
| 夢の途中                                     | 都はるみ                                                 | 2010.01.20                         | エンカのチカラ 芳醇 ワンダフル・ポップス                                                      | 来生えつこ                          | 高田弘 | - COCP-36043（CD：コロムビアミュージックエンタテインメント） |
| 夢の途中                                     | POP LOUNGE ORGANIZATION feat. たかやまなおこ             | 2010.08.06                         | City Pop Lounge tribute album to Takao Kisugi                                                 | 来生えつこ                          | 野崎貴朗 | - FFCP-1001（CD：TEN YEARS） |
| 夢の途中                                     | 菅原龍平                                                 | 2010.10.06                         | Acoustic Autumn Seasoning of Songs                                                            | 来生えつこ                          | 辻凡人（bonobos/Shleeps） | - ネット配信のみ（フジパシフィック音楽出版） |
| 夢の途中                                     | ？                                                       | ？                                 | ピアノで奏でるJ・POP 千の風になって                                                           | 該当者なし                          | ？ | - インストゥルメンタル - FX-315（CD：ピジョン） |
| 該当者なし                                   | ？                                                       | メモリーズ「Vol.3 いとしのエリー」 | 該当者なし                                                                                    | ？                                  | - インストゥルメンタル - 通販のみ - ？（10枚組CD：ユーキャン〈ユニバーサルミュージック〉） | |
| 夢みる頃を過ぎても                           | 郷ひろみ                                                 | 1993.05.21                         | LUNA LLENA                                                                                    | 来生えつこ                          | 林有三 | - タイトル表記：夢見る頃を過ぎても - SRCL-2619（CD：CBSソニー） |
| 夢より遠くへ                                 | A.S.A.P                                                  | 1993.05.21                         | 涙を海に返したら Tears In Sea                                                                 | Samuel Stark                        | Tim Heintz | - 英語詞 - タイトル表記：夢より遠くへ（SOMEWHERE BEYOND MY DREAMS） - COCA-10840（CD：日本コロムビア） |
| ゆるやかに愛が…                              | 大地真央                                                 | 1985.02                            | MAO〜Sing for You                                                                             | 来生えつこ                          | 作山功二、 川村栄二 | - タイトル表記（歌詞カード）：ゆるやかに愛が…… - VIH-28211（LP：ビクター音楽産業〈インヴィテイション〉）／VCF-10232（CT：ビクター音楽産業〈インヴィテイション〉） |
| 楽園のDoor                                   | NANNO L.A. PROJECT                                       | 1990.07.15                         | NANNO SONGLESS                                                                                | 該当者なし                          | MICHAEL HOWARD Jr. | - インストゥルメンタル - NANNO L.A. PROJECT：Bass：マイク・ポーカロ／Drum：ジェフ・ポーカロ、カルロス・ヴェガ／Guitar：マイケル・ランドゥ／Percussion：レニー・カストロ／Saxophone：ブランダン・フィールズ - CSCL-1194（CD：CBSソニー） |
| 楽園のDoor                                   | POP LOUNGE ORGANIZATION feat. たかやまなおこ             | 2010.08.06                         | City Pop Lounge tribute album to Takao Kisugi                                                 | 来生えつこ                          | 安原兵衛 | - FFCP-1001（CD：TEN YEARS） |
| Remember                                     | 浅香唯                                                   | 1987.12.01                         | Present                                                                                       | 湯川れい子                          | 中村哲 | - タイトル表記：Remember（浅香唯ソロバージョン） - 28HB-21（LP：ハミングバード）／28HT-21（CT：ハミングバード）／32HD-21（CD：ハミングバード） |
| Remember                                     | 大西結花                                                 | 1988.02.10                         | ミモザの奇蹟【S】                                                                             | 湯川れい子                          | 倉田信雄 | - アルバム『Summer Concert '88 Le rêve de l'ètè 20才、結花の夏の夢』（1988.10.25／X25R-1020〈CT：ポリスター〉・H30R-20011〈CD：ポリスター〉）にライヴヴァージョン（他作家作品とのメドレー〈編曲：？〉）を収録（1988.10.25／東京都・日本青年館より） - D07C-1036（EP：ポリスター）／X10C-1073（CT：ポリスター／オリジナルカラオケ「Remember（オリジナル・カラオケ）」を収録） |

全曲、来生たかお作品のもの／規格品番（収録メディア：発売元）は初出のもの／アーチストは演奏者
| リリース 年月日 | タイトル                                              | アーチスト                                   | 収録曲 | 作詞者     | 編曲者                     | 備考／規格品番（収録メディア：発売元） |
| --------------- | ----------------------------------------------------- | -------------------------------------------- | --- | ---------- | -------------------------- | --- |
| 1990.01.01      | 来生たかお作品集                                      | New Pop Sounds Machine                       | 1.夢の途中／2.セカンド・ラブ／3.マイ・ラグジュアリー・ナイト／4.気分は逆光線／5.楽園のDoor／6.シルエット・ロマンス／7.Silent Memory／8.はぐれそうな天使／9.Goodbye Day／10.スローモーション／11.ORACIÓN-祈り-／12.語りつぐ愛に             | 該当者なし | 有澤孝紀（？）             | - インストゥルメンタル - 1：『軽音楽のすすめ3 ニューミュージック』（1998.11.21／COCS-70041（CD：日本コロムビア）編曲：有澤孝紀）、『スーパーツイン ニューポップ インストゥルメンタル オータムカラーのBGM』（1990.10.21／編曲：有澤孝紀）にも収録 - 6：『スーパーツイン ニューポップ インストゥルメンタル オータムカラーのBGM』（1990.10.21／COCA-6845/6（CD：日本コロムビア）／編曲：有澤孝紀）にも収録 - CK-4475（CD：日本コロムビア） |
| 1990.12.21      | ホワイト&インテリジェント シリーズV 来生たかお作品集  | 美野春樹、 紅林やよい                        | 1.Goodbye Day／2.ORACIÓN-祈り-／3.スローモーション／4.セカンド・ラブ／5.マイ・ラグジュアリー・ナイト／6.シルエット・ロマンス／7.夢の途中／8.トワイライト-夕暮れ便り-／9.はぐれそうな天使／10.楽園のDoor／11.Made In X'mas／12.語りつぐ愛に | 該当者なし | 神山純一                   | - インストゥルメンタル（ソロピアノ演奏） - ALCA-98（CD：アルファレコード） |
| 1991.06.21      | 浪漫音楽館 CRYSTAL DEW ガラスが奏でる来生たかお作品集 | ラ・フェ・デュ・ヴェール （La Fée du Verre） | 1.マイ・ラグジュアリー・ナイト／2.夢より遠くへ／3.ORACIÓN-祈り-／4.スローモーション／5.シルエット・ロマンス／6.Goodbye Day／7.トワイライト-夕暮れ便り-／8.セカンド・ラブ／9.夢の途中-セーラー服と機関銃-／10.はぐれそうな天使              | 該当者なし | 神山純一                   | - インストゥルメンタル（ガラスの音色を使用） - 5、9：『Listening Therapy series GLASSONGS II J-POPS Standard 1』（2004.10.21／CD：VICL-61509〈ビクターエンタテインメント〉）にも収録（タイトル表記：夢の途中 -セーラー服と機関銃-） - VICG-5155（CD：ソニー・ミュージックエンタテインメント） |
| 1991.09.21      | Light Intelligence Series 来生たかお作品集            | TIM HARDIN TRIO                              | 1.セカンド・ラブ／2.マイ・ラグジュアリー・ナイト／3.夢より遠くへ／4.スローモーション／5.夢の途中-セーラー服と機関銃-／6.ORACIÓN-祈り-／7.Goodbye Day／8.トワイライト-夕暮れ便り-／9.はぐれそうな天使／10.シルエット・ロマンス              | 該当者なし | 神山純一                   | - インストゥルメンタル - 一般流通タイトル：JAZZで聴くニューミュージック 来生たかお作品集 - Piano：Haruki Mino／Wood Base：Tohru Kase／Drums：Yuuich Togashiki、Yashushi Ichihara、Milton Tomita、Hajime Ishimatsu - VICG-5175（CD：ビクター音楽産業） |
| 1994.08.25      | Love&Marriage Symphony                                | ？                                           | 1.スローモーション／2.君が送る風／3.二人一緒に／4.シルエット・ロマンス／5.マイ・ラグジュアリー・ナイト／6.愛する時間に／7.白い愁い／8.見知らぬ他人／9.窓を開けますか／10.ORACIÓN-祈り-／11.二人の場所                                      | 該当者なし | KANJI SAITOU（斉藤かんじ） | - インストゥルメンタル - KTCR-1281（CD：キティレコード） |

## 参加
| アーチスト   | タイトル | リリース 年月日 | 収録盤 | 作詞者       | 作曲者       | 備考／規格品番（収録メディア：発売元）                                    |
| ------------ | -------- | --------------- | ------ | ------------ | ------------ | ------------------------------------------------------------------------- |
| ORANGE RANGE | キズナ   | 2016.07.20      | 縁盤   | ORANGE RANGE | ORANGE RANGE | - VICL-64609（CD：SPEEDSTAR RECORDS） - VIZL-1013（CD:SPEEDSTAR RECORDS） |

## 書籍（楽譜）
全曲、来生たかお作品のもの
| 発売 年月日 | タイトル                                                                                           | 収録曲 | 出版社           |
| ----------- | -------------------------------------------------------------------------------------------------- | --- | ---------------- |
| 1979.9.15   | ソングブック特別企画 来生たかお ギター弾き語り 最新LP「BIOGRAPHY」まで全曲集                       | CHRONOLOGICAL TABLE／特別インタビュー／来生たかおの軌跡／特別インタビュー／来生たかおって、どんな男？／来生たかお、作家としての活動 『ピアノ弾き語りコーナー』 浅い夢／マイ・ラグジュアリー・ナイト 『浅い夢』 浅い夢／赤毛の隣人／晴れのち曇り／痛手／雑踏／悪い夜／待ち人来たらず／ボートの二人／夏まどい／不幸色のまなざし 『ジグザグ』 つれない夕暮／甘い食卓／天気雨／灼けた夏／ジグザグ-酔いどれ天使-／長雨-ながあめ-／甘い退屈／うらぶれて／マダムとの散歩／コンデンスミルク／挿話-エピソード- ※オリジナルタイトル表記：4:挿話-エピソード-／7:長雨-ながあめ- 『By My Side』 片隅にひとり／僕のユーモレスク／ふたり／プリズムストーリー／窓を開けますか／振り向くならせめて／涙嫌い／ひとくち助言／官能少女／オレンジ通り五番街（振り向いてアベニュー） 『BIOGRAPHY』 試練／ほほえみの扉／マイ・ラグジュアリー・ナイト 『黄金のパートナー』 そして、昼下り／ゆるやかに愛が…／夢のトライアル／潮風のソネット 『作家としての活動』 薄暮／終止符／すぎて行くと…／水曜日のクオレ／マイ・リトルバード／美しい女…エメラルダス | KMP（協楽社）    |
| 1980        | ピアノ・サンデー 来生たかお・ライブベスト全曲集 ピアノひき語り                                     | ？ | 中央アート出版社 |
| 1980        | Natural Menu Takao Kisugi song book                                                                | CHRONOLOGICAL TABLE／来生たかおの軌跡／特別インタビュー／来生たかおって、どんな男？／来生たかお、作家としての活動 『ピアノ弾き語りコーナー』 浅い夢／マイ・ラグジュアリー・ナイト 『浅い夢』 浅い夢／赤毛の隣人／晴れのち曇り／痛手／雑踏／悪い夜／待ち人来たらず／ボートの二人／夏まどい／不幸色のまなざし 『ジグザグ』 つれない夕暮／コンデンスミルク／甘い食卓／挿話（エピソード）／天気雨／ジグザグ-酔いどれ天使-／長雨（ながあめ）／甘い退屈／うらぶれて／マダムとの散歩／灼けた夏 ※オリジナルタイトル表記／4：挿話-エピソード-／7：長雨-ながあめ- 『By My Side』 僕のユーモレスク／片隅にひとり／ふたり／プリズム・ストーリー／窓を開けますか／振り向くならせめて／官能少女／ひとくち助言／オレンジ通り5番街（振り向いてアベニュー）／涙嫌い ※オリジナルタイトル表記／9：オレンジ通り五番街（振り向いてアベニュー） 『BIOGRAPHY』 試練／ほほえみの扉／マイ・ラグジュアリー・ナイト 『黄金のパートナー』 そして、昼下り 『Natural Menu』 暗闇にさよなら／ハート・ブレイク・ウェイブ／あなただけGood Night／ムーン・ライト・スウィム／薄暮〜たそがれのアンサンブル〜／夢のトライアル／ダンス・パーティーの夜／終止符／ゆるやかに愛が…／潮風のソネット／せめて今夜 ※オリジナルタイトル表記／5：薄暮-たそがれのアンサンブル- 『作家としての活動』 水曜日のクオレ／マイ・リトルバード／すぎて行くと…／美しい女…エメラルダス ※ギター弾き語り | KMP（協楽社）    |
| 1981.09     | ソングブック・シリーズ 最新LP「SRAKLE」まで全曲集 来生たかお                                       | CHRONOLOGICAL TABLE／特別インタビュー／来生たかおって、どんな男？／来生たかお、作家としての活動 『ピアノ弾き語りコーナー』 浅い夢／マイ・ラグジュアリー・ナイト 『浅い夢』 A：浅い夢／赤毛の隣人／晴れのち曇り／痛手／雑踏 B：悪い夜／待ち人来たらず／ボートの二人／夏まどい／不幸色のまなざし 『ジグザグ』 A：つれない夕暮／甘い食卓／天気雨／灼けた夏／ジグザグ-酔いどれ天使- B：長雨／甘い退屈／うらぶれて／マダムとの散歩／コンデンスミルク／挿話（エピソード） ※オリジナルタイトル表記／7：長雨-ながあめ-／12:挿話-エピソード- 『By My Side（ここへおいでよ）』 A：片隅にひとり／僕のユーモレスク／ふたり／プリズムストーリー／窓を開けますか B：振り向くならせめて／涙嫌い／ひとくち助言／官能少女／オレンジ通り五番街-振り向いてアベニュー- ※オリジナルタイトル表記／4：プリズム・ストーリー／9：オレンジ通り五番街（振り向いてアベニュー） 『BIOGRAPHY』 A：浅い夢／そして、昼下り／甘い食卓／赤毛の隣人／涙嫌い／試練 B：灼けた夏／ほほえみの扉／ジグザグ-酔いどれ天使-／長雨／片隅にひとり／マイ・ラグジュアリー・ナイト 『Natural Menu』 A：ハート・ブレイク・ウェイブ／あなただけGood Night／暗闇にさよなら／ムーン・ライト・スウィム／薄暮〜たそがれのアンサンブル〜 B：夢のトライアル／ダンス・パーティーの夜／ゆるやかに愛が…／終止符／潮風のソネット／せめて今夜 ※オリジナルタイトル表記：5:薄暮-たそがれのアンサンブル- 『AT RANDOM』 A：いつか、むかし／もうすぐ、たそがれ／らぶ・れたあ／夜の底へ／つまり、愛してる B：車窓／真昼のくらやみ／ちょっと、ドギマギ／遅い夏／ほんの、ノスタルジー 『来生たかお』 A：Goodbye Day／やさしさ、ひととき B：とにかく、あした／美しい女 『Sparkle』 A：Much more...／Easy Drive／メモリー・メロディー／Goodbye Day／夢の肌／たそがれの苺 B：Sparking head／Good luck my girl／気配／窓辺の女／ゆっくり夏が／コラージュ／Much more... ※ギター弾き語り | KMP（協楽社）    |
| 1982.01     | ピアノ・サンデー・シリーズ39 来生たかお Biography II                                               | 夢の途中／ほんの、ノスタルジー／Easy Drive／あなただけGood Night／やさしさ、ひととき／Goodbye Day／気分は逆光線／たそがれの苺／Heart Break Wave／夜の底へ／シルエット・ロマンス ※オリジナルタイトル表記／8：ハート・ブレイク・ウェイブ | 中央アート出版社 |
| 1982.01     | ピアノ・サンデー109 来生たかお・遊歩道                                                             | High Noon／蜜月／渚のほのめき／Midnight Step／疑惑／坂道の天使／蟠り／テレフォン・ララバイ／スローナイト | 中央アート出版社 |
| 1982        | ニュー・ミュージック・弾き語り 「気分は逆光線」他 来生たかお・グラフィティー                       | 「来生たかお・グラフィティー Single」 気分は逆光線／シルエット・ロマンス 「夢の途中」 side：A Sonatine／Rainy rainy／恋ひとつ／白い愁い／Friendly Pop／美しい女 side：B 夢の途中（セーラー服と機関銃）／おだやかな構図／ためいき春秋／さよならのプロフィール 「ベスト」 Goodbye Day／セーラー服と機関銃（薬師丸ひろ子）／浅い夢／マイ・ラグジュアリー・ナイト | KMP（協楽社）    |
| 1982        | 来生たかお楽譜全集                                                                                 | ※オリジナルアルバム『浅い夢』 - 『夢の途中』、オリジナルシングル「気分は逆光線」まで収録 | ドレミ楽譜出版社 |
| 1982        | 来生たかお全曲集 遊歩道＋疑惑                                                                      | High Noon／蜜月／渚のほのめき／Midnight Step／疑惑／坂道の天使／蟠り／テレフォン・ララバイ／スローナイト | KMP（協楽社）    |
| 1982.02.01  | ギター伴奏レコードコピー 来生たかお LP「夢の途中」／EP「夢の途中（セーラー服と機関銃）」           | SIDE:A Sonatine／Rainy rainy／恋ひとつ／白い愁い／Friendly Pop／美しい女 SIDE:B 夢の途中（セーラー服と機関銃）／おだやかな構図／ためいき春秋／さよならのプロフィール BEST SELECTION Goodbye Day／ほんの、ノスタルジー／ちょっと、ドギマギ／ マイ・ラグジュアリー・ナイト／あなただけGood Night／涙嫌い／官能少女／そして、昼下り／長雨／甘い食卓／挿話（エピソード）／浅い夢／振り向くならせめて／ムーン・ライト・スウィム／メモリー・メロディー／夢の肌／薄暮～たそがれのアンサンブル／ ※オリジナルタイトル表記／17：薄暮 -たそがれのアンサンブル- ※ギター弾き語り | 日音楽譜出版社   |
| 1982.02.25  | ピアノ ザ ベスト T.KISUGI                                                                          | LP『夢の途中』より 夢の途中（セーラー服と機関銃）／おだやかな構図／ためいき春秋／さよならのプロフィール／美しい女 LP『SPARKLE』より Goodbye Day／たそがれの苺 LP『AT RANDOM』より 真昼のくらやみ／ほんの、ノスタルジー LP『NATURAL MENU』より あなただけGood Night LP『BIOGRAPHY 来生たかお ソングブック』より 浅い夢／ジグザグ（酔いどれ天使）／マイ・ラグジュアリー・ナイト ※オリジナルタイトル表記／2：ジグザグ-酔いどれ天使- LP『ジグザグ』より ジグザグ（酔いどれ天使） ※オリジナルタイトル表記／ジグザグ-酔いどれ天使- LP『浅い夢』より 浅い夢 EP やさしさ、ひととき ※オリジナルタイトル表記／LP『BIOGRAPHY 来生たかお ソングブック』-2,LP『ジグザグ』：ジグザグ-酔いどれ天使- | 東京楽譜出版社   |
| 1982.05     | ニュー・ミュージック・弾き語り 「気分は逆光線」他 来生たかお・グラフィティー                       | 「来生たかお・グラフィティー Single」 気分は逆光線／シルエット・ロマンス 「夢の途中」 side：A Sonatine／Rainy rainy／恋ひとつ／白い愁い／Friendly Pop／美しい女 side：B 1.夢の途中（セーラー服と機関銃）／おだやかな構図／ためいき春秋／さよならのプロフィール 「ベスト」 1.Goodbye Day／セーラー服と機関銃（薬師丸ひろ子）／浅い夢／マイ・ラグジュアリー・ナイト ※オリジナルタイトル表記／LP『BIOGRAPHY 来生たかお ソングブック』-2,LP『ジグザグ』：ジグザグ-酔いどれ天使- | KMP（協楽社）    |
| 1982.05     | ピアノ・サンデー・シリーズ39 来生たかお・Biography II                                              | 夢の途中／ほんの、ノスタルジー／Easy Drive／あなただけGood Night／やさしさ、ひととき／Goodbye Day／気分は逆光線／たそがれの苺／Heart Break Wave／夜の底へ／シルエット・ロマンス ※オリジナルタイトル表記／8：ハート・ブレイク・ウェイブ | 中央アート出版社 |
| 1982.05.20  | レコード・コピー・ギター弾き語り 来生たかお楽譜全集 LP「浅い夢」からEP「気分は逆光線」まで全曲収載 | LP「浅い夢」より 浅い夢／雑踏／赤毛の隣人／晴れのち曇り／痛手／悪い夜／待ち人来たらず／ボートの二人／不幸色のまなざし／夏まどい LP「ジグザグ」より 天気雨／つれない夕暮／甘い食卓／灼けた夏／ジグザグ（酔いどれ天使）／長（ながあめ）雨／甘い退屈／うらぶれて／マダムとの散歩／コンデンスミルク／挿（エピソード）話 ※オリジナルタイトル表記／5：ジグザグ -酔いどれ天使-／6：長雨／11：挿話 -エピソード- LP「BY MY SIDE-ここへおいでよ-」より 片隅にひとり／プリズム・ストーリー／僕のユーモレスク／ふたり／振り向くならせめて／窓を開けますか／官能少女／涙嫌い／ひとくち助言／オレンジ通り5番街（振り向いてアベニュー） ※オリジナルタイトル表記／10：オレンジ通り五番街（振り向いてアベニュー） LP「BIOGRAPHY」より 試練／そして，昼下り／ほほえみの扉／マイ・ラグジュアリー・ナイト ※オリジナルタイトル表記／2：そして、昼下り LP「NATURAL MENU」より 暗闇にさよなら／ハート・ブレイク・ウェイブ／あなただけGood Night／ムーン・ライト・スウィム／ダンス・パーティーの夜／薄暮 ～たそがれのアンサンブル～／夢のトライアル／ゆるやかに愛が／終止符／潮風のソネット／せめて今夜 ※オリジナルタイトル表記／6：薄暮 -たそがれのアンサンブル-／8：ゆるやかに愛が… LP「AT RANDOM」より 車窓／いつか，むかし／もうすぐ，たそがれ／らぶ・れたあ／夜の底へ／つまり，愛してる／真昼のくらやみ／ちょっと，ドギマギ／ほんの，ノスタルジー／遅い夏 ※オリジナルタイトル表記／1：いつか、むかし／2：もうすぐ、たそがれ／5：つまり、愛してる／7：ちょっと、ドギマギ／8：ほんの、ノスタルジー LP「SPARKLE」より Much more…／Easy Drive／メモリー・メロディー／Good-bye Day／夢の肌／たそがれの苺／ゆっくり夏が／Sparking head／Good luck my girl／気配／窓辺の女／コラージュ ※オリジナルタイトル表記＝1：Much more...／4：Goodbye Day／11：窓辺の女（ひと） LP「夢の途中」より Sonatine／Rainy rainy／恋ひとつ／白い愁い／Friendly Pop／美しい女(ひと)／夢の途中（セーラー服と機関銃）／おだやかな構図／ためいき春秋／さよならのプロフィール ※オリジナルタイトル表記／6：美しい女 EP（シングル）盤より グリーン・グラス／とにかく，あした／やさしさ，ひととき／気分は逆光線／シルエット・ロマンス ※オリジナルタイトル表記＝2：とにかく、あした／3：やさしさ、ひととき／ | ドレミ楽譜出版社 |
| 1982.10.05  | ニューミュージック・ピアノ弾き語り 来生たかお・コンサート・アルバム Takao                          | Best Selection 気分は逆光線／シルエット・ロマンス／夢の途中／Goodbye Day／美しい女／涙嫌い／長雨／ほほえみの扉／浅い夢／マイ・ラグジュアリー・ナイト | 日音楽譜出版社   |
| 1982.12.15  | ギター伴奏レコードコピー 来生たかお LP「遊歩道」／「EP疑惑」「気分は逆光線」                       | High Noon／蜜月／渚のほのめき／Midnight Step／疑惑／坂道の天使／蟠り／テレフォン・ララバイ／スローナイト／時よゆっくり／気分は逆光線／シルエット・ロマンス／ねじれたハートで | 日音楽譜出版社   |
| 1982.12.25  | 来生たかお 遊歩道 ピアノ弾き語り LPライブラリー                                                    | 来生たかお●遊歩道 High Noon／蜜月／渚のほのめき／Midnight Step／疑惑／坂道の天使／蟠り／テレフォン・ララバイ／スローナイト 来生たかお●Best Songs シルエット・ロマンス／ねじれたハートで／ほんのノスタルジー／美しい女／夢の途中／ジグザグ（酔いどれ天使）／Good-bye Day ※オリジナルタイトル表記＝3：ほんの、ノスタルジー／6：ジグザグ -酔いどれ天使-／7：Goodbye Day | 日音楽譜出版社   |
| 1982（？）  | 来生たかおベストアルバム                                                                           | 「遊歩道」より High Noon／蜜月／渚のほのめき／Midnight Step／疑惑／坂道の天使／蟠り／スローナイト／テレフォン・ララバイ 「ベスト・セレクション」より シルエットロマンス／気分は逆光線／夢の途中／Heart Break Wave／夜の底へ／たそがれの苺／Goodbye Day／ほんのノスタルジー／あなただけGood Night／Easy Drive／やさしさ, ひととき ※オリジナルタイトル表記／1：シルエット・ロマンス／4：ハート・ブレイク・ウェイブ／11：やさしさ、ひととき 「Show？」より 来生たかお／桃井かおり シングル・ナイト／とにかく, あした／ねじれたハートで／むらさきいろの…／Sparking Head／逢瀬 ※オリジナルタイトル表記／2：とにかく、あした／5：Sparking head | 国際楽譜出版社   |
| 1983（？）  | レコード・コピー・ギター弾き語り 〔遊歩道〕＋カセット「バラード」                                  | LP「遊歩道」より High Noon／蜜月／渚のほのめき／Midnight Step／疑惑／坂道の天使／蟠り／スローナイト／テレフォン ララバイ カセット「バラード」より 美しい女／もうすぐたそがれ／浅い夢／たそがれの苺／不幸色のまなざし／シルエットロマンス／Good-bye Day／時よ ゆっくり／振り向くならせめて ※オリジナルタイトル表記／9：テレフォン・ララバイ／11：もうすぐ、たそがれ／15：シルエット・ロマンス／16：Goodbye Day | ドレミ楽譜出版社 |
| ？          | 来生たかお LP「Ordinary」「遊歩道」「BIOGRAPHY II」「夢の途中」                                    | （Ordinary） あなたのように／水の中のグラス／吐息の日々／ふたり一緒に／ニュアンス／Day Light Girl／まどろみミステリー／無口な夜／City Noise／涼しい影 （遊歩道） High Noon／蜜月／渚のほのめき／Midnight Step／疑惑／坂道の天使／蟠り／テレフォン・ララバイ／スローナイト （シングル） ねじれたハートで （BIOGRAPHY II） ほんの、ノスタルジー／Easy Drive／あなただけGood Night／やさしさ、ひととき／Goodbye Day／気分は逆光線／たそがれの苺／Heart Break Wave／夜の底へ／シルエット・ロマンス ※オリジナルタイトル表記／8：ハート・ブレイク・ウェイブ （夢の途中） Sonatine／Rainy rainy／恋ひとつ／白い愁い／Friendly Pop／美しい女／夢の途中（セーラー服と機関銃）／おだやかな構図／ためいき春秋／さよならのプロフィール | 日音楽譜出版社   |
| 1983.01     | 来生たかお Ordinary ニュー・ミュージック・ピアノ弾き語り                                           | Ordinary side:A あなたのように／水の中のグラス／吐息の日々／ふたり一緒に／ニュアンス side:B Day Light Girl／まどろみミステリー／無口な夜／City Noise／涼しい影 OMAKE 薄暮-たそがれのアンサンブル ※オリジナルタイトル表記=：薄暮 -たそがれのアンサンブル- | 協楽社           |
| 1984.03     | 来生たかお LP〔Visitor〕+SINGLE COLLECTION ＆ BEST                                                 | “Visitor” SIDE:A マイ・ラグジュアリー・ナイト／シングル・ナイト／セカンド・ラブ／甘い言葉で…／シルエット・ロマンス SIDE:B 燃えつきて、ディザイア／スローモーション／とめどなく／ねじれたハートで／トワイライト ～夕暮れ便り ※オリジナルタイトル表記／5：トワイライト ～夕暮れ便り～ SINGLE COLLECTION 吐息の日々／無口な夜／疑惑／気分は逆光線／夢の途中（セーラー服と機関銃）／Goodbye Day BEST ほんの、ノスタルジー／Easy Drive／あなただけGood Night／やさしさ、ひととき／たそがれの苺／ハート・ブレイク・ウェイブ／夜の底へ／坂道の天使／水の中のグラス／ふたり一緒に ※ギター楽譜 | KMP（協楽社）    |
| 1984        | ピアノ弾き語り 来生たかお作品集                                                                    | 疑問符／無口な夜／疑惑／トワイライト／スローモーション／セカンド・ラブ／シルエット・ロマンス／ストロー・タッチの恋／ねじれたハートで／ほんの、ノスタルジー／美しい人／マイ・ラグジュアリー・ナイト／気分は逆光線／Good-bye Day／夢の途中／おだやかな構図 ※オリジナルタイトル表記／11：美しい女／14：Goodbye Day | 東京音楽書院     |
| 1985        | PIANO & VOCAL TAKAO KISUGI ONLY YESTERDAY                                                          | CONTENTS Times Go By／About You／Only Yesterday Dream／風の忘れもの／暗闇にあやふや／はぐれそうな天使／P.S.メモリー／緑の正午／Wonder Night／Far Away ※オリジナルタイトル表記／8：緑の正午（まひる） SELECTION 気分は逆光線／セカンド・ラブ／シルエット・ロマンス／ねじれたハートで／マイ・ラグジュアリー・ナイト／夢の途中 | 東京音楽書院     |
| 1990.3.15   | PIANO SOLO やさしく弾ける 来生たかお ピアノ・ソロ・アルバム                                        | マイ・ラグジュアリー・ナイト／夢の途中（セーラー服と機関銃）／無口な夜／浅い夢／そっとMidnight／これから始まる物語／シルエット・ロマンス／ねじれたハートで／終止符／涙嫌い／ムーン・ライト・スウィム／ダンス・パーティーの夜／ちょっと、ドギマギ／官能少女／シングル・ナイト／燃えつきて、ディザイア／甘い言葉で…／もうすぐ、たそがれ／トワイライト-夕暮れ便り-／Goodbye Day／美しい女／はぐれそうな天使／楽園のDoor／ORACIÓN-祈り-／語りつぐ愛に／青いNovember／Made In X'mas／Silent Memory ／思い出の時差／夜よ急がないで／ステラ（Stella） ※22：岡村孝子ヴァージョンをアレンジ | KMP（協楽社）    |
| 1998.12.10  | TAKAO KISUGI best songs PLAY ON THE PIANO                                                          | With／めざめ／ひと月ののち／鏡の向こう側／シルエット／出会えてよかった／まぶしい二人で／スローモーション／おだやかな構図／ステラ（Stella）／トリステス（Tristesse）／君の選択／夢より遠くへ／永遠の瞬間／楽園のDoor／浅い夢／夢の途中／セカンド・ラブ／マイ・ラグジュアリー・ナイト／シルエット・ロマンス／はぐれそうな天使／語りつぐ愛に／ORACIÓN〜祈り〜／Goodbye Day | ドレミ楽譜出版社 |